# Cronologia degli eventi principali che hanno portato alla guerra di secessione americana

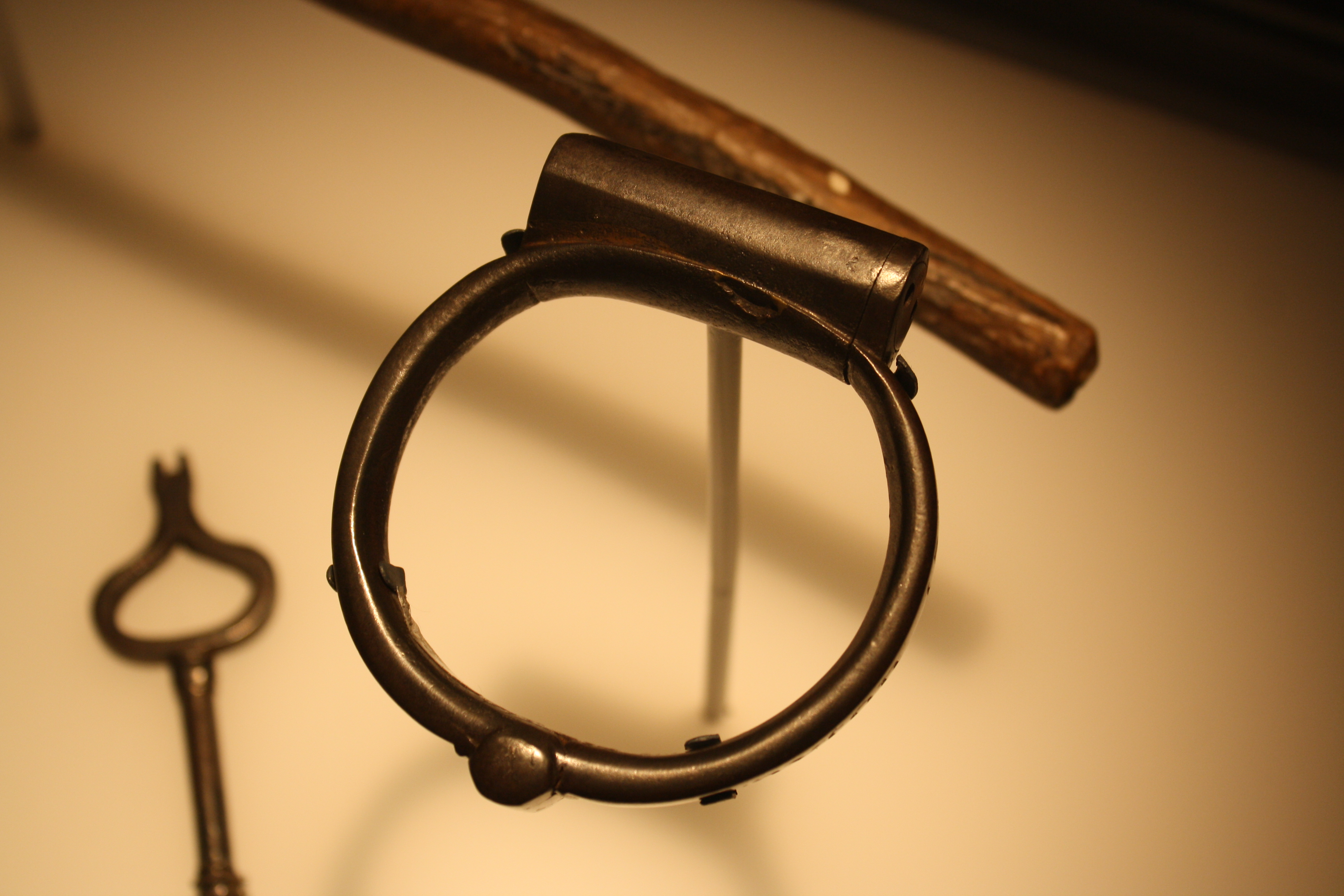
Braccialetti per gli schiavi.

La cronologia degli eventi principali precedenti la guerra di secessione americana riporta i principali eventi generalmente riconosciuti dagli storici contemporanei come cause della guerra di secessione americana. 
Tali eventi possono essere divisi in due periodi: il primo, molto lungo, in cui si accumularono le tensioni, e un secondo coincidente con i cinque mesi trascorsi dalla vittoria di Abraham Lincoln e del neonato Partito Repubblicano alle elezioni presidenziali del 1860, alla battaglia di Fort Sumter dell'aprile seguente.

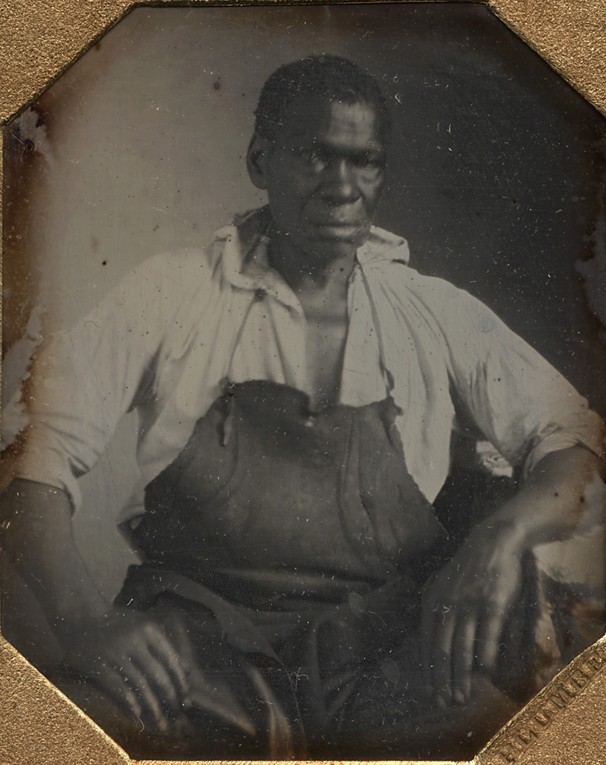
Isaac Jefferson, lo schiavo-artigiano adottato dal presidente Thomas Jefferson, qui ritratto nel 1845 circa.

Sin dai tempi della Colonia della Virginia (1607-1776) la schiavitù risultò parte integrante del sistema socioeconomico del Nord America Britannico anche se non venne mai citata nella Dichiarazione d'indipendenza degli Stati Uniti d'America.
Da allora eventi e dichiarazioni politiche sullo schiavismo misero in luce differenze, tensioni e divisioni tra gli Stati Uniti meridionali schiavisti e gli Stati Uniti d'America nord-orientali e i nuovi Stati dell'ovest, sostenitori della libertà individuale. Gli eventi degli anni 1850 culminarono con l'elezione di Abraham Lincoln, contrario alla schiavitù, a presidente degli Stati Uniti il 6 novembre 1860; ciò fece precipitare la situazione con la prima serie di dichiarazioni di secessione. Furono sette Stati sudisti, con le economie basate in prevalenza sulla coltivazione ed esportazione del cotone (con una forte domanda europea e i prezzi in aumento) a separarsi: Alabama, Florida, Georgia, Louisiana, Mississippi, Carolina del Sud e Texas.
Dopo che le truppe dell'esercito confederato sudista attaccarono e catturarono Fort Sumter, una guarnigione dell'esercito unionista a Charleston, in Carolina del Sud, il presidente Lincoln chiese all'esercito di marciare verso Sud per reprimere la ribellione in atto. Ciò spinse i rimanenti quattro Stati del "Sud superiore" (Virginia, Carolina del Nord, Tennessee ed Arkansas) a ritirarsi dall'Unione; assieme, questi undici Stati formarono gli Stati Confederati d'America. Era l'inizio di una guerra civile che si preannunciava lunga e sanguinosa, a causa della consistenza territoriale e militare degli Stati secessionisti.

## Nord contro Sud

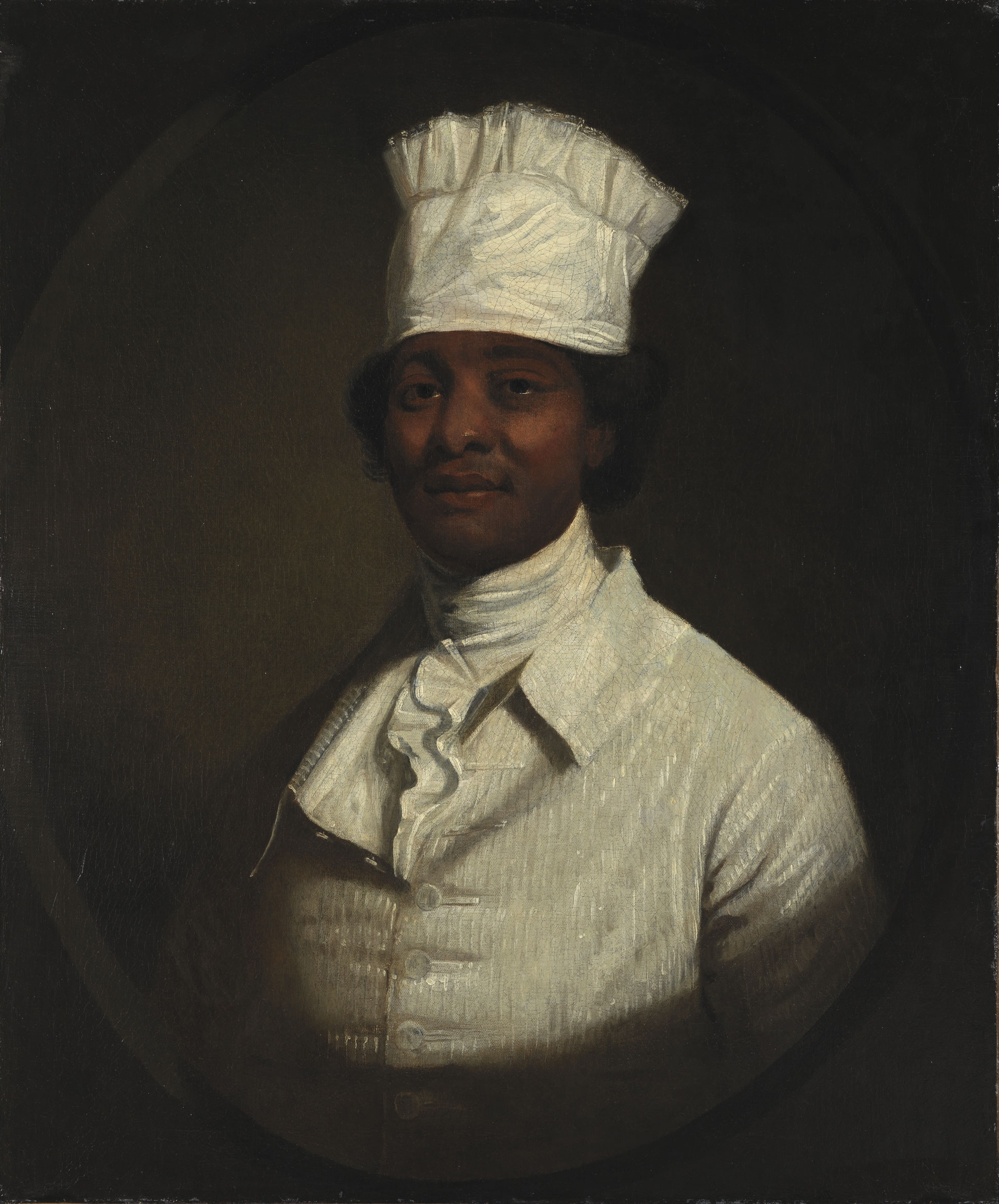
Il ritratto del cuoco nero del presidente George Washington in un dipinto di Gilbert Stuart (1795-1797 circa).

Lo storico italiano della guerra civile Raimondo Luraghi, nella sua accurata e quantomai dettagliata disamina dei fattori peculiari che indussero allo scatenamento di un conflitto armato quale mai si era ancora veduto nella storia contemporanea (dopo l'illuminismo e la Dichiarazione dei diritti dell'uomo e del cittadino), elenca cause economiche, sociali (con venature di xenofobia e razzismo), geografiche, storiche e politiche dell'irrimediabile inconciliabilità tra settentrionali e meridionali.
Una certa implacabile "diversità" già divideva i primi gruppi di colonizzatori che si erano stabiliti nel corso del XVII secolo lungo le coste dell'Oceano Atlantico; da una parte i pionieri/avventurieri virginiani, dall'altra i Padri Pellegrini fondatori della Nuova Inghilterra. Un'atmosfera socio-culturale e religiosa, tra i primi, assai simile ad una "cavalleresca nobiltà" tutta incentrata sulla vita agraria; un clima rigido e severo intriso di puritanesimo, tra i secondi.

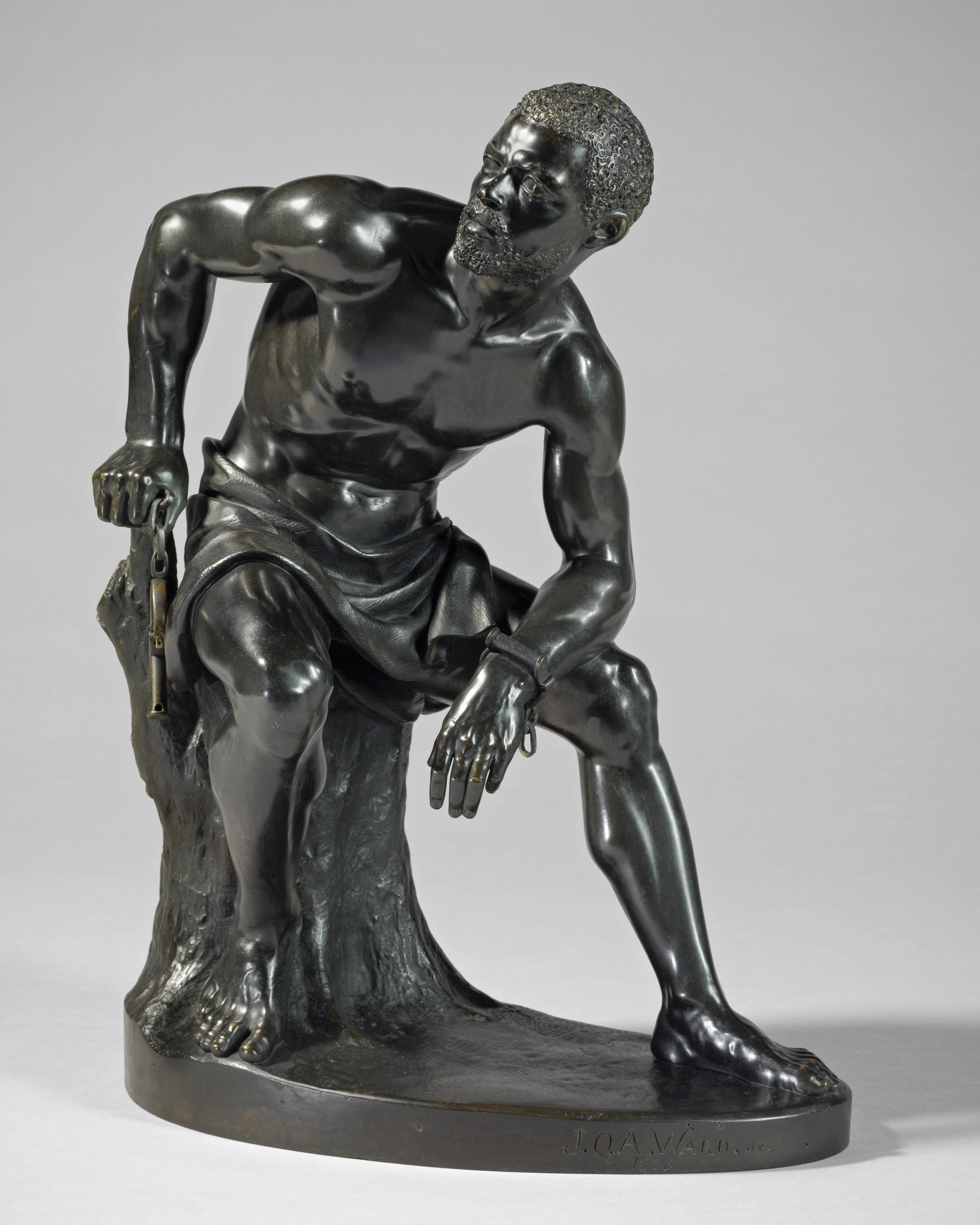
The Freedman, scultura in bronzo di John Quincy Adams Ward datata 1863.

Città, imprenditoria fiorente, capitalismo rampante, banchieri e immigrazione al Nord; campagna, romanticismo e grande proprietà terriera al Sud: impiegati e lavoratori salariati al Nord; lo schiavismo colorato di paternalismo al Sud. I primi vasti massacri a sfondo razziale contro i "neri liberi" avverranno però al Nord, nella patria dell'informazione giornalistica.

### Settentrionali
I puritani erano uniti dallo zelo religioso, guidati dal mito della "Nuova Terra promessa" ove avrebbero dato vita ad un rinnovato "Regno dei Cieli" in Terra, trascinati da un calvinismo con una valenza di Democrazia e Repubblicanesimo, con un'assidua lettura della Bibbia e al contempo la creazione di un'istituzione scolastica mantenuta dall'intera comunità (l'Università di Harvard a Cambridge). Si affidavano inoltre ai disegni imperscrutabili della Provvidenza da cui sarebbe dovuta sorgere la "Repubblica dei Santi".
In questo primo abbozzo di Nord frenetico e dinamico ci si convincerà presto che la ricchezza accumulata attraverso gli affari e conquistata con il "lavoro libero" fosse il "giusto premio" concesso loro da Dio; risparmio, estrema sobrietà ed intransigenza morale: un impero sociale in cui la borghesia mercantile fu preponderante ed ove vigeva inizialmente la pena di morte per l'ateismo manifesto, la bestemmia, l'adulterio e la violenza sessuale; l'ubriachezza e la "pigrizia" erano condannate penalmente; era vietato l'uso del tabacco e portare i "capelli lunghi".
Al Nord esisterà il reato di stregoneria fino al XVIII secolo inoltrato; ma al Nord si svilupperà anche un collettivismo e un centralismo in senso sovrastatale. Paesaggio ricco di catene montuose, boschi innevati ed ampi corsi d'acqua; terreno assai poco ricco per l'agricoltura, tanto da far sì di scegliere il mare come via commerciale privilegiata. A Nord nacquero i grandi porti e il transatlantico prima, la ferrovia poi: terra di marinai, pescatori e mercanti; in seguito l'entroterra verrà abitato in prevalenza da artigiani e "uomini di frontiera".
Patria della grande concentrazione industriale, è al Nord che nasce il Partito Federalista la cui politica sarà il protezionismo, l'accentramento dei poteri federali, il sostegno alla creazione di una Banca nazionale: i suoi leader riconosciuti saranno Alexander Hamilton e John Adams

L'evoluzione di Stati schiavisti e stati liberi (in rosso e blu rispettivamente) dal 1789 al 1861.

### Meridionali
Al Sud le pressioni dell'apparato ecclesiale rimarranno sempre assai leggere, quando non del tutto ininfluenti; sarà Thomas Jefferson - originario della Virginia e proprietario di schiavi - ad imporre costituzionalmente un'assoluta libertà religiosa, libertà di pensiero e libertà di stampa grazie al I emendamento, con una conseguente e rigorosa separazione tra Stato e Chiesa a prevenzione d'ogni possibile fanatismo. Qui nacque d'altronde la prima Assemblea rappresentativa a difesa dei diritti umani appena acquisiti.
Nel meridione non vi saranno fino alla seconda metà del XIX secolo delle vere e proprie grandi città paragonabili ai centri urbani esplosi invece al Nord; i sudisti saranno paladini dell'individualismo e di una "sana" dose di anticonformismo, ognuno con una propria opinione personale praticamente su tutto. Da qui la ricerca del decentramento e il presumere che i "diritti degli Stati" singoli sopravanzino sempre e comunque l'ideale di patria nazionale (l'idealismo da "yankee" per l'appunto).
Un territorio per lo più pianeggiante e coltivabile, con delle coste sabbiose e senza approdi esposte alle furie stagionali di "Madre Natura"; molte lagune e paludi malsane. All'interno aziende agricole e grandi proprietà, all'inizio di tabacco, riso e indaco; poi il cotone. Piantatori fautori dell'isolazionismo e dell'indipendentismo, con un culto per l'autonoma locale da parte delle élite agiate: una nuova aristocrazia.
Al Sud nasce il Partito Democratico-Repubblicano paladino della massima autonomia statale e nemico del potere centrale, sospettoso nei riguardi di qualsiasi oligarchia esclusivamente incentrata sul denaro (la cosiddetta "bancocrazia").

## Periodo coloniale: 1607-1775

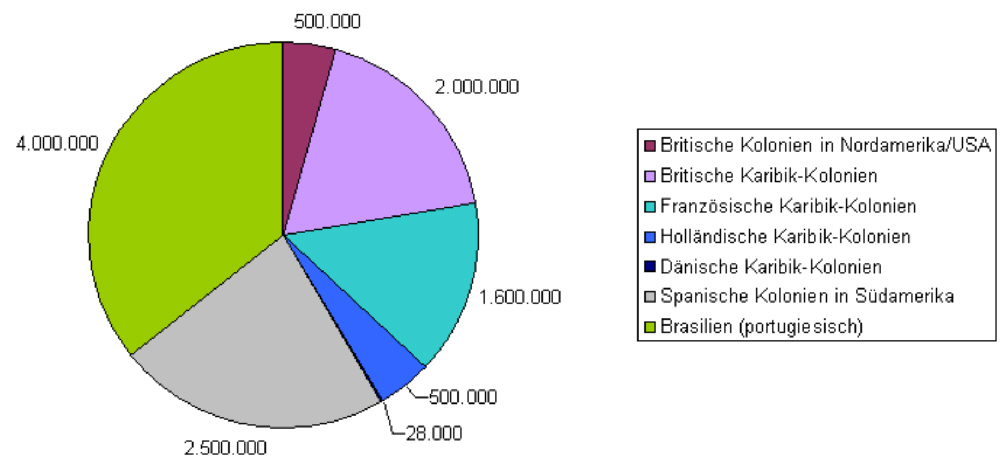
Destinazione della Tratta atlantica degli schiavi africani tra il 1492 e il 1870: 500.000 nel Nord America Britannico, due milioni nelle Indie occidentali britanniche, 1.600.000 nelle Indie occidentali francesi, 500.000 nelle Indie occidentali olandesi, 28.000 nelle Indie occidentali danesi, 2.500.000 nel Vicereame della Nuova Spagna, 4 milioni nell'Impero portoghese.

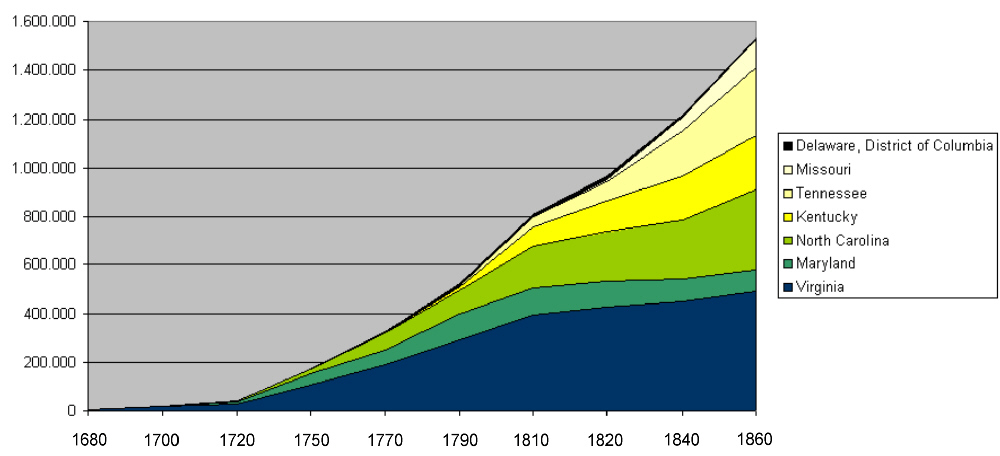
Statistica sul numero di schiavi per Stato dal 1680 al 1860.

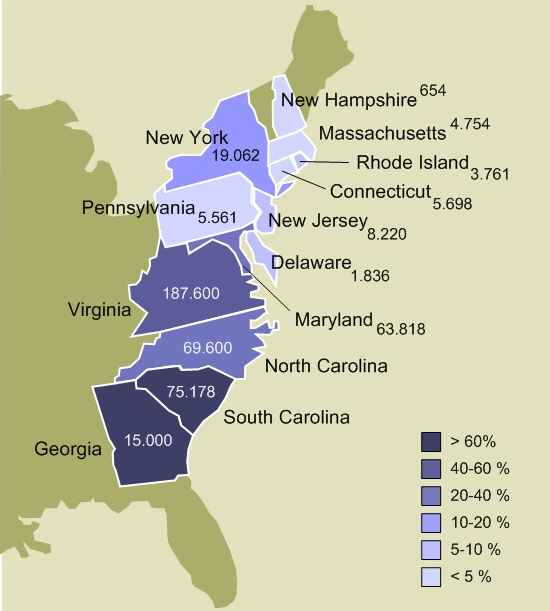
La presenza degli schiavi in percentuale sulla popolazione totale nelle Tredici colonie.

| 1619 | - Un'imbarcazione dell'impero coloniale olandese conduce con sé 20 africani e li sbarca nella Colonia della Virginia per utilizzarli nel campo della servitù debitoria. A partire da questo momento viene introdotta la schiavitù nel Nord America Britannico. |
| 1640 | - La Corte giudiziaria della Virginia ordina a John Punch, un servitore afroamericano fuggiasco, di "servire il proprio padrone o i suoi collaboratori per l'intero periodo della sua vita naturale qui o altrove"; così "John Punch, un uomo di colore, viene condannato alla condizione di schiavitù per tutta la vita". |
| 1652 | - A seguito di precedenti legislazioni adottate nella Provincia della Massachusetts Bay (1641) e nella Colonia del Connecticut (1650) viene in una certa misura limitata l'estensione della schiavitù; una legge della Colonia di Rhode Island e delle Piantagioni di Providence (1652) limita il servizio obbligatorio a 10 anni e per una persona che non abbia ancora raggiunto l'età di 24 anni. Nondimeno entro il secolo seguente Newport diventa un grande centro di commercio della tratta atlantica degli schiavi africani. Nel 1792 lo Stato del Rhode Island proibisce il commercio degli schiavi.                                                      |
| 1654 | - John Casor della Contea di Northampton (Virginia) diventa il primo virginiano ad essere condannato da una Corte giudiziaria alla schiavitù a vita per violazione della legge vigente. |
| 1671 | - All'incirca 2.000 dei 40.000 abitanti della Virginia coloniale sono schiavi importati. I servitori debitori a contratto bianchi costretti a prestare la loro opera per 5 anni prima di poter venire liberati continuano comunque ad essere ancora 3 volte più numerosi degli africani e forniscono la maggior parte del lavoro pesante. |
| 1712 | - La rivolta degli schiavi a New York causa significativi danni materiali alle proprietà e provoca severe punizioni o l'esecuzione capitale dei ribelli. |
| 1719 | - Gli agricoltori non-schiavisti virginiani si convincono che il lavoro forzato degli schiavi possa minacciare le loro capacità di sostentamento. Riescono a convincere l'Assemblea generale della Virginia ad aprire una discussione su un eventuale divieto dello schiavismo o quantomeno su una proibizione dell'importazione di schiavi. Come risposta viene innalzata la tariffa sugli schiavi fino a 5 sterline, il che equivale al prezzo intero di un'indennità, in maniera tale da non rendere più la compravendita schiavista come inizialmente vantaggiosa o preferibile rispetto ad una semplice servitù debitoria per un determinato periodo di anni. |
| 1739 | - La ribellione di Stono nella Carolina del Sud, (detta anche "Cospirazione Cato" o "Ribellione Cato") diventa la più ampia rivolta di schiavi nelle Tredici colonie britanniche continentali, con 25 bianchi americani e 35-50 afroamericani rimasti uccisi. |
| 1741 | - Il Grande Complotto Nero del 1741 scoppiato a New York causa gravi danni alle proprietà; gli schiavi coinvolti vengono severamente puniti o giustiziati. |
| 1774 | - Il movimento religioso del Quaccherismo guidato da James Pemberton, insieme ad altri come Benjamin Rush - uno dei Padri fondatori degli Stati Uniti d'America, organizzano la prima società antischiavista militante nelle colonie, la Pennsylvania Abolition Society di Filadelfia. |

## Rivoluzione americana e periodo della Confederazione: 1776-1787

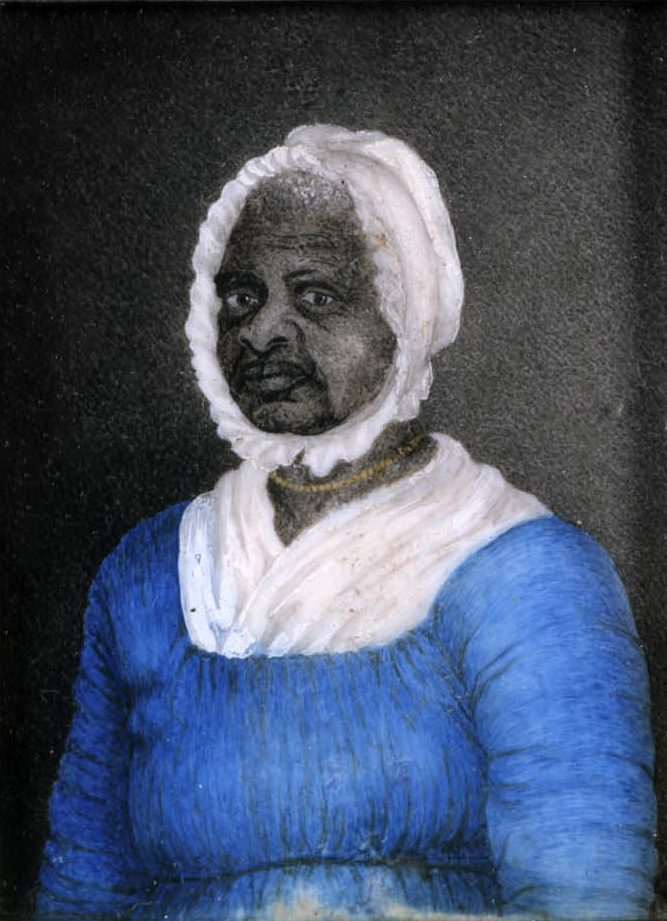
Ritratto di Elizabeth Freeman - alias "Mum Bett" - la prima schiava ad essere liberata in Massachusetts nel 1780, in un dipinto di Susan Anne Ridley Sedgwick.

Rapporto tra numero di schiavi e produzione di cotone dal 1790 al 1860.

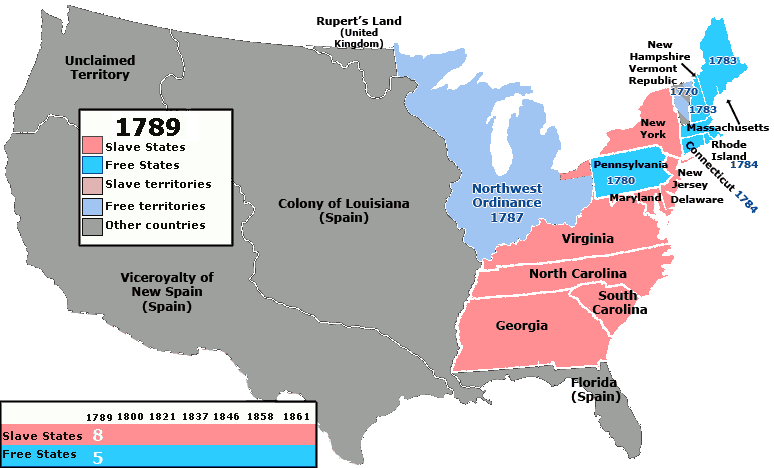
Stati schiavisti e stati liberi (in rosso e blu rispettivamente) nel 1789.

| 1776 | - La Dichiarazione d'indipendenza degli Stati Uniti d'America dichiara "che tutti gli uomini sono creati uguali, che sono dotati dal loro Creatore di certi diritti inalienabili, che tra questi vi sono la Vita, la Libertà e la ricerca della Felicità". La schiavitù però rimane legale nelle colonie.                                                               |
| 1777 | - La Repubblica del Vermont, a quel tempo un paese indipendente, proibisce la schiavitù nella propria Costituzione. |
| 1778 | - L'Assemblea legislativa virginiana promulga una legge, con il sostegno di Thomas Jefferson e molto probabilmente con la sua paternità, che vieta l'importazione di schiavi in tutto il proprio territorio. Diventa in tal modo il 1º Stato a vietare la tratta atlantica degli schiavi africani; sarà seguita a breve anche da tutte le altre ex colonie britanniche. |

(John Adams)
| 1780 | - Nella Pennsylvania viene adottata una legge sulla graduale emancipazione degli schiavi. - Il Massachusetts vieta la schiavitù nella propria Costituzione. |
| 1782 | - La Virginia liberalizza la sua legge assai ristretta che impedisce la manomissione; secondo le nuove disposizioni, un proprietario può emancipare gli schiavi nel suo testamento o a seguito di una scelta personale. |
| 1783 | - La Costituzione del New Hampshire afferma che tutti i bambini nasceranno liberi, ma alcune forme di schiavitù continueranno a persistere ancora fino agli anni 1840. |
| 1784 | - Il Rhode Island e il Connecticut approvano una legge che prevede la graduale emancipazione degli schiavi. - Il Congresso continentale rigetta la proposta di T. Jefferson di proibire la schiavitù in tutti i territori americani, comprese le regioni che diverranno gli Stati dell'Alabama, del Kentucky, del Mississippi e del Tennessee. |
| 1786 | - George Washington scrive: "non esiste un uomo vivente che desideri più sinceramente di me di poter intravedere un piano da adottare per l'abolizione di essa [schiavitù]". Lo storico dell'era della guerra civile William Blake afferma che questi "sentimenti erano limitati a pochi uomini liberali e illuminati". |
| 1787 | - Il 13 luglio il "Congresso continentale" sotto gli Articoli della Confederazione approva l'Ordinanza del nordovest per governare il territorio posto a Nord del fiume Ohio e ad Ovest della Pennsylvania. Il Territorio del nord-ovest diventerà gli Stati dell'Illinois, dell'Indiana, del Michigan, dell'Ohio, del Wisconsin e del Minnesota. Nell'ordinanza il Congresso proibisce la schiavitù e la "servitù involontaria" in tutta la regione, ma richiede altresì il ritorno degli schiavi fuggiaschi ritrovati all'interno del proprio territorio ai loro legittimi proprietari. La legge non si applica più dopo che i territori interessati diventano degli Stati a tutti gli effetti. I Nordisti fautori dell'abolizionismo citeranno numerose volte nel corso dei decenni seguenti l'ordinanza come un precedente per la limitazione dello schiavismo, se non finanche per la sua completa abolizione. Nonostante i suoi termini i coloni residenti nel Sud cercheranno di far approvare leggi che consentano la pratica schiavista sia nell'Indiana che nell'Illinois. |

## Primo periodo post-Costituzionale: 1787-1811

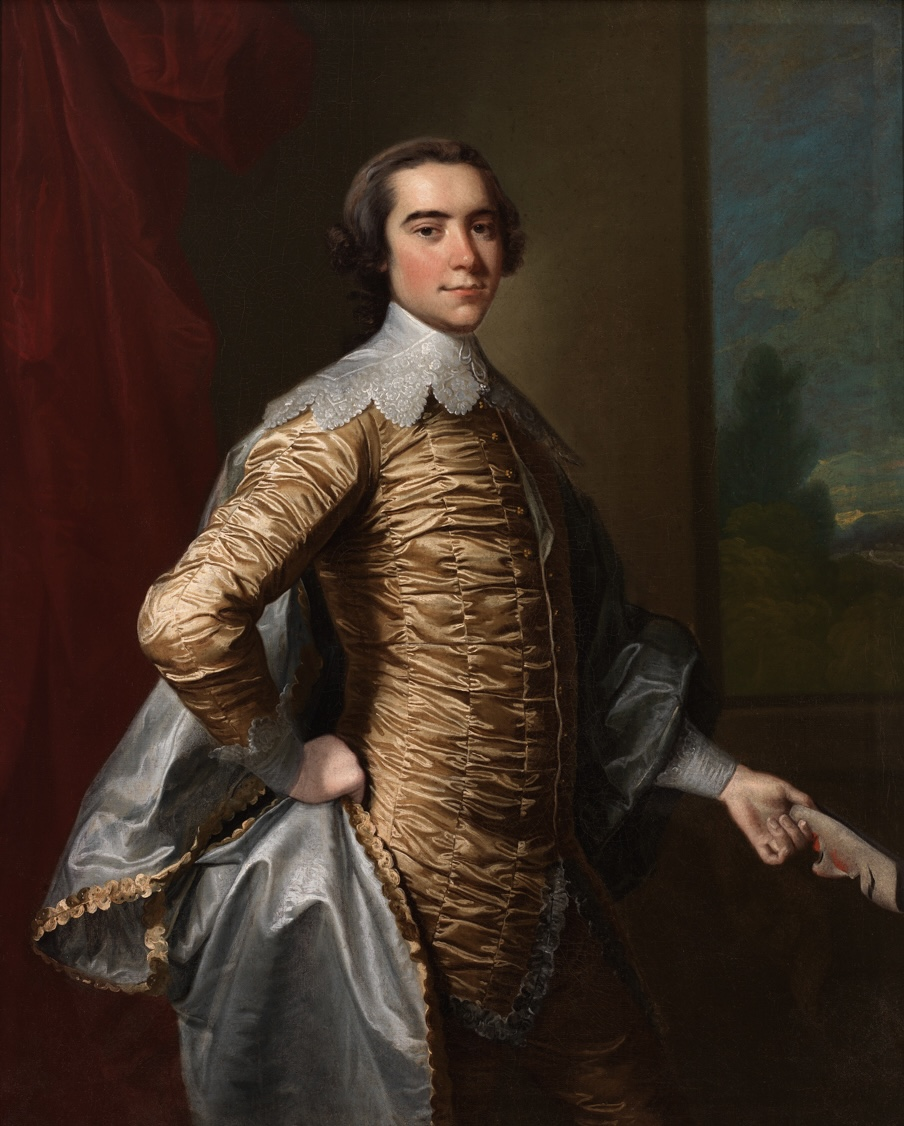
Ritratto di Robert Carter III, il primo grande liberatore di schiavi.

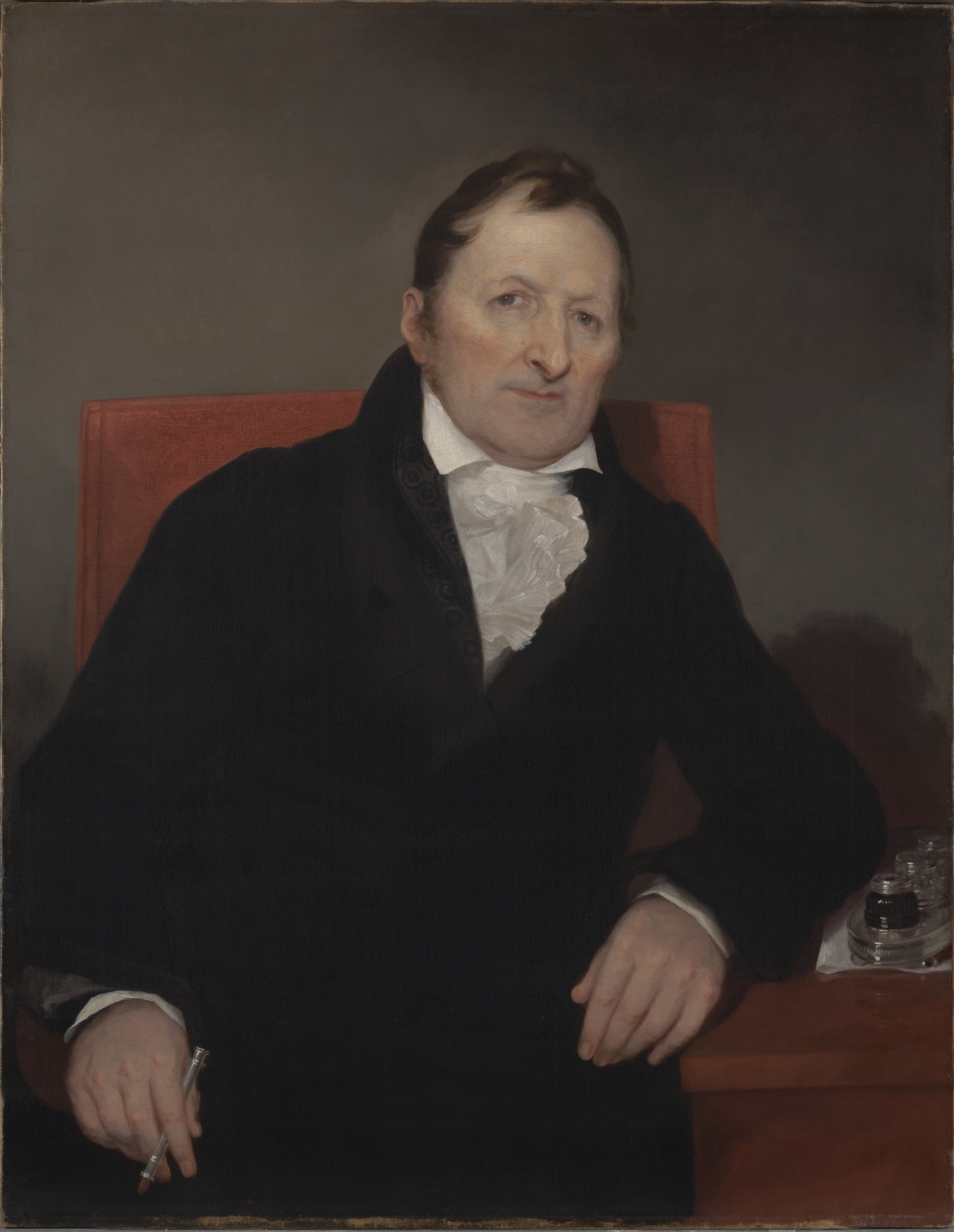
Ritratto di Eli Whitney, l'inventore della sgranatrice di cotone, in un dipinto di Samuel Morse.

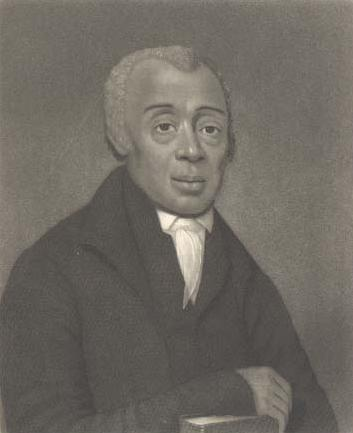
Ritratto di Richard Allen.

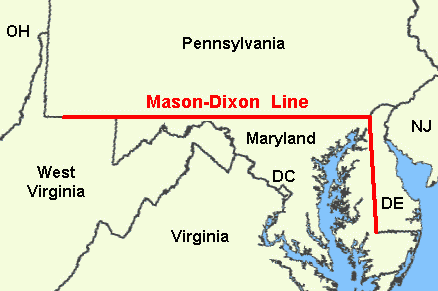
Localizzazione originaria della Linea Mason-Dixon.

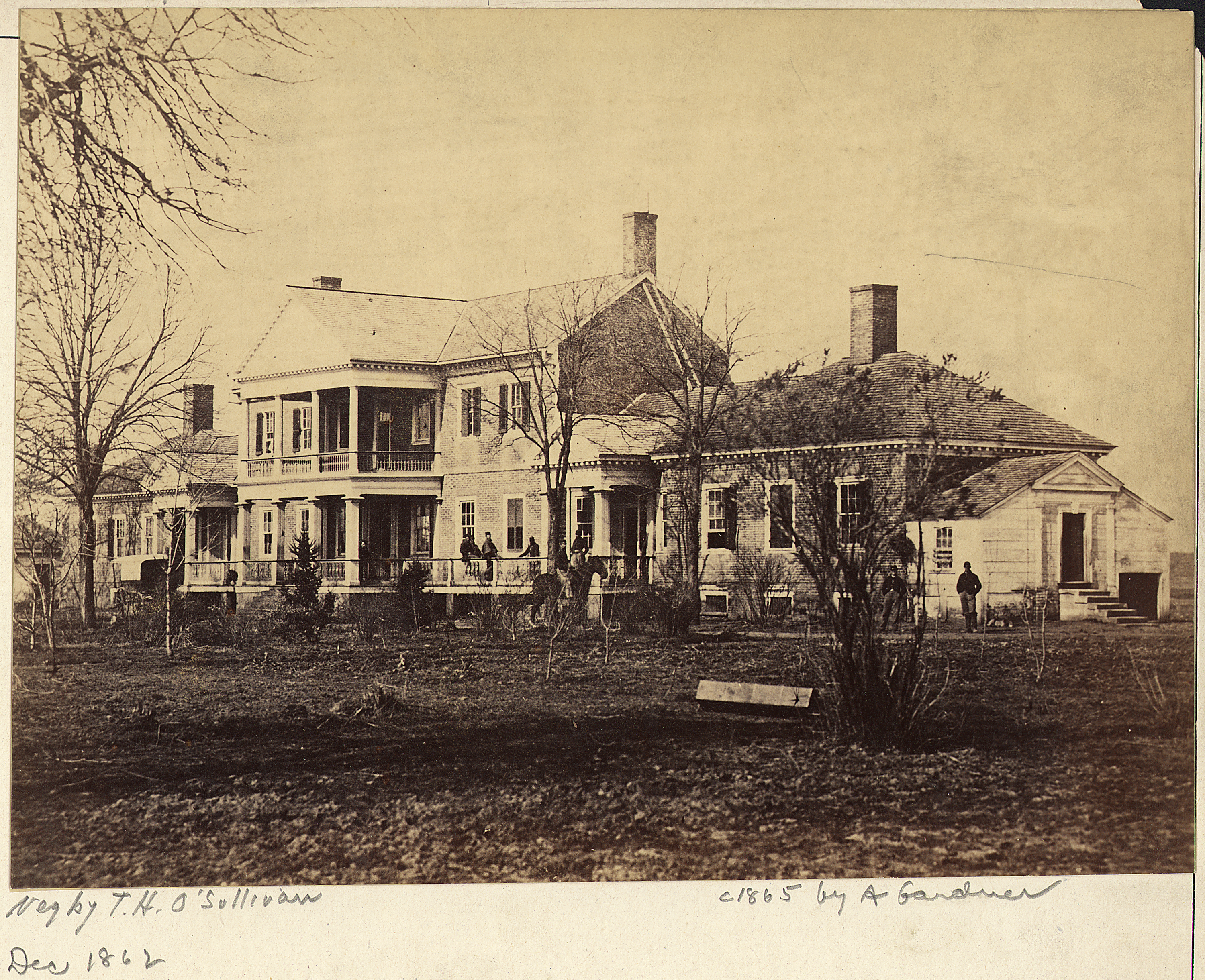
Una foto della Chatham Manor nel 1863. National Archives and Records Administration.

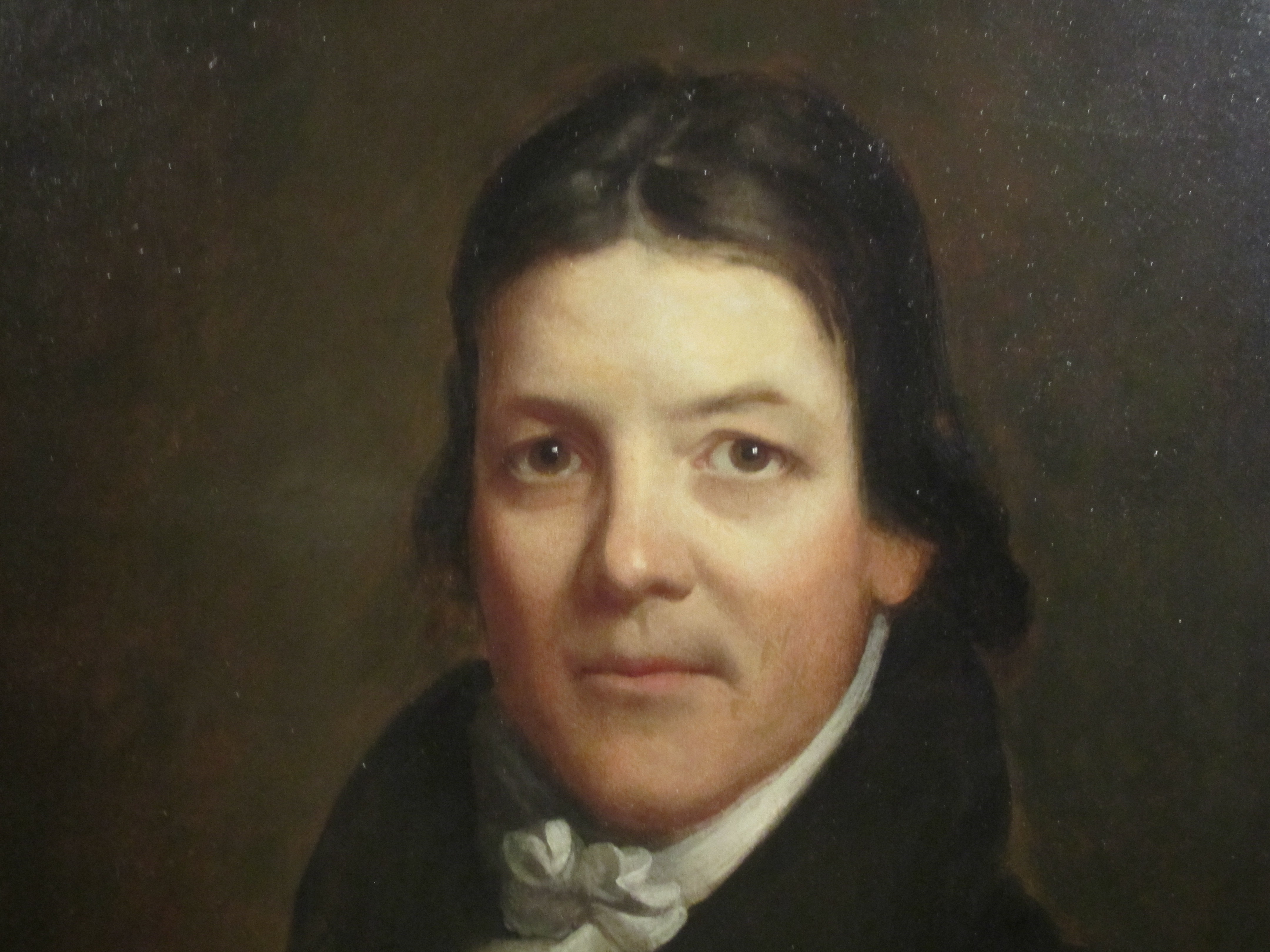
Un ritratto di John Randolph.

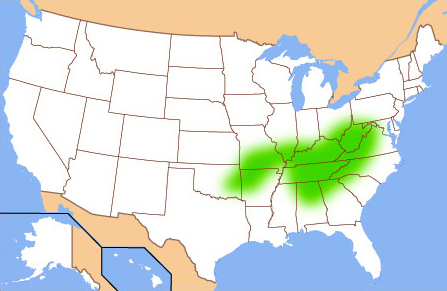
La mappa geografica riferita alla regione corrispondente al "Sud superiore".

| 1787 | - La nuova Costituzione degli Stati Uniti d'America contiene dei compromessi indirizzati alla salvaguardia della schiavitù. La rappresentanza alla Camera e nel Collegio elettorale nazionale aumenta in proporzione dal conteggio di ogni schiavo come equivalente ai 3/5 di una persona nata libera (Articolo I, Sezione 2). Viene inoltre vietato per i 20 anni seguenti l'approvazione di ogni legge volta a proibire l'importazione degli schiavi (Articolo I, Sezione 9); ed infine la richiesta della pronta riconsegna degli schiavi che scappano negli Stati liberi (Articolo IV, Sezione 2). |

(Arthur Schlesinger Sr.)
| 1789 | - Il 7 agosto il Congresso ri-adotta l'"Ordinanza del nord-ovest" subordinandola alla Costituzione. |
| 1790 | - La popolazione schiava nel Censimento del 1790 assomma a 697.681 unità. Il numero aumenterà fino a raggiungere i 3.954.174 di persone nel 1860, dei quali 3,5 milioni vivono negli Stati Confederati d'America secessionisti. |
| 1791 | - Il Vermont viene ammesso nell'Unione in qualità di Stato libero. - Il Kentucky ammette una risoluzione congiunta del Congresso prima ancora che il nuovo Stato si sia dotato di una propria Costituzione. - Il piantatore virginiano Robert Carter III inizia gradualmente a liberare i suoi 452 schiavi. Egli eseguirà la più vasta operazione di manomissione degli schiavi nell'intera storia degli Stati Uniti d'America. |
| 1792 | - Il Kentucky stipula una Costituzione in qualità di Stato schiavista e viene ammesso nell'Unione. |
| 1793 | - Il Congresso approva la Fugitive Slave Act basandosi sull'Articolo IV, Sezione 2 della Costituzione federale. - Eli Whitney inventa la sgranatrice di cotone, rendendo così possibile la produzione redditizia su larga scala del cotone a fibra corta coltivato in tutto il Sud. La domanda del lavoro schiavista aumenta di pari passo con l'accrescersi della produttività.                                                |
| 1794 | - Tutti gli Stati vietano il commercio internazionale della "tratta atlantica degli schiavi africani", anche se la Carolina del Sud lo riaprirà nel 1803. - Il Congresso proibisce alle imbarcazioni statunitensi d'impegnarsi nel commercio internazionale degli schiavi. |
| 1796 | - Il Tennessee viene ammesso nell'Unione in qualità di Stato schiavista. |

(Thomas Jefferson)
(Risoluzioni del Kentucky e della Virginia.)
| 1798 | - La Camera dei rappresentanti del Kentucky e la Camera dei delegati della Virginia promulgano le rispettive Risoluzioni, che sono anonimamente scritte dai futuri presidenti Thomas Jefferson e James Madison; esse affermano che i singoli Stati possono avere il diritto di rigettare tutte le leggi nazionali che oltrepassano i poteri limitati prescritti per il Governo federale. La maggior parte degli altri Stati però le respinge. Nella seconda Risoluzione del Kentucky del novembre 1799 il parlamento statale afferma che l'unico rimedio per un atto ritenuto incostituzionale è il suo immediato annullamento. |
| 1799 | - Lo Stato di New York promuove una legge che abolisce gradualmente la schiavitù. - All'apertura del testamento dell'ex presidente George Washington, morto il 14 dicembre, si legge la volontà di far liberare i 124 schiavi di cui è proprietario al momento della morte di sua moglie Martha Washington. Vengono da lei liberati nel 1801, all'incirca 18 mesi prima della sua dipartita. - Richard Allen, pastore afroamericano episcopaliano del metodismo, invita calorosamente i leader bianchi americani a seguire l'esempio del 1º presidente.                                                                         |
| 1800 | - La popolazione schiava secondo il Censimento del 1800 assomma a 893.605 unità (così come corretto dalle aggiunte tardive del Maryland e del Tennessee). - La trama eversiva della ribellione capeggiata da Gabriel Prosser, uno schiavo fabbro letterato, progetta di assumere il controllo dell'armeria di Richmond e quindi di conquistare l'intera città, il che avrebbe condotto alla libertà per sé e tutti gli altri schiavi della regione. Scoperto prima che potesse mettere in atto il suo piano Gabriel, assieme ad altri 26-40 cospiratori, subisce l'impiccagione.                                                |
| 1803 | - L'acquisto della Louisiana dal Primo Impero francese. Nell'ampio territorio la schiavitù esiste già e tutti gli sforzi per limitarla falliscono; le nuova terre coltivabili permettono una grande espansione delle piantagioni lavorate dagli schiavi. - L'Ohio viene ammesso nell'Unione in qualità di Stato libero. Vi vivono circa 300 afroamericani, ma si cerca d'impedirne l'ingresso ad altri. |
| 1804 | - Il New Jersey emana una legge che prevede la graduale abolizione della schiavitù. Tutti gli Stati situati a Nord della "Linea Mason-Dixon" (il confine tra il Maryland e la Pennsylvania) sono ora abolizionisti o in ogni caso prevedono la graduale abolizione della schiavitù entro i propri confini. - L'"American Convention of Abolition Societies" si riunisce per la prima volta, ma senza la partecipazione di alcun delegato proveniente dagli Stati del Sud; sono presenti solamente i rappresentanti Nordisti. |
| 1805 | - A gennaio all'interno della Chatham Manor, nelle immediate vicinanze di Fredericksburg, gli schiavi riescono a sottomettere e prendere a frustate i loro carcerieri, i sorveglianti e gli assistenti bianchi, in segno di protesta contro i turni di riposo accorciati. Una banda armata di bianchi si raduna rapidamente nel tentativo di catturare i ribelli e sedare la rivolta; ne uccide uno nel corso degli scontri che ne seguono. Altri due muoiono cercando di fuggire; infine due subiscono la deportazione, con tutta probabilità nei paesi schiavisti dell'impero spagnolo (nella regione dei Caraibi).           |
| 1806 | - La Virginia abroga gran parte della legge del 1782 che consentiva un percorso di emancipazione più liberale, rendendola di fatto molto più difficoltosa e costosa. Una moglie può inoltre revocare un provvedimento di manomissione presente nel testamento del marito entro un anno dalla sua morte. |

| 1807 | - Con la scadenza del divieto ventennale di azione posto dal Congresso sulla questione il presidente Thomas Jefferson, da sempre avverso alla tratta atlantica degli schiavi africani, chiede al Congresso di criminalizzarne il commercio internazionale definendolo nei termini seguenti: una serie di "violazioni dei diritti umani che hanno continuato ad essere così a lungo perpetrate sugli abitanti inoffensivi dell'Africa, e che la moralità, la reputazione e i migliori interessi del nostro paese hanno cercato con vorace desiderio in tutte le maniere di sottoporre a proscrizione". - Su sollecitazione della presidenza di Thomas Jefferson il Congresso mette fuorilegge il commercio internazionale degli schiavi nella Act Prohibiting Importation of Slaves. Importare o esportare schiavi diviene un crimine federale, effettivo a partire dal 1º gennaio 1808; viene in tal modo messa in atto l'abolizione della tratta degli schiavi. Nel 1820 la tratta schiavista verrà resa passibile di reato di pirateria. Fino a questo momento il commercio relativo si era aggirato a circa 14.000 compravendite annuali; ha inizio il contrabbando illegale che fa entrare almeno 1.000 nuovi schiavi nati all'estero ogni anno. - Il ricco coltivatore di tabacco virginiano John Randolph avverte nel corso dei dibattiti scaturiti che la messa al bando del commercio schiavista potrebbe diventare il "pretesto per l'emancipazione universale", aggiungendo che "ciò farà saltare in aria la Costituzione statunitense". Se dovesse mai verificarsi una disunione, profetizza, la linea verrebbe tracciata tra stati schiavisti e stati liberi. |
| 1810 | - I dati del Censimento del 1810 non risultano essere disponibili online, ma una fonte secondaria indica che in quell'anno vi erano 27.510 schiavi al Nord e 1.191.364 al Sud. - La percentuale di afroamericani liberi aumenta nella regione del "Sud superiore" da meno dell'1% prima della rivoluzione al 10% netto nel 1810. I tre quarti di tutti gli afroamericani presenti nello Stato del Delaware risultano essere liberi. |

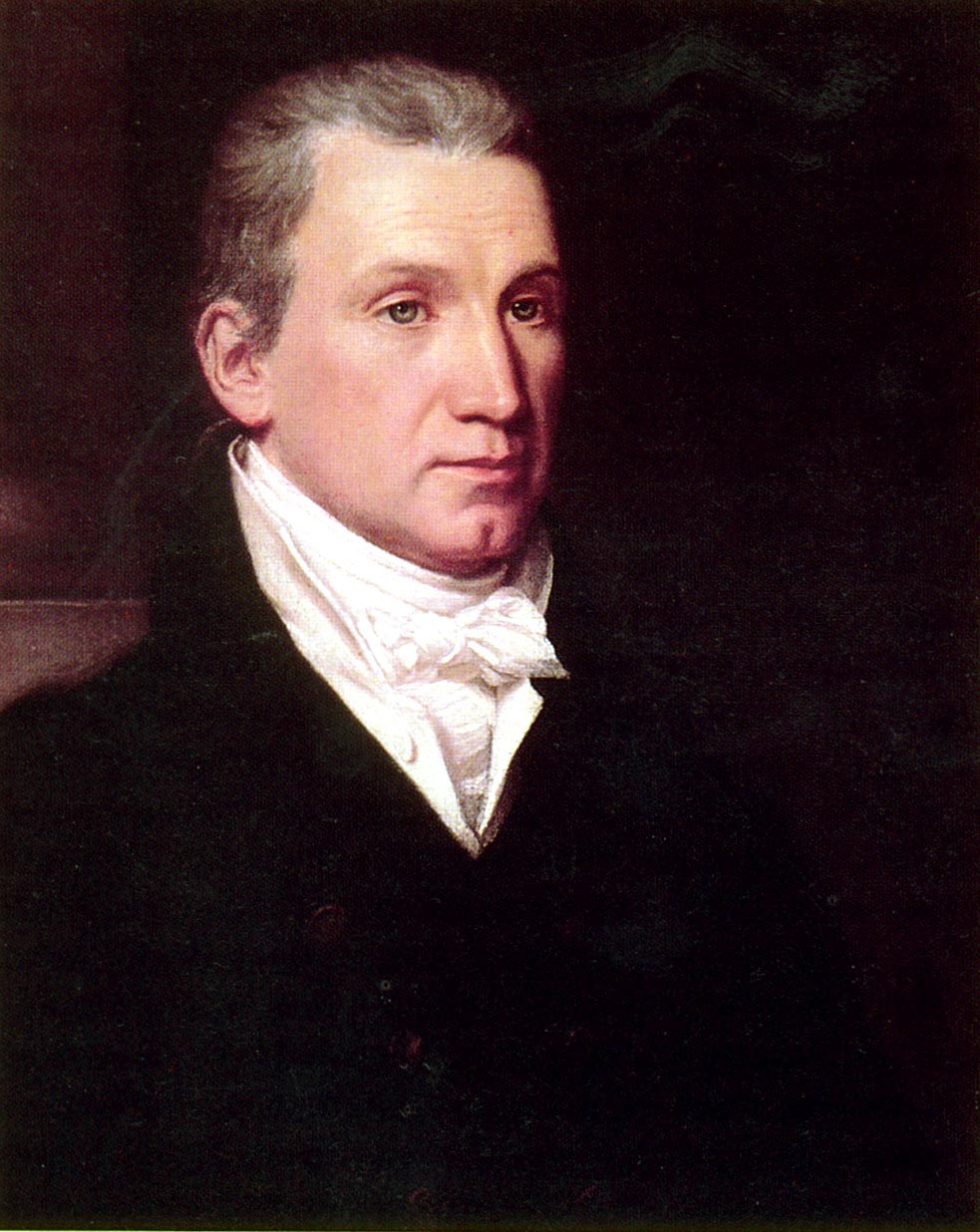
La presidenza di James Monroe durò dal 1817 al 1825.

Il 36°30' parallelo di latitudine Nord, lo spartiacque rappresentato dal Compromesso del Missouri nel 1820.

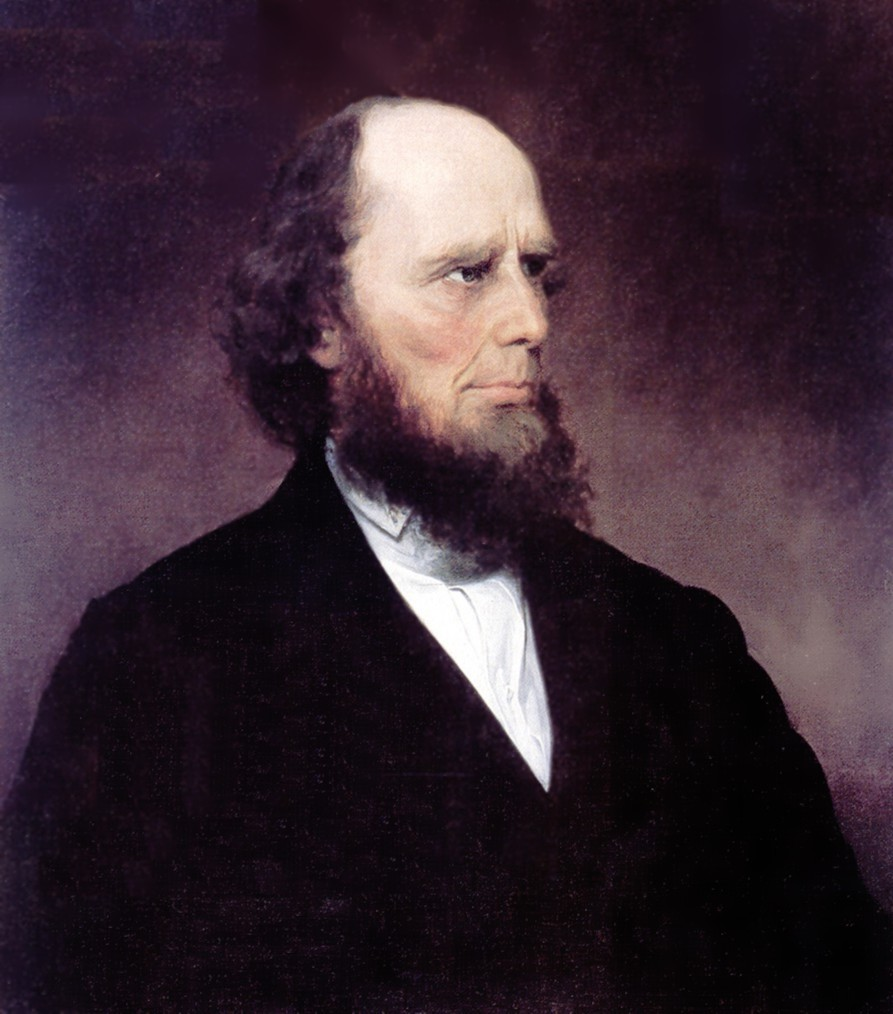
Il religioso abolizionista Charles Grandison Finney, leader carismatico del Secondo grande risveglio, in un ritratto degli anni 1850 circa.

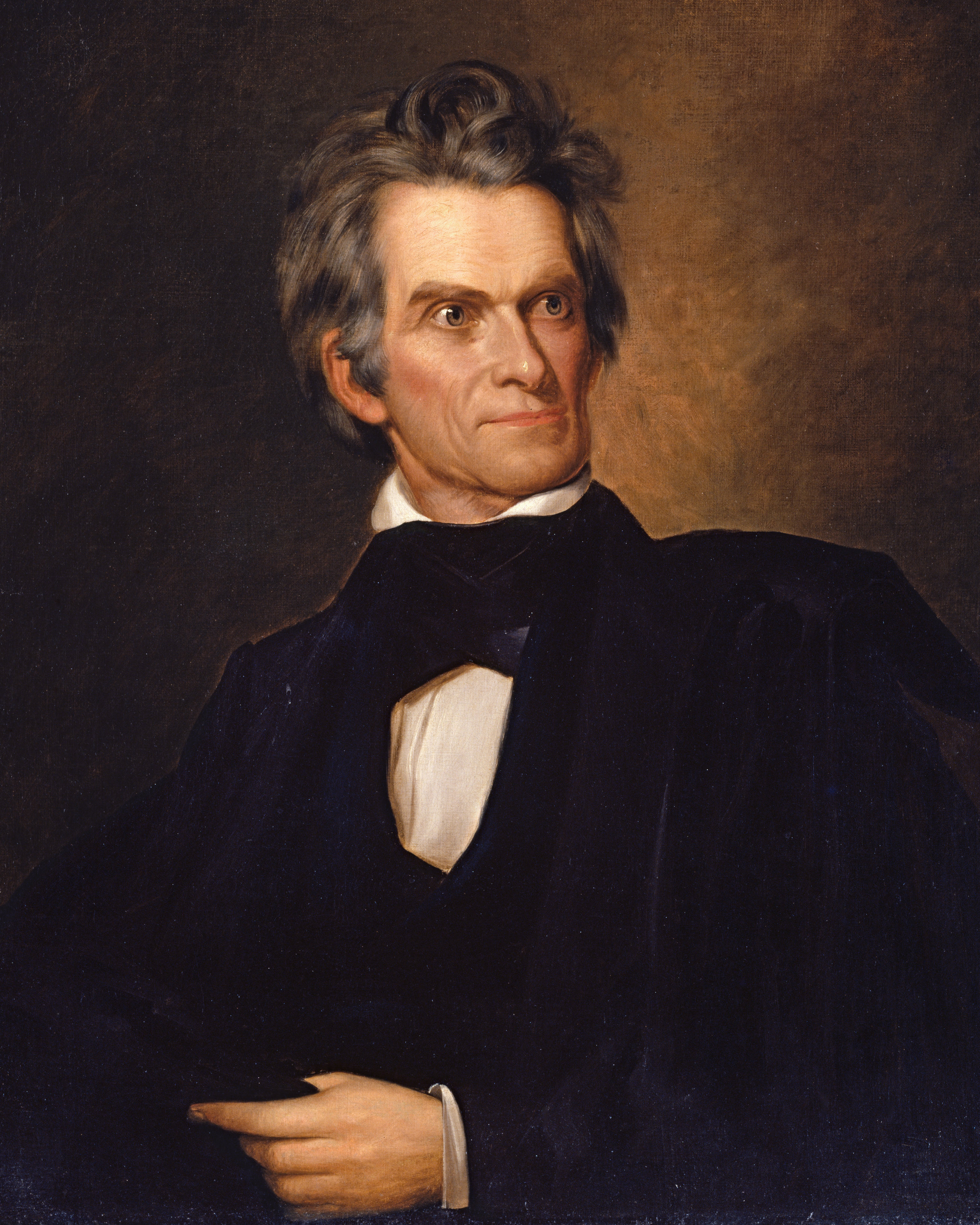
John Calhoun in un dipinto di George Peter Alexander Healy.

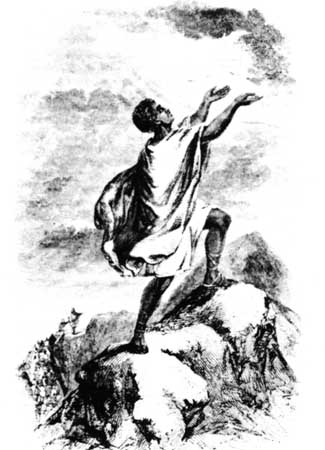
Frontespizio dell'appello redatto nel 1829 da David Walker.

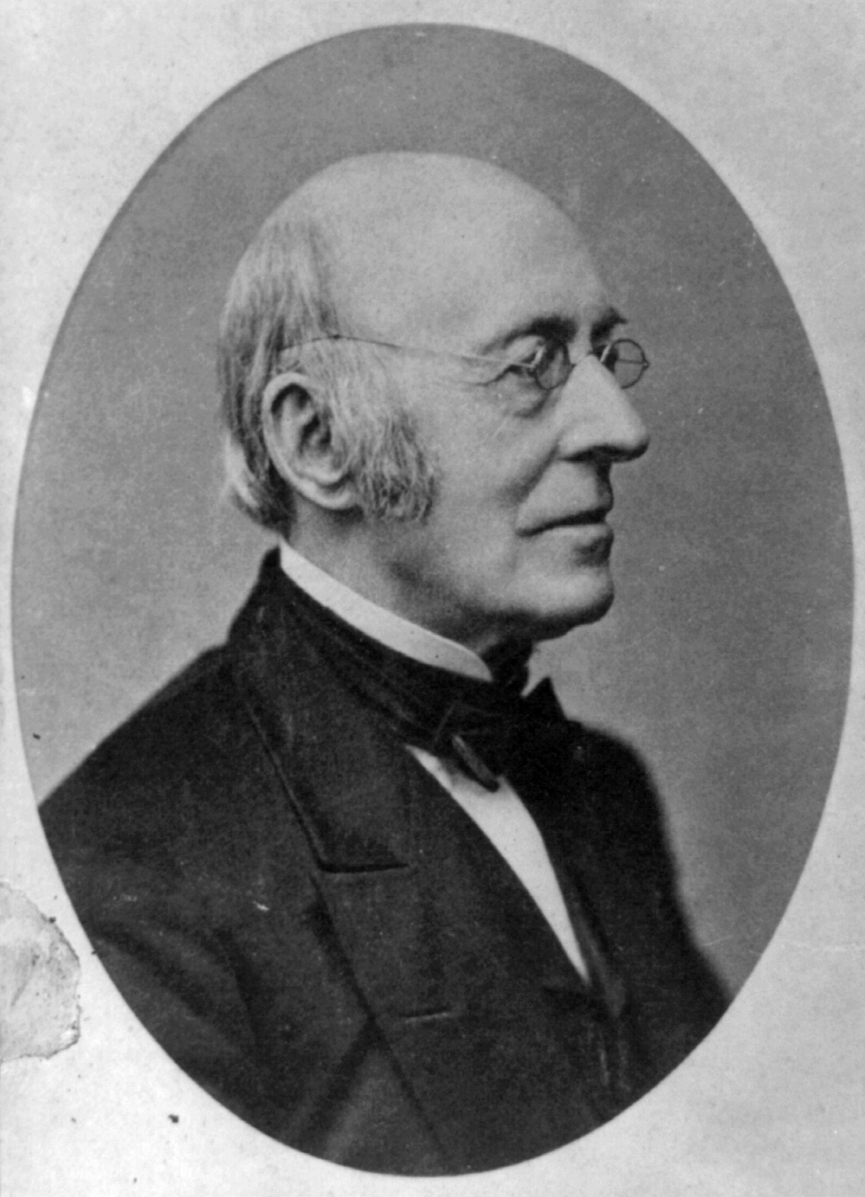
Una foto dell'abolizionista William Lloyd Garrison, editore di The Liberator.

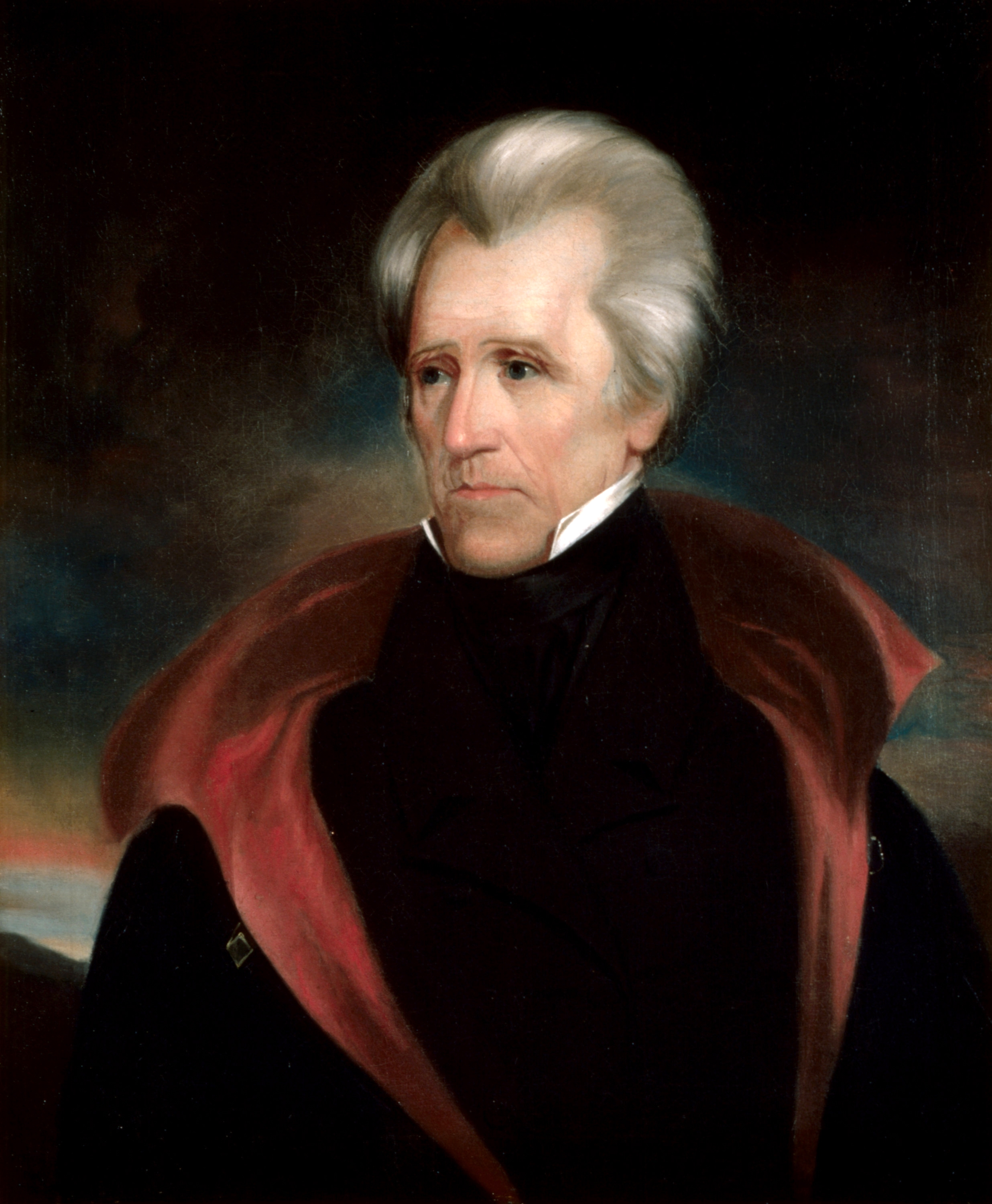
La presidenza di Andrew Jackson durò dal 1829 al 1837.

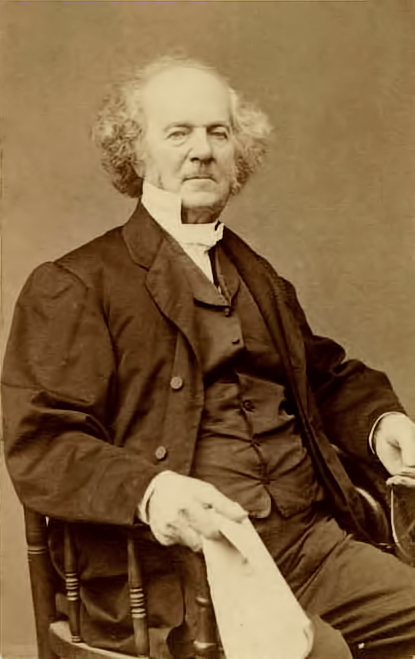
Una foto di Lewis Tappan; si prodigherà a favore degli schiavi nel corso dell'annoso "processo contro l'Amistad".

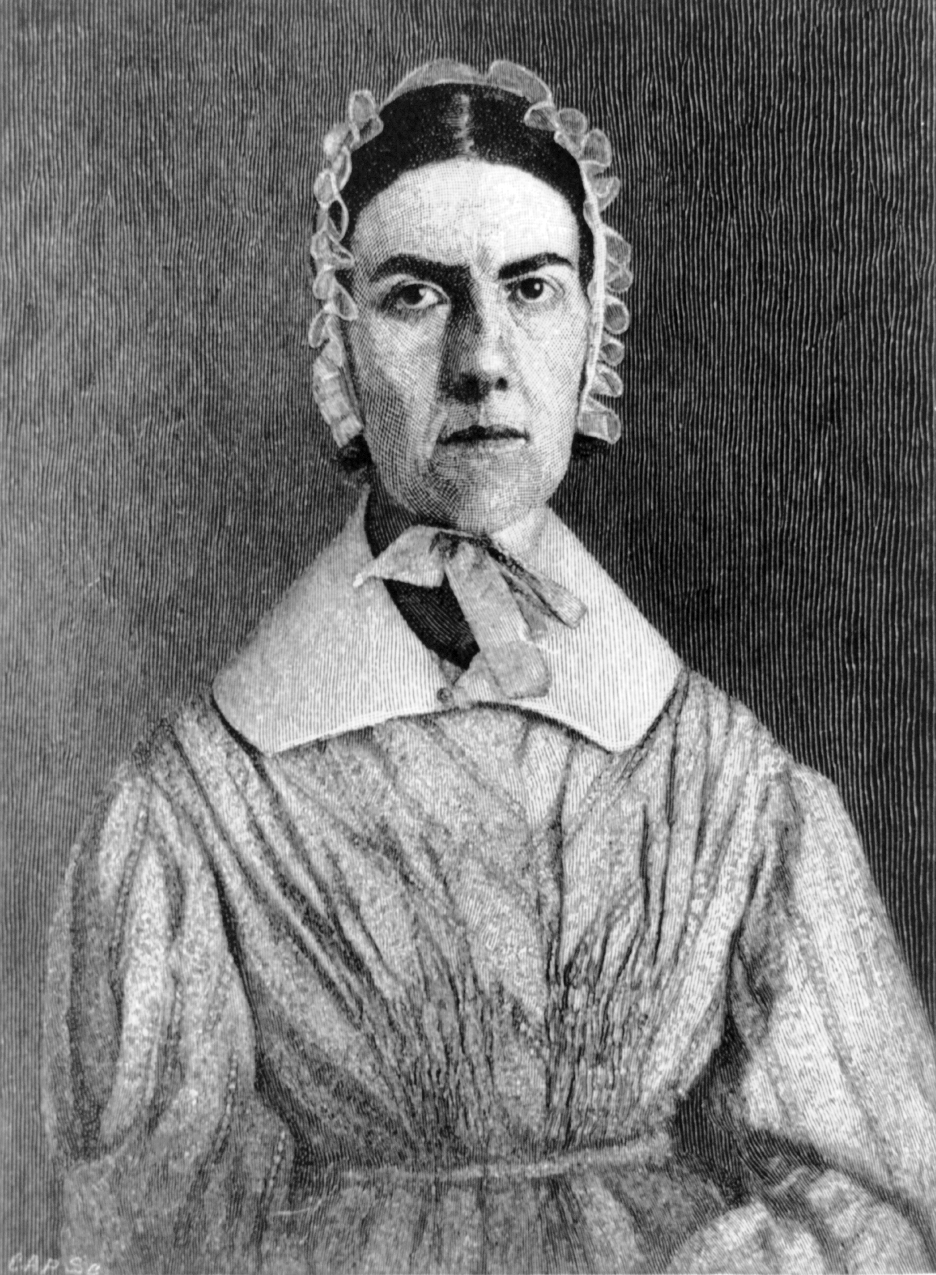
Un ritratto di Angelina Emily Grimké, una delle due sorelle Grimké.

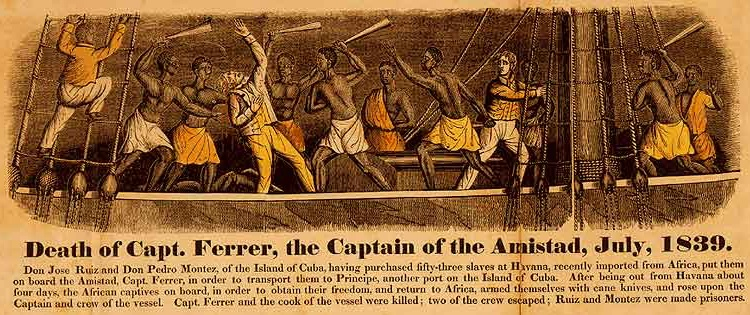
La rivolta degli schiavi sull'Amistad - alla cui testa si pone Joseph Cinque - in una stampa dell'epoca.

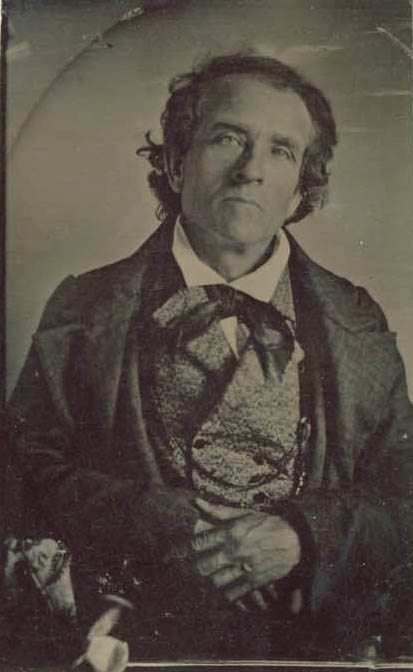
Una foto dell'uomo d'affari e predicatore abolizionista Theodore Dwight Weld, marito di Angelina Emily Grimké.

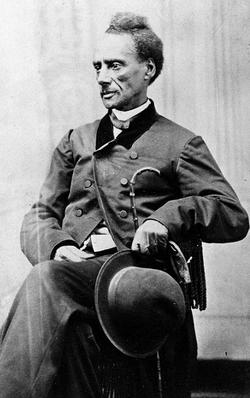
Una foto dell'attivista e oratore abolizionista afroamericano Charles Lenox Remond.

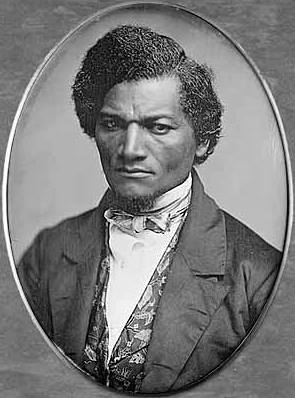
Un dagherrotipo di Frederick Douglass nel 1847.

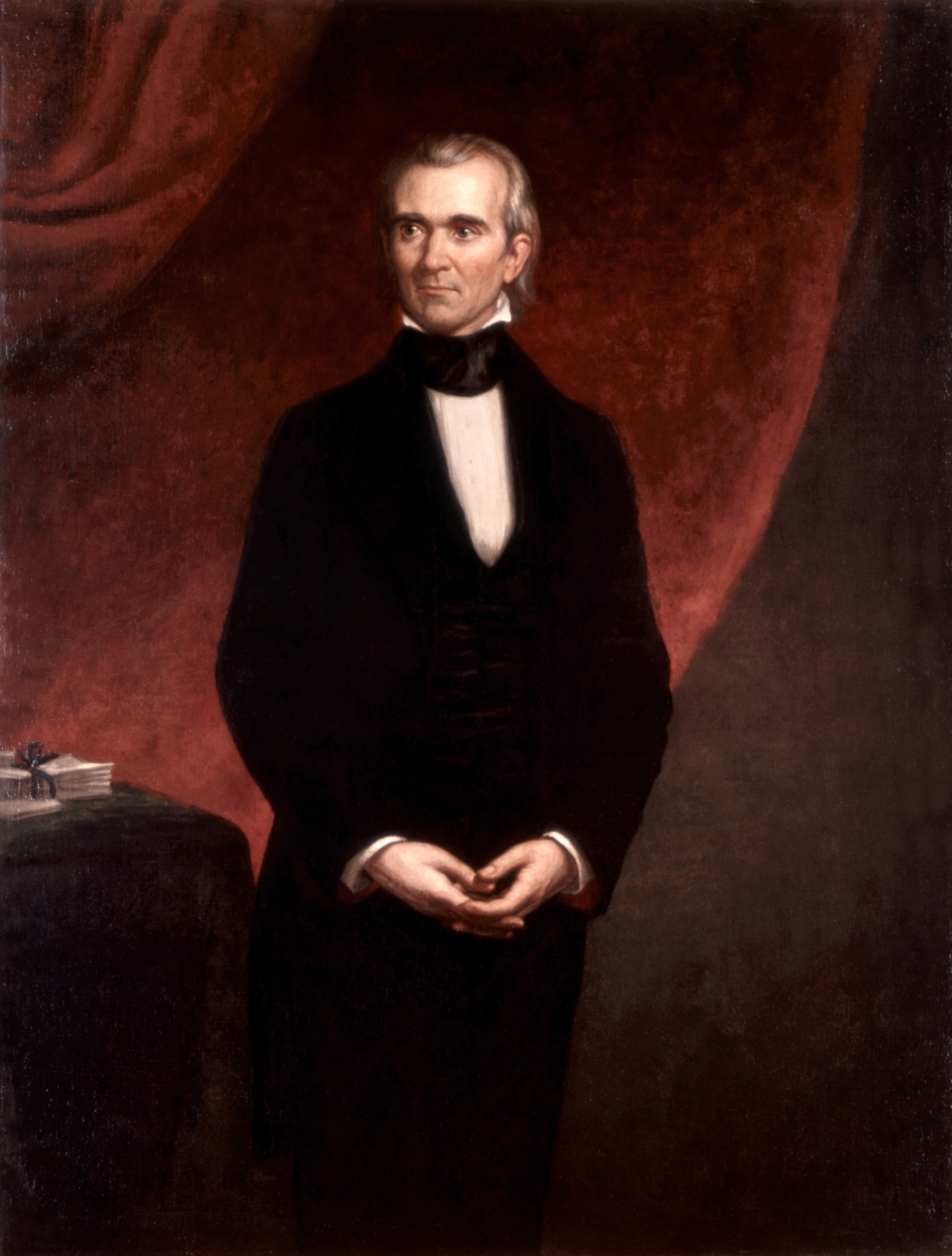
La presidenza di James Knox Polk durò dal 1845 al 1849; scatenerà la guerra messico-statunitense che condurrà alla vasta cessione messicana.

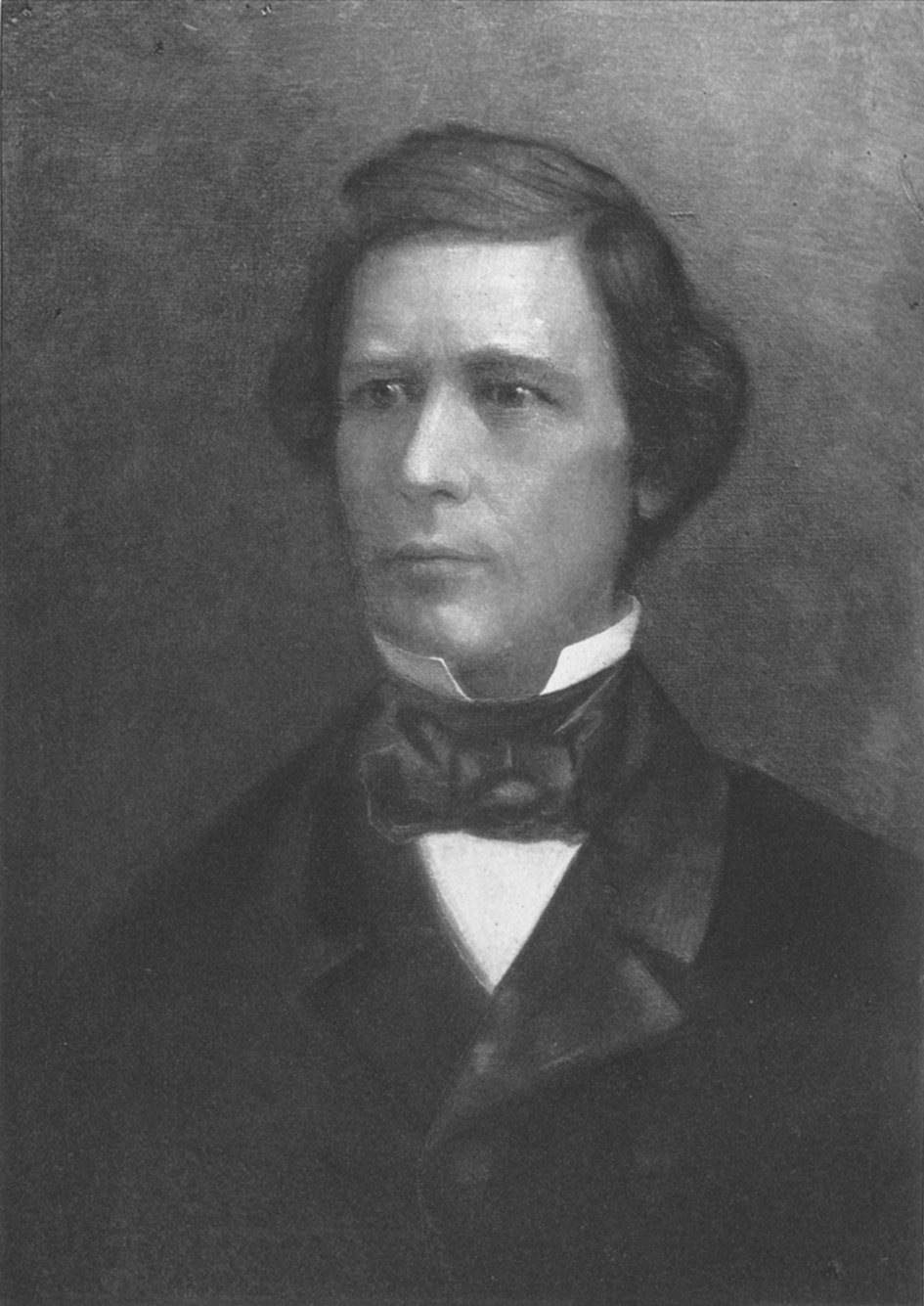
Un ritratto di David Wilmot.

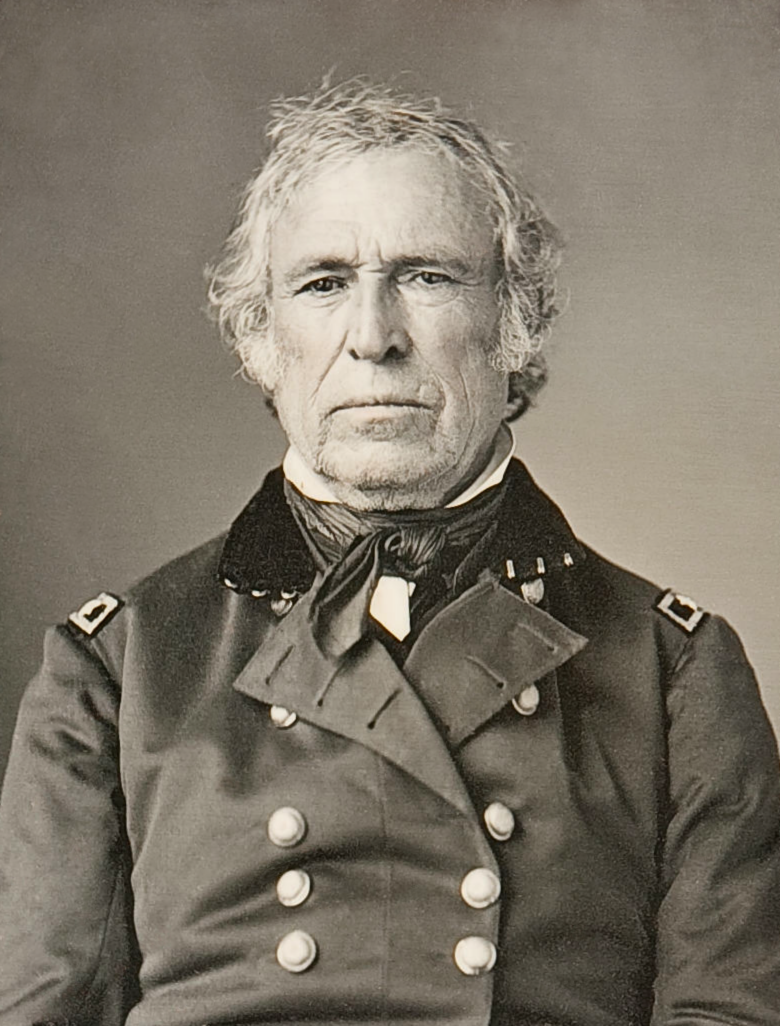
La presidenza di Zachary Taylor durò dal 1849 al 1850.

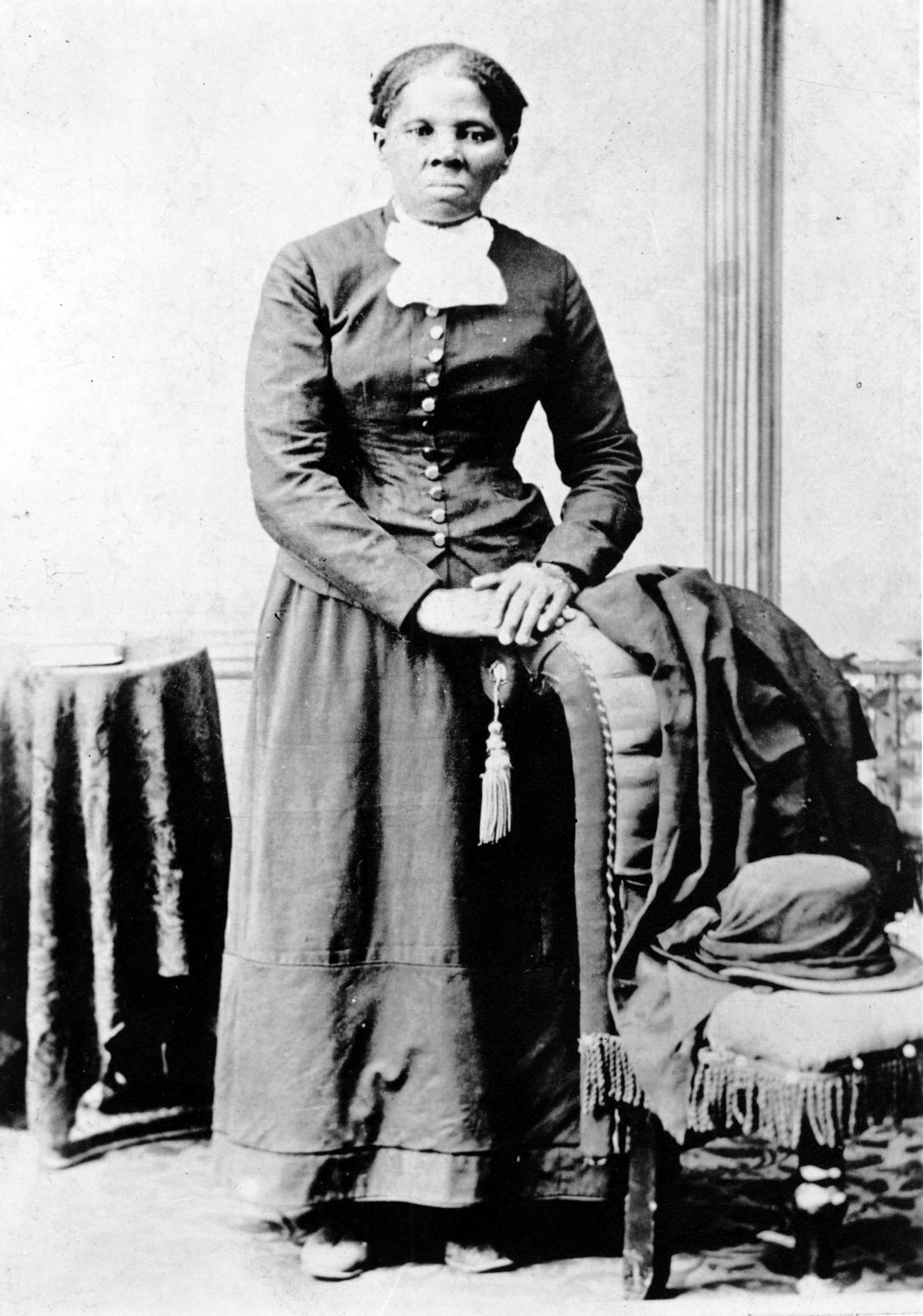
Una foto di Harriet Tubman, l'"angelo della Underground Railroad".

## Dal 1812 al 1849
| 1812 | - La Louisiana viene ammessa nell'Unione in qualità di Stato schiavista. |
| 1814 | - La Conferenza di Hartford dei delegati provenienti dal Massachusetts, dal Connecticut, dal Rhode Island e da altri Stati Uniti d'America nord-orientali discutono sulla posizione assunta dalla Nuova Inghilterra contro la Guerra anglo-americana e sul relativo embargo commerciale. Il rapporto finale afferma che il "New England" ha il precipuo dovere di affermare la propria autorità sopra le palesi violazioni - e quindi incostituzionali - della sua sovranità, una posizione del tutto simile alla successiva "teoria dell'annullamento" che verrà avanzata dalla Carolina del Sud nel corso della presidenza di Andrew Jackson. Al termine del conflitto la Convention e il Partito Federalista che l'hanno sostenuta cadono in disgrazia, questo in special modo al Sud, anche se i leader degli Stati meridionali avrebbero successivamente adottato proprio il concetto di "diritti degli Stati" per cercare di raggiungere i loro scopi particolaristici filo-schiavisti. |
| 1816 | - Il futuro presidente James Monroe, il leader politico Henry Clay, Bushrod Washington, Robert Finley, Samuel John Mills Jr. e altri organizzano la American Colonization Society con l'intenzione di inviare gli schiavi liberati nella Liberia. La Società finanzia la migrazione di circa 10. 000 afroamericani per farli ritornare nel continente africano. - A Filadelfia viene fondata dal pastore Richard Allen la Chiesa episcopale metodista africana, la prima confessione cristiana nera presente negli Stati Uniti d'America. - L'Indiana viene ammessa nell'Unione in qualità di Stato libero. La Costituzione statale fatta approvare impone la liberazione di tutti gli schiavi. |
| 1817 | - Il Mississippi viene ammesso nell'Unione in qualità di Stato schiavista. |
| 1818 | - L'Illinois viene ammesso nell'Unione in qualità di Stato libero. - Il Missouri invia una petizione al Congresso per poter essere ammesso nell'Unione in qualità di Stato schiavista. Questa possibilità minaccia il fragile equilibrio raggiunto di 11 Stati liberi e altrettanti schiavisti. Seguiranno 3 anni d'intensi ed accesi dibattiti. |
| 1819 | - L'Alabama entra a far parte dell'Unione in qualità di Stato schiavista. - Il Missouri invia altre petizioni con la richiesta di poter essere ammesso nell'Unione. - Il membro della Camera dei Rappresentanti James Tallmadge Jr per lo Stato di New York presenta una proposta di emendamento che consentirebbe l'ammissione del Missouri, ma proibendone l'ulteriore introduzione di schiavi all'interno del suo territorio. Il progetto avrebbe anche permesso la liberazione di tutti i figli dei genitori schiavi presenti nello Stato non appena questi avessero raggiunto l'età di 25 anni. La misura viene approvata dalla Camera, ma viene sconfitta al Senato. - Il deputato Thomas Willis Cobb della Georgia minaccia la secessione se Tallmadge persiste nel tentativo di far approvare il proprio emendamento. - I senatori Sudisti fanno ritardare il disegno di legge per non consentire al Maine (autonomo dal 15 marzo 1820) di entrare nell'Unione in qualità di Stato libero, come diretta misura di ritorsione per il ritardo posto all'ammissione del Missouri schiavista. |

| 1820 | - Al Censimento del 1820 la popolazione schiava presente nell'Unione raggiunge il numero di 1. 538. 000 unità. - Il Presidente della Camera dei Rappresentanti Henry Clay del Kentucky propone il Compromesso del Missouri per rompere finalmente la situazione di stallo congressuale nei riguardi dell'accettazione del Missouri.. Il Missouri viene accolto nell'Unione in qualità di Stato schiavista il 10 agosto 1821; in cambio le contee settentrionali del Massachusetts sarebbero state invece ammesse come regioni libere con la nuova denominazione di Maine. Nel West la schiavitù sarebbe stata vietata sopra al 36° 30' di latitudine Nord, che era approssimativamente il confine meridionale del Missouri. Un gran numero di Sudisti si opposero fortemente all'esclusione della schiavitù da una così vasta area del paese. La restrizione posta a Nord della linea 36° 30' verrà in seguito abrogata grazie alla clausola basata sul principio di sovranità popolare esistente nella nuova legge detta Kansas-Nebraska Act del 1854. - A New York viene fondata la Chiesa episcopale metodista africana di Sion. |
| 1821 | - Dopo il suo ingresso nell'Unione la Camera dei rappresentanti del Missouri promulga una legge che esclude la presenza di afroamericani e di mulatti liberi dal territorio statale, in aperta violazione di una delle precondizioni congressuali poste per la sua ammissione. |
| 1822 | - La scoperta della "Cospirazione di Denmark Vesey" (un progetto di rivolta violenta degli schiavi) causa forti timori tra i bianchi americani della Carolina del Sud, convinti che fosse in atto la pianificazione di una ribellione di massa nell'area di Charleston. Vesey e 34 dei suoi presunti seguaci vengono arrestati e subiscono l'impiccagione. |
| 1824 | - Il pastore presbiteriano Charles Grandison Finney, uno dei leader del Secondo grande risveglio, include anche l'abolizione della schiavitù tra le sue proposte di riforma sociale. |
| 1826 | - Il New Jersey, seguito subito dopo dalla Pennsylvania, promulga le prime leggi sulla libertà personale le quali richiedono un'udienza giudiziaria preliminare prima che un presunto schiavo fuggiasco possa essere respinto dallo Stato. - Thomas Cooper della Carolina del Sud fa pubblicare On the Constitution, il primo saggio esplicitamente a favore dei cosiddetti diritti degli Stati. |
| 1827 | - Il processo di graduale emancipazione è completato nello Stato di New York e l'ultimo schiavo per servitù debitoria viene liberato. |
| 1828 | - Il Congresso promulga la legge sui dazi del 1828. Nel profondo Sud verrà anche denominata dai suoi oppositori, i proprietari di piantagione di cotone, "dazio degli abomini". - L'opposizione dei piantatori cotonieri al trasferimento dei fondi federali da uno Stato all'altro per stimolare i provvedimenti di miglioramenti strutturali interni e al dazio basato sul protezionismo per aiutare le piccole industrie del Nord a competere con le merci straniere conduce un apposito "comitato legislativo" della Carolina del Sud a pubblicare un rapporto intitolato South Carolina Exposition and Protest. Esso delinea la "dottrina della Annullamento", secondo la quale si riserverebbe ad un singolo Stato federato il diritto di annullare un qualsiasi Atto congressuale che "ferisca i diritti riservati agli Stati" e pertanto percepito come incostituzionale. Lo Stato potrebbe quindi autonomamente impedire l'applicazione della legge incriminata entro i suoi confini. James Madison della Virginia, ex Presidente degli Stati Uniti nonché uno dei principali artefici della Costituzione, definisce tale dottrina una "pretesa assurda e pericolosamente vicina all'anarchia". Il rapporto minaccia inoltre la secessione della Carolina del Sud a causa delle tasse doganali reputate troppo elevate. Nel 1831 il vicepresidente di Andrew Jackson, John Calhoun, ammetterà di essere l'autore del rapporto precedentemente anonimo: viene costretto a rassegnare le proprie dimissioni. |
| 1829 | - David Walker, un ex schiavo della Carolina del Nord che vive a Boston, pubblica un Appeal to the Colored Citizens of the World: chiama gli schiavi alla rivolta per distruggere la pratica schiavista che continua ad essere praticata dai Sudisti. |
| 1830 | - Al Censimento del 1830 gli schiavi conteggiati sono 2. 009. 043. - Nella sentenza Carolina del Nord contro Mann la Corte suprema statale stabilisce che i proprietari posseggono l'assoluta autorità sopra i propri schiavi e che non possono in nessun caso venire giudicati come colpevoli dopo aver commesso degli atti di violenza contro di loro. - Daniel Webster tiene un discorso intitolato Reply to Hayne; in esso condanna la proposta espressa dal senatore Robert Young Hayne della Carolina del Sud; che gli americani devono cioè scegliere tra la "libertà dei neri" e il mantenimento dell'Unione. Le parole conclusive di Webster divennero presto un'affermazione iconica del nazionalismo statunitense: "Libertà e Unione, ora e per sempre, una e inseparabile!" - Viene fondata "The National Negro Convention", un'organizzazione afroamericana abolizionista e sostenitrice dei diritti civili. |

| 1831 | - L'abolizionista W. L. Garrison inizia le pubblicazioni di The Liberator, un periodico che si rivelerà essere nel corso dei decenni molto influente: "Io sarò aspro come la verità e intransigente come la giustizia. Parlo seriamente. Non accetterò scuse. Non cederò di un pollice, e sarò ascoltato" A partire da questo periodo l'abolizionismo assume una svolta molto più radicale e intrisa di spirito religioso. Molti abolizionisti cominciano a chiedere l'immediata emancipazione di tutti gli schiavi ancora presenti nel territorio statunitense. - In agosto Nat Turner guida la ribellione degli schiavi di Nat Turner nella Contea di Southampton. Almeno 58 bianchi vengono uccisi; come atto di rappresaglia per tali azioni questi ultimi massacrano più di 100 afroamericani in tutta l'area nel corso delle ricerche effettuate per catturare lui e i suoi compagni. Turner cerca di nascondersi, ma viene catturato diversi mesi dopo; subisce l'impiccagione assieme a 12 seguaci. La sanguinaria ribellione indigna i Sudisti i quali cominciano a sospettare che alcuni abolizionisti di spicco l'abbiano fattivamente appoggiata; si preparano quindi per affrontare ulteriori insurrezioni. - I difensori Sudisti della schiavitù iniziano a descrivere la pratica negriera come un "bene positivo" e non più solo come un "male necessario". |

(Raimondo Luraghi, Storia della guerra civile americana, BUR 1994, pp. 75-76)
| 1832 | - Il Congresso emette una nuova legge protezionista, la legge sui dazi del 1832, che offre ben pochi sgravi fiscali al Sud e provocando in tal modo nuove accese polemiche tra i diversi schieramenti settari del paese, divisi oramai radicalmente tra Nordisti fautori del commercio e della finanza e Sudisti agricoli e proprietari terrieri. - John Calhoun spiega ulteriormente la propria "Dottrina dell'Annullamento" in una lettera aperta al Governatore della Carolina del Sud James Hamilton Jr.; egli spiega che la Costituzione ha solamente innalzato il potere del governo federale degli Stati Uniti d'America al livello dei singoli Stati, non al di sopra di essi. Sostiene che l'Annullamento non è una secessione né tanto meno richiede che essa venga attuata nei fatti. - L'educatore Thomas Roderick Dew scrive Review of the Debate in the Virginia Legislature of 1831 and 1832, una forte difesa dello schiavismo e al contempo un feroce attacco contro i progetti di colonizzazione dell Liberia da parte degli schiavi liberati. - Il 19 novembre la Carolina del Sud convoca una "Convention di Stato" che emana un "Ordine di Nullificazione" con una data di entrata in vigore posta al 1º febbraio seguente. Si dichiara l'invalidità dei dazi in quanto essi minacciano gli interessi essenziali dello Stato; la Camera dei rappresentanti della Carolina del Sud agisce per far rispettare l'ordinanza. - Il presidente Andrew Jackson, egli stesso proprietario di schiavi e sudista del Tennessee, definisce l'"Atto di Nullificazione" una "ribellione di traditori" e minaccia di utilizzare la forza militare per sventare qualsiasi tentativo di azione secessionista da parte della Carolina del Sud causata dalla "Crisi della Nullificazione". Viene approvata la Force Bill, che consente al presidente di usare liberamente l'United States Army e l'United States Navy per far rispettare la legge federale. Andrew Jackson esorta anche il Congresso ad apporre delle modifiche alla legge sui dazi, cosa che viene realizzata rapidamente. |
| 1833 | - Il compromesso proposto da Henry Clay ed entrato in vigore con la legge sui dazi del 1833 mette fine alla crisi; alcuni tassi vengono abbassati. Grazie all'emanazione della Force Bill il presidente può far uso delle United States Armed Forces per costringere gli Stati riottosi a rispettare le direttive governative. Nessun altro Stato federato ha sostenuto gli argomenti e la posizione della Carolina del Sud; dopo la promulgazione della legge di compromesso anche quest'ultima ritira la propria risoluzione. - Viene fondata a Filadelfia l'American Antislavery Society. Il movimento abolizionista si divide presto in ben 5 fazioni le quali non sempre si trovano perfettamente d'accordo, pur continuando tutte a sostenere - ognuna a suo modo - la "libertà per i neri". - La sostenitrice di diritti delle donne Lydia Child del Massachusetts fa pubblicare An Appeal in Favor of That Class of Americans Called Africans ("Un appello a favore di quella classe di americani chiamati africani"); a seguito della sua lettura l'avvocato Wendell Phillips e il politico Charles Sumner vengono persuasi a diventare dei ferventi abolizionisti. |
| 1834 | - Al "Lane Theological Seminary" del presbiterianesimo di Cincinnati si tengono i "dibattiti anti-schiavitù". L'istituzione era stata fondata dallo scrittore abolizionista fedele dell'evangelicalismo Theodore Dwight Weld grazie all'aiuto finanziario concessogli dai mercanti filantropi abolizionisti Arthur Tappan e Lewis Tappan. |
| 1835 | - Una legge della Georgia prescrive la pena di morte per chiunque contribuisca a far pubblicare materiale informativo (via stampa e attraverso il servizio postale) con la dichiarata intenzione di provocare una ribellione di schiavi. |

(Alexis de Tocqueville, La democrazia in America (1835-1840).)
| 1836 | - Il 26 maggio la Camera dei Rappresentanti adotta le Risoluzioni di Pinckney. Le prime due affermano che il Congresso non possiede alcuna autorità costituzionale per poter interferire con la pratica schiavista presente negli Stati Uniti meridionali e che "non dovrebbe farlo" per quanto riguarda il Distretto di Washington. La terza, soprannominata "regola del bavaglio", dichiara che: "tutte le petizioni, i memoriali, le risoluzioni, le proposizioni o i documenti in qualsiasi modo relativi al tema della schiavitù e alla sua abolizione debbono - senza essere né stampati né riferiti - venire accantonati, non discussi né tanto meno presi in considerazione: nessuna azione ulteriore potrà venir presa nei suoi confronti" Il rappresentante per il Massachusetts ed ex presidente John Quincy Adams inizia a condurre una battaglia personale contro la "regola del bavaglio" che si trascinerà per 8 anni; egli sostiene che il "potere schiavista", in quanto interesse scopertamente politico, sta oramai minacciando i diritti costituzionali fin nelle sue fondamenta. - L'indipendenza del Texas dal Messico viene raggiunta con pieno successo. - L'Arkansas viene ammesso nell'Unione in qualità di Stato schiavista. - L'attivista abolizionista Angelina Emily Grimké, accompagnata subito dopo anche dalla sorella Sarah Moore Grimké, si trasferisce a Filadelfia dalla natia Charleston come segno di rispetto verso l'etica anti-schiavista della propria fede nel Quaccherismo, dando il via ad una capillare operazione di propaganda. Angelina Grimké pubblica An Appeal to the Christian Women of the South, invitando tutte le donne di buona volontà a fare quanto è in loro potere per rovesciare l'immorale ed anticristiana pratica di sfruttamento dei neri: "lo schiavismo è un orribile sistema fondato sull'oppressione e la crudeltà!" Le sorelle Grimké proseguono instancabili nell'opera di "scuotere le coscienze" per vari decenni; il loro fratello Francis James Grimké diventerà un ministro presbiteriano che si adopererà come oratore per la causa abolizionista. - Il candidato del Partito Democratico Martin Van Buren, un newyorkese con spiccate simpatie Sudiste, vince le elezioni presidenziali del 1836. |

| 1837 | - Ad Alton (Illinois) il redattore abolizionista nonché ministro del presbiterianesimo Elijah Parish Lovejoy subisce il linciaggio da parte di una folla inferocita; il suo giornale aveva fatto arrabbiare sia i meridionali che gli irlandesi americani fedeli alla Chiesa cattolica negli Stati Uniti d'America. - Il Michigan entra a far parte dell'Unione in qualità di Stato libero. |
| 1838 | - Il rappresentante per il Kentucky William Jordan Graves uccide in un duello il deputato nordista del Maine Jonathan Cilley. - Le associazioni antischiaviste dichiarano di avere 250.000 membri attivi. |
| 1839 | - Ammutinamento degli schiavi nella Scuna a due alberi Amistad, un veliero appartenente all'impero spagnolo diretto verso la Capitaneria generale di Cuba; la nave cambia rotta e approda a Long Island. Il "processo contro l'Amistad" diventerà negli anni seguenti un caso di rilevanza nazionale; la sentenza della Corte Suprema - emanata in via definitiva nel marzo del 1841 - disporrà l'immediata liberazione di tutti gli schiavi, difesi dall'ex presidente John Quincy Adams; la maggior parte di loro se ne ritornerà in Africa. - Il reverendo abolizionista del Connecticut Theodore Dwight Weld, divenuto nel frattempo marito di Angelina Emily Grimké, condanna con foga oratoria e senza mezzi termini la schiavitù nel suo pamphlet intitolato American Slavery As It Is: Testimony of a Thousand Witnesses, dandole una connotazione di "diabolicità". Produce la propria argomentazione citando le parole stesse dei proprietari di schiavi, così come queste vengono utilizzate nelle pubblicità e negli articoli riprodotti dai giornali meridionali; Harriet Beecher Stowe si baserà in larga parte su questo testo per scrivere un decennio dopo La capanna dello zio Tom. |
| 1840 | - Nel Censimento del 1840 il totale della popolazione schiava presente sul suolo nazionale risulta essere di 2.487.000 esseri umani. - L'abolizionista Liberty Party nomina James Gillespie Birney del Kentucky come proprio candidato alla presidenza nelle Elezioni presidenziali del 1840, che saranno invece vinte dall'eroe di guerra William Henry Harrison. - I fratelli Arthur e Lewis Tappan organizzano l'"American and Foreign Anti-Slavery Society". |
| 1841 | - L'ultimo schiavo (impiegato a vita per servitù debitoria) viene liberato a New York. - Scoppia l'"Affare del Creole". Gli schiavi che stanno per essere trasferiti dalla Virginia alla Louisiana riescono a prendere possesso del brigantino Creole e fuggono nelle Bahamas, una colonia dell'impero britannico che non consente la schiavitù. Le autorità inglesi concedono il diritto di asilo a 111 schiavi (ma non ai 19 capobanda accusati di omicidio). A seguito delle proteste iniziate dalla presidenza di John Tyler e reiterate dalla presidenza di James Knox Polk poi, nel corso della presidenza di Franklin Pierce i britannici acconsentiranno di pagare 119.000 dollari come risarcimento ai proprietari originali degli schiavi. La decisione scatterà a partire dal 1855. |
| 1842 | - Nella sentenza Prigg contro Pennsylvania la Corte Suprema dichiara incostituzionale la legge sulla libertà personale emanata dalla Pennsylvania, in quanto in conflitto contro la legislazione federale vigente sugli schiavi fuggiaschi. La Corte ritiene che l'applicazione della Fugitive Slave Act del 1793 sia una responsabilità che si deve assumere in pieno il Governo federale degli Stati Uniti d'America. |
| 1843 | - Il Massachusetts e altri 8 Stati del Nord fanno approvare severi provvedimenti sulla libertà personale in base ai quali ai funzionari statali viene severamente proibito di partecipare alla cattura degli schiavi fuggitivi. |

| 1844 | - La Chiesa episcopale metodista del Sud si separa dalla Chiesa episcopale metodista a causa della questione inerente alla schiavitù. - L'attivista e oratore abolizionista afroamericano Charles Lenox Remond, in concomitanza con il celebre editore William Lloyd Garrison, dichiara che preferirebbe vedere l'Unione sciolta piuttosto che mantenere intatta la Costituzione degli Stati Uniti d'America solamente attraverso la conservazione dello schiavismo. |

| 1845 | - La Florida viene ammessa nell'Unione in qualità di Stato schiavista. - La Southern Baptist Convention si distacca dal Battismo del Nord, ma si rifiuta di appoggiare formalmente la schiavitù. - L'ex schiavo Frederick Douglass pubblica la sua prima autobiografia, Narrative of the Life of Frederick Douglass, an American Slave, Written by Himself. Il libro descrive dettagliatamente la sua vita da schiavo. - L'ex rappresentante e Governatore della Carolina del Sud, nonché futuro senatore, James Henry Hammond scrive Two Letters on Slavery in the United States, Addressed to Thomas Clarkson, Esq.; in esse viene espressa l'opinione che la schiavitù sia un "bene positivo". - I sostenitori della lotta alla schiavitù denunciano l'Annessione texana come una "malvagia espansione del territorio sotto il dominio del potere schiavista". Il Partito Whig cerca di far rigettare il Trattato di annessione fortemente voluto dalla precedente presidenza di John Tyler, ma il Congresso lo approva. Il Texas entra a far parte dell'Unione in qualità di Stato schiavista grazie al voto di maggioranza (i due terzi del Senato - proveniente da entrambe le Camere controllate dal Partito Democratico - su una risoluzione congiunta senza necessità di ratifica del trattato. Si mette così pienamente in pratica il "Destino manifesto". |
| 1846 | - La legge Walker sui dazi - dal nome del Segretario al tesoro della presidenza di James Knox Polk Robert John Walker riduce il dazio portando così ad un periodo di libero scambio fino al 1860. I Democratici della Pennsylvania e - un decennio dopo - il nuovo Partito Repubblicano attaccheranno fieramente il livello "troppo basso" raggiunto dalle imposte doganali. - James Dunwoody Brownson DeBow fonda De Bow's Review, che diviene presto la più influente rivista del Sud: i suoi articoli sono ardenti inviti alla secessione. DeBow mette in guardia contro la crescente dipendenza economica dal Nord. - Ha inizio la guerra messico-statunitense. Il presidente James Knox Polk schiera l'United States Army ai confini meridionali per "difendere" la Repubblica del Texas; le forze armate messicane vengono accusate di aver aggredito per prime ("Affare Thornton" del 25 aprile). Gli esponenti Whig - tra cui il giovane deputato Abraham Lincoln - denunciano con decisione la volontà del presidente di scatenare una guerra. I più critici avversari dello schiavismo accusano l'amministrazione in carica sostenendo che il conflitto è solamente un pretesto per far guadagnare ulteriori porzioni di territorio a favore del potere schiavista. L'esercito statunitense conquista rapidamente il Nuovo Messico e giunge sino a Santa Fe. - I rappresentanti nordisti presentano e riescono a far approvare la Wilmot Proviso che avrebbe impedito l'introduzione della schiavitù in tutta la regione della futura Cessione messicana; i senatori sudisti ne impediscono l'approvazione al Senato e quindi la sua trasformazione in legge federale. Il progetto di David Wilmot non si tradurrà mai in una legge effettiva, ma contribuirà ad accrescere in maniera sostanziale l'attrito e le frizioni divenute quasi del tutto insanabili tra Nord e Sud; la frattura si allarga e diviene sempre più fondata sull'ideologia e la visione morale del mondo. Il Congresso respinge anche la proposta di estendere la linea del Compromesso del Missouri fino alla West Coast; altre proposte di ulteriori compromessi vengono ugualmente rifiutate. - L'Iowa viene ammesso nell'Unione in qualità di Stato libero. |
| 1847 | - La Camera dei rappresentanti del Massachusetts emana una risoluzione che afferma l'incostituzionalità della guerra contro il Messico, dichiarando ch'essa è stata intrapresa per "il triplice scopo di estendere la schiavitù, di rafforzare il potere schiavistico e di ottenere il controllo degli Stati liberi del Nord". - John Calhoun afferma che la schiavitù debba considerarsi legale in tutti i territori del West, prefigurando in tal maniera la sentenza "Dred Scott contro Sandford" del 1857. - Il Democratico Lewis Cass del Michigan propone di lasciare la libertà di scegliere o meno la schiavitù agli abitanti dei territori dell'Ovest, facendoli votare sulla questione tramite referendum. Questa teorizzazione del principio di sovranità popolare sarebbe stata ulteriormente sostenuta e difesa dal senatore Democratico Stephen A. Douglas dell'Illinois nella metà degli anni 1850, in aperta contrapposizione con Abraham Lincoln. |
| 1848 | - Il Trattato di Guadalupe Hidalgo conferma la linea di confine del Texas con il Messico posta sul Rio Grande, oltre al possesso della Repubblica della California e del Territorio del Nuovo Messico. Nel corso delle votazioni per la ratifica del trattato il Senato respinge i tentativi di allegarvi anche la Wilmot Proviso. - I Radical Democratici newyorkesi e i Whig antischiavisti danno vita alla nuova formazione denominata Free Soil Party; esso nomina l'ex presidente Martin Van Buren - nel frattempo convertitosi all'abolizionismo - come candidato alla presidenza nelle Elezioni presidenziali del 1848 e chiede l'emanazione immediata della Wilmot Proviso. Il partito politico sostiene che i ricchi piantatori meridionali schiavisti strangoleranno i piccoli agricoltori bianchi comperando a prezzi stracciati le loro terre. Il candidato ufficiale del Partito Whig, il Generale Zachary Taylor, un possessore di schiavi della Louisiana, vince la tornata elettorale e poco dopo avvia la presidenza di Zachary Taylor. Il neo-presidente durante tutta la precedente campagna elettorale non ha mai espresso alcuna chiara presa di posizione nei riguardi della pratica schiavista nel Sudovest; solamente dopo aver ottenuto la vittoria rivelerà un piano per ammettere sia la California che il Nuovo Messico nell'Unione in qualità di Stati liberi, impedendo in tal maniera a tutto il Sudovest di entrare a far parte della regione schiavista. Proporrà inoltre di escludere in via definitiva la schiavitù da qualsiasi altro territorio del West; Taylor avverte con chiarezza il Sud che risponderà con la forza a qualsiasi eventuale atto di ribellione. Il suo punto di vista moderato sull'espansione della pratica schiavista e sull'accettabilità della Wilmot Proviso fa fortemente arrabbiare i suoi - fino ad allora del tutto ignari - sostenitori Sudisti. Tuttavia, egli non riesce ancora ad appagare pienamente i Nordisti i quali oramai vogliono fortemente limitare o addirittura abolire del tutto la schiavitù. - Il Wisconsin entra a far parte dell'Unione in qualità di Stato libero. - Il Trattato dell'Oregon stipulato con l'impero britannico chiude definitivamente la controversia sull'attribuzione dei confini tra Oregon e Canada; la disputa sulla frontiera dell'Oregon è durata, con alti e bassi, per alcuni decenni. La definizione del segmento più Occidentale del confine tra il Canada e gli Stati Uniti d'America pone termine al timore di una nuova guerra incombente tra USA e Regno Unito di Gran Bretagna e Irlanda. I Democratici nordisti si lamentano del fatto che la presidenza di James Knox Polk si sia appoggiata alla richiesta che il confine settentrionale dell'Oregon venisse posto a 54° 40' di latitudine, ed abbia così sacrificato la possibilità di espansione a Nord, supportando invece l'espansionismo Sudista tramite la guerra contro il Messico e il trattato che vi pose fine. - L'uscente amministrazione Polk offre all'impero spagnolo 100 milioni di dollari per l'acquisto della Capitaneria generale di Cuba, ove rimane in vigore la schiavitù. - I grandi proprietari schiavisti del Sud sostengono con mezzi e finanziamenti il tentativo del generale venezuelano Narciso López di scatenare una rivoluzione anti-spagnola nell'isola di Cuba, favorendone l'eventuale annessione in qualità di territorio che consenta lo schiavismo. Lopez viene sconfitto e si pone in salvo negli Stati Uniti, dove vive in esilio; sarà quindi subito dopo processato per la violazione delle leggi federali sulla neutralità internazionale, ma il grand jury di New Orleans fa sì che non venga mai condannato. |

| 1849 | - La prima grande Corsa all'oro californiana popola improvvisamente tutta la California del Nord con un'ondata senza precedenti di coloni settentrionali e immigrati giunti da ogni angolo del mondo i quali superano ben presto di dimensioni i primi pionieri sudisti. La Convention costituzionale indetta subito dopo respinge all'unanimità la schiavitù ed invia petizioni per poter aderire all'Unione in qualità di Stato federato libero ancor prima di essersi organizzata come territorio. Il presidente Taylor chiede al Congresso di ammettere la California, avvertendo che farà sopprimere con la forza ogni tentativo secessionista proveniente da un qualsiasi Stato che si azzardi a dissentire dalla decisione assunta. - Harriet Tubman riesce a scappare; dopo aver compiuto almeno 20 viaggi in tutti gli Stati Uniti meridionali torna al Nord attraverso la Ferrovia Sotterranea conducendo con sé molti altri schiavi in cerca dell'agognata libertà. Arriverà ad accompagnarne un numero considerevole, tanto da guadagnarsi il soprannome di "Mosè". |

## Dal compromesso del 1850 alle elezioni presidenziali del 1860

Una foto del senatore William H. Seward.

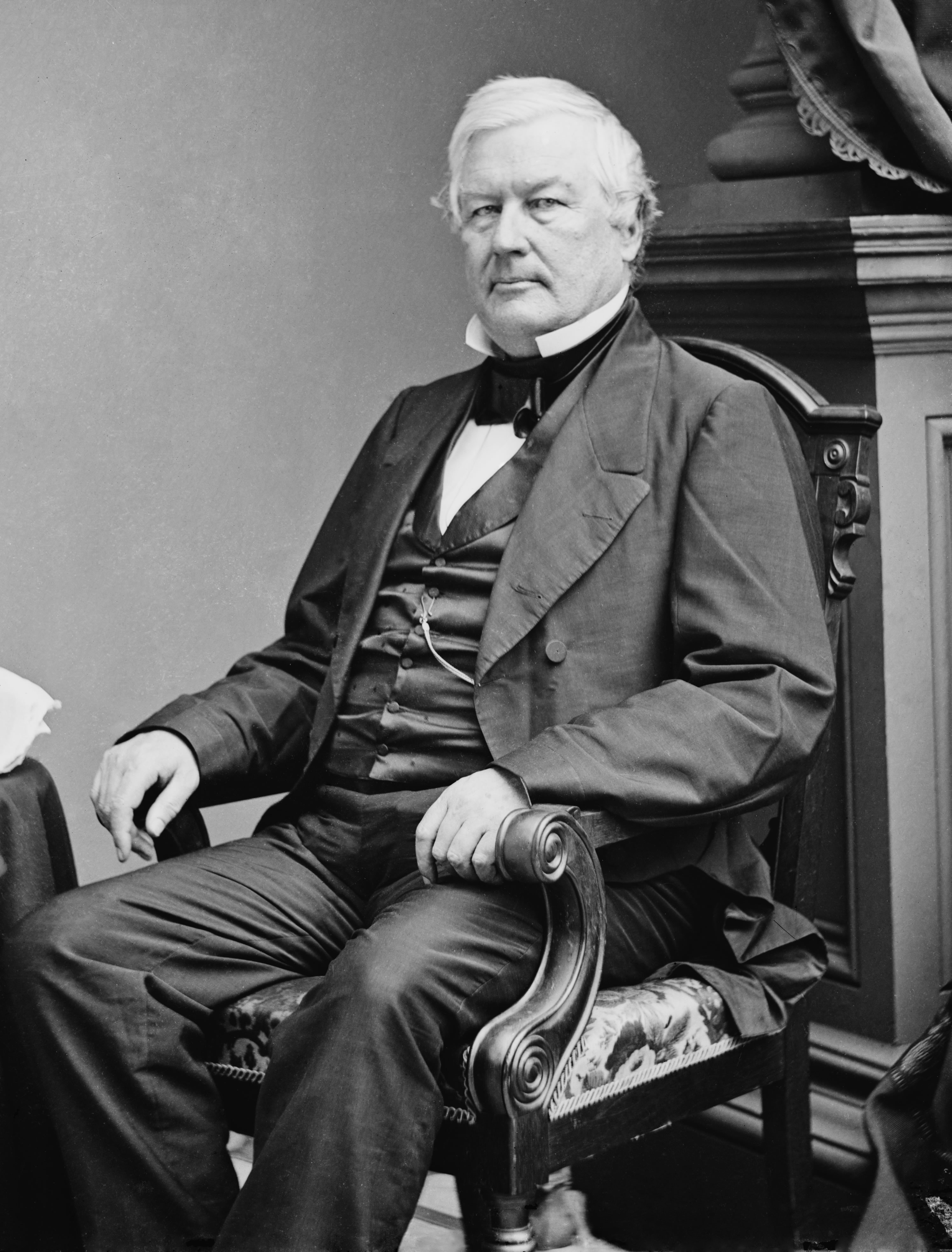
La presidenza di Millard Fillmore durò dal 1850 al 1853.

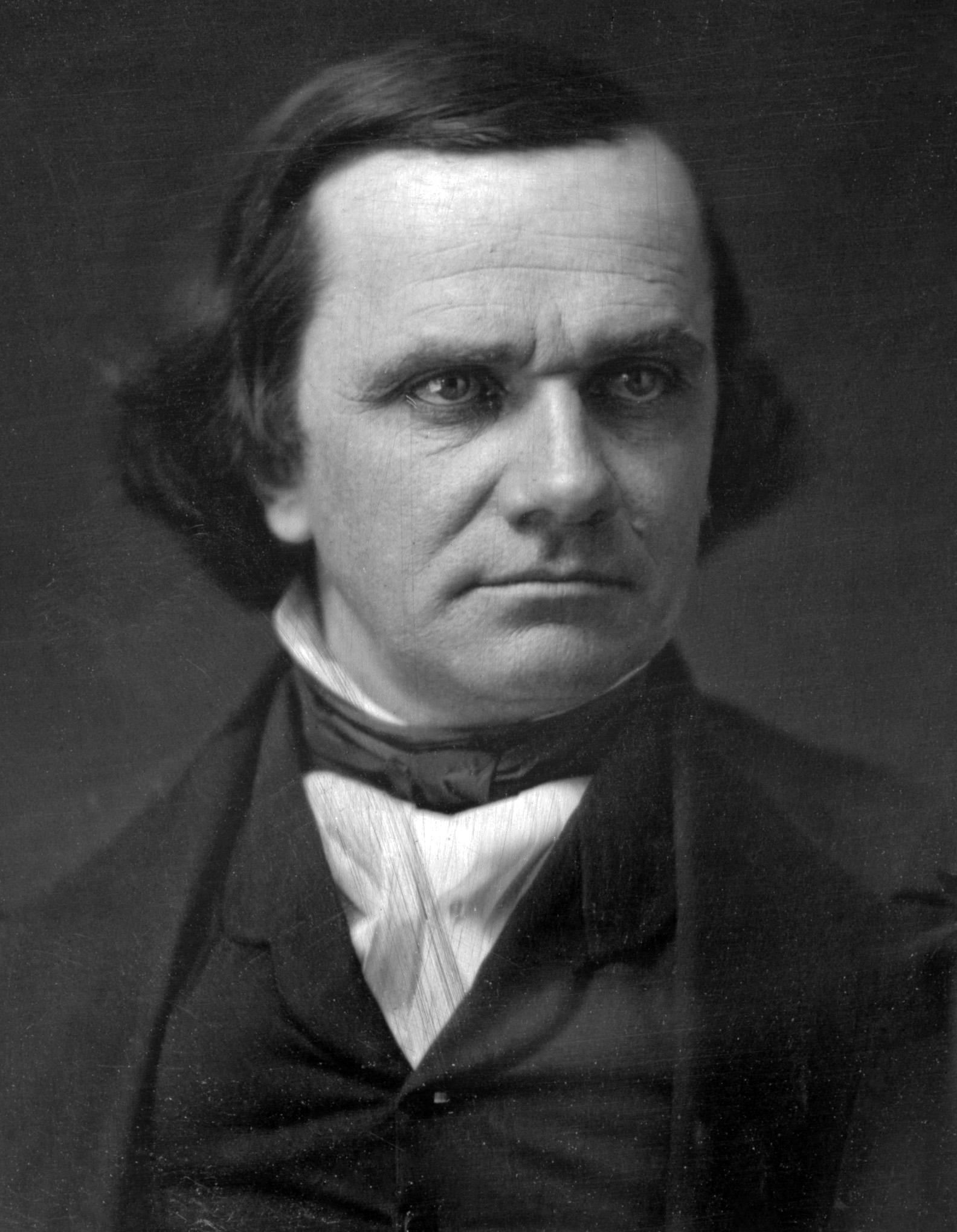
Una foto del senatore Stephen A. Douglas.

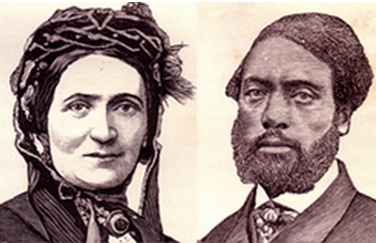
Un ritratto di Ellen e William Craft, schiavi fuggiaschi emigrati oltreoceano.

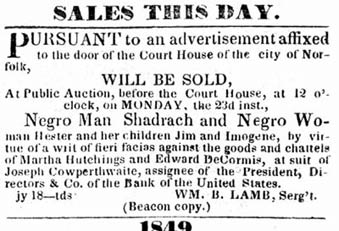
L'annuncio rivolto ai "cacciatori di schiavi" per recuperare il fuggiasco Shadrach Minkins.

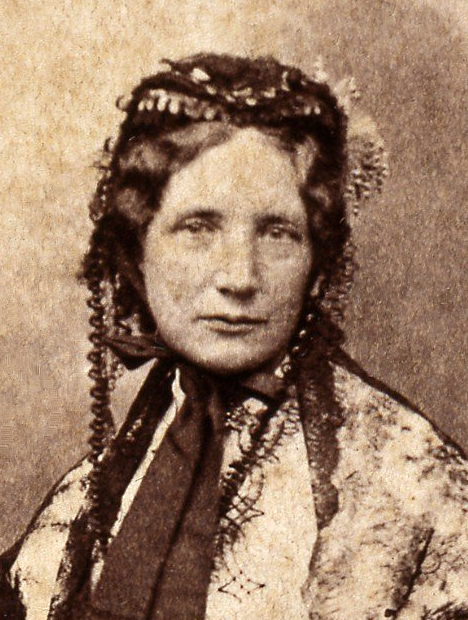
Harriet Beecher Stowe, autrice di La capanna dello zio Tom, nel 1852 circa.

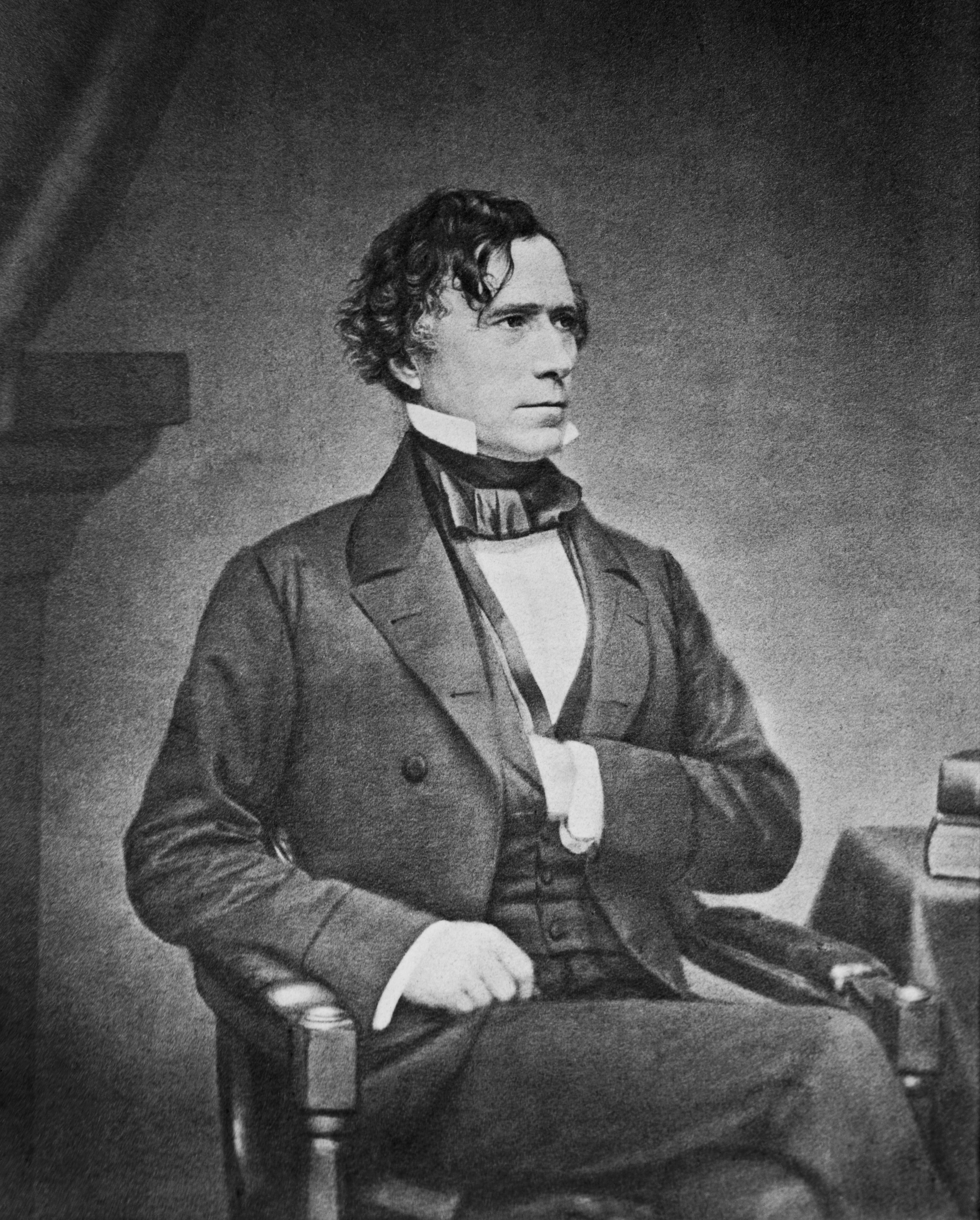
La presidenza di Franklin Pierce durò dal 1853 al 1857.

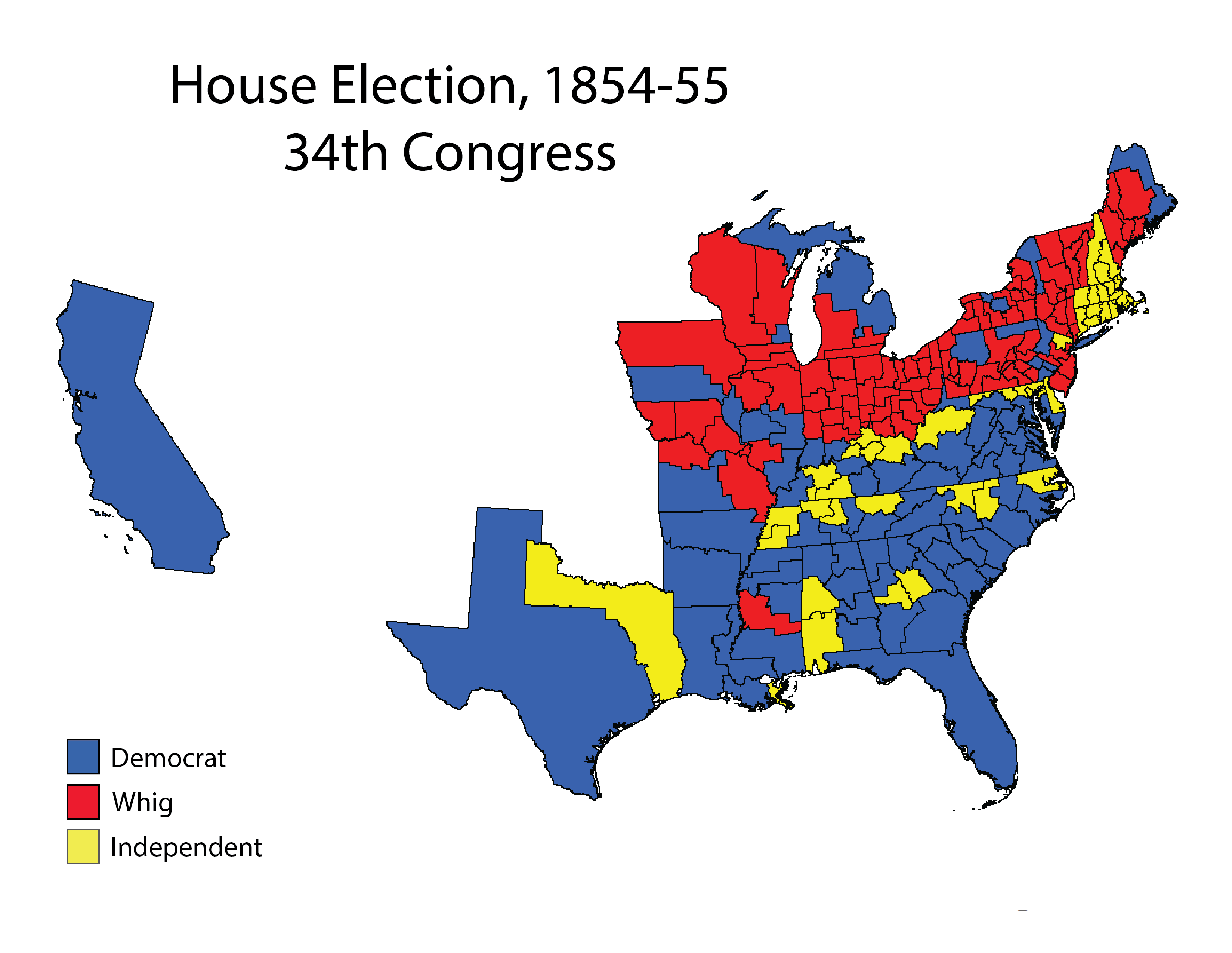
I risultati elettorali del 1854-55 per il 34º Congresso: in blu i Democratici; in rosso i Whig-Repubblicani; in giallo gli Indipendenti.

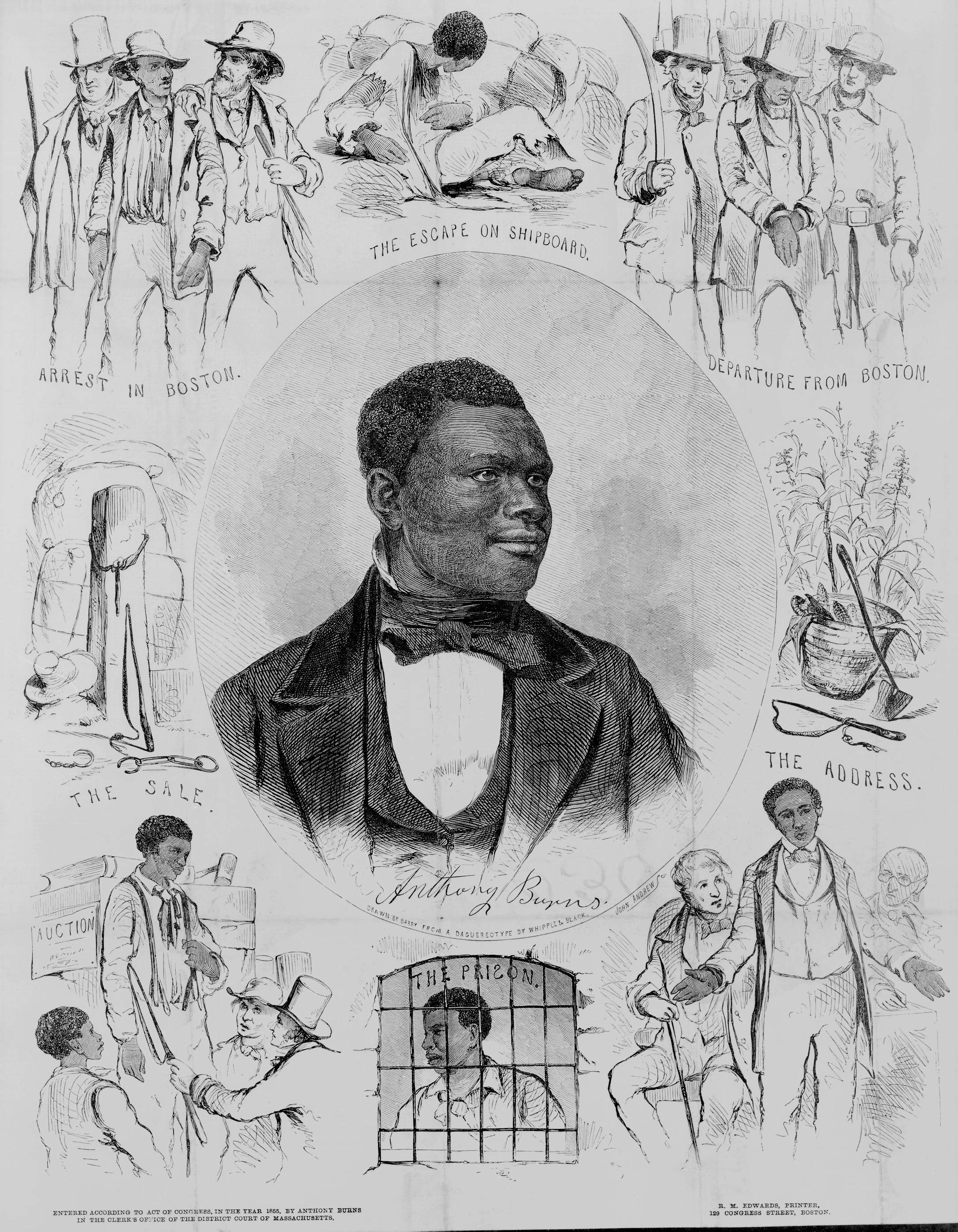
Un ritratto dello schiavo fuggitivo Anthony Burns.

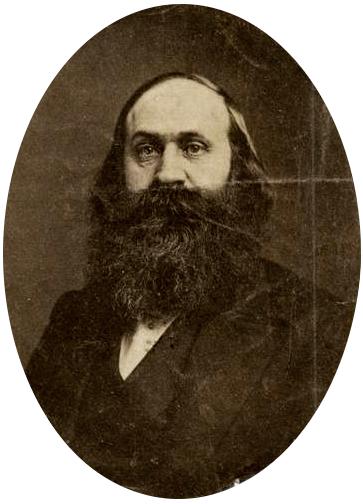
Una foto del giornalista abolizionista Sherman Miller Booth.

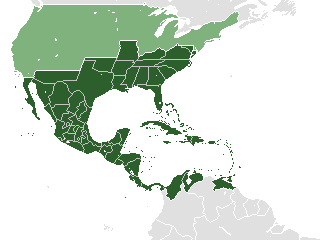
Galvanizzati dalla schiacciante vittoria ottenuta nella guerra messico-statunitense i "Knights of the Golden Circle" nel corso della prima metà degli anni 1850 proporranno una "mappa del Golden Circle" con le sue possibili suddivisioni. Gli Stati Nordisti liberi sono qui segnati in verde pallido, mentre la prevista Confederazione Sudista del "potere schiavista" - che avrebbe dovuto prendere possesso con la forza di tutto l'America centrale - viene mostrata in verde scuro.

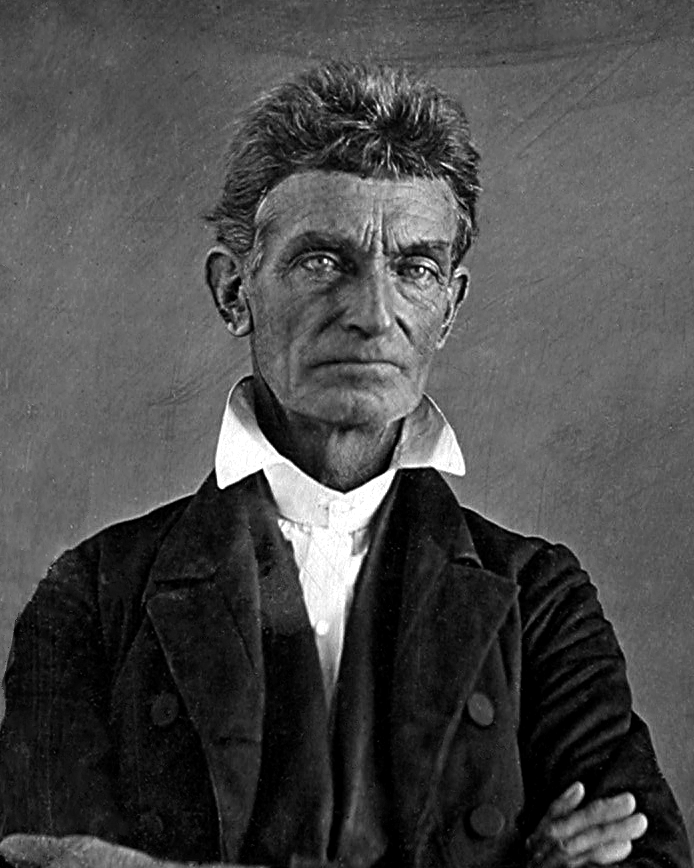
Un dagherrotipo ritraente John Brown nel 1856, al tempo del Bleeding Kansas.

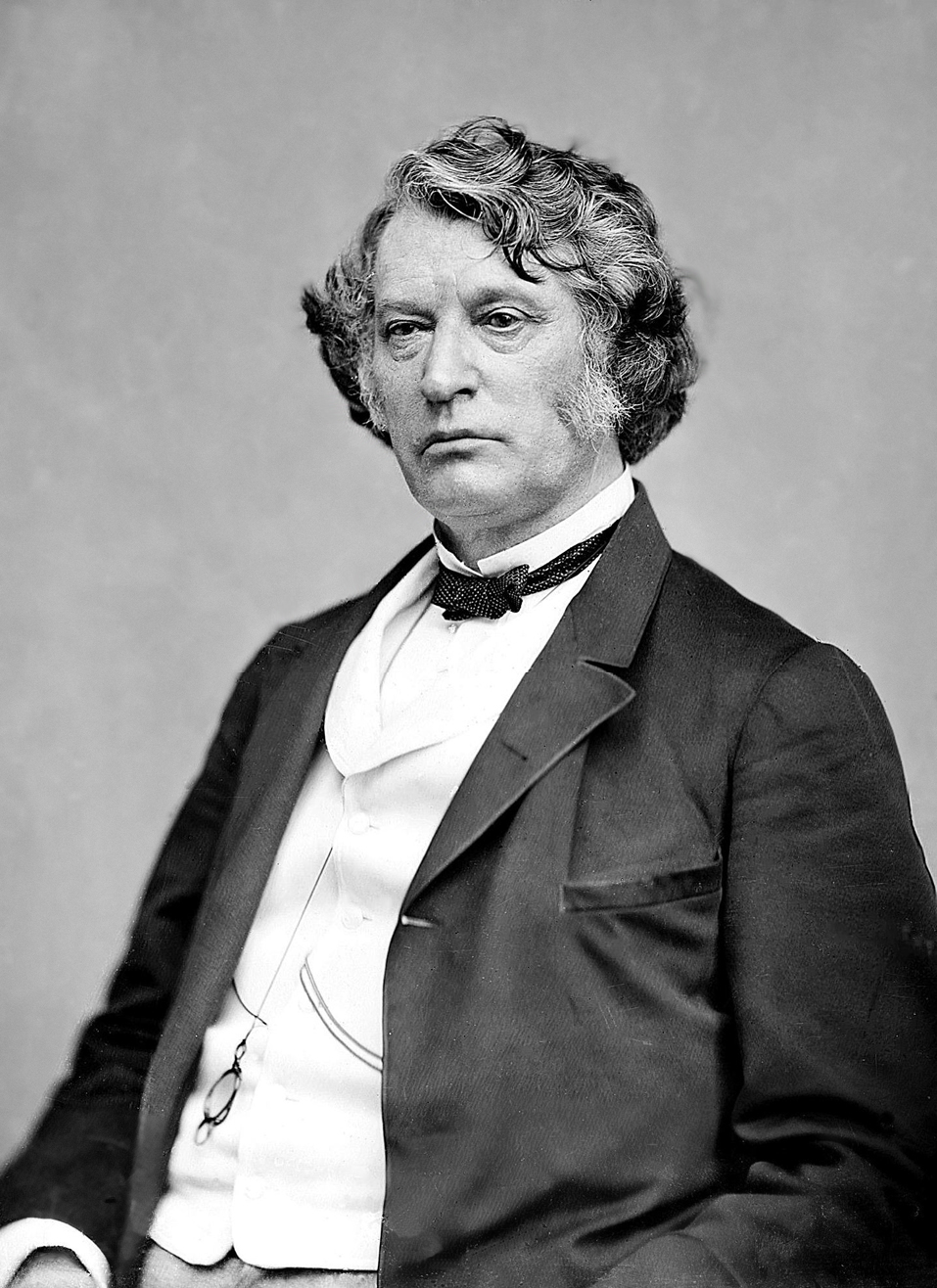
Una foto del Repubblicano abolizionista Charles Sumner, vittima della bastonatura di Charles Sumner avvenuta nel 1856 ad opera del Sudista Preston Smith Brooks.

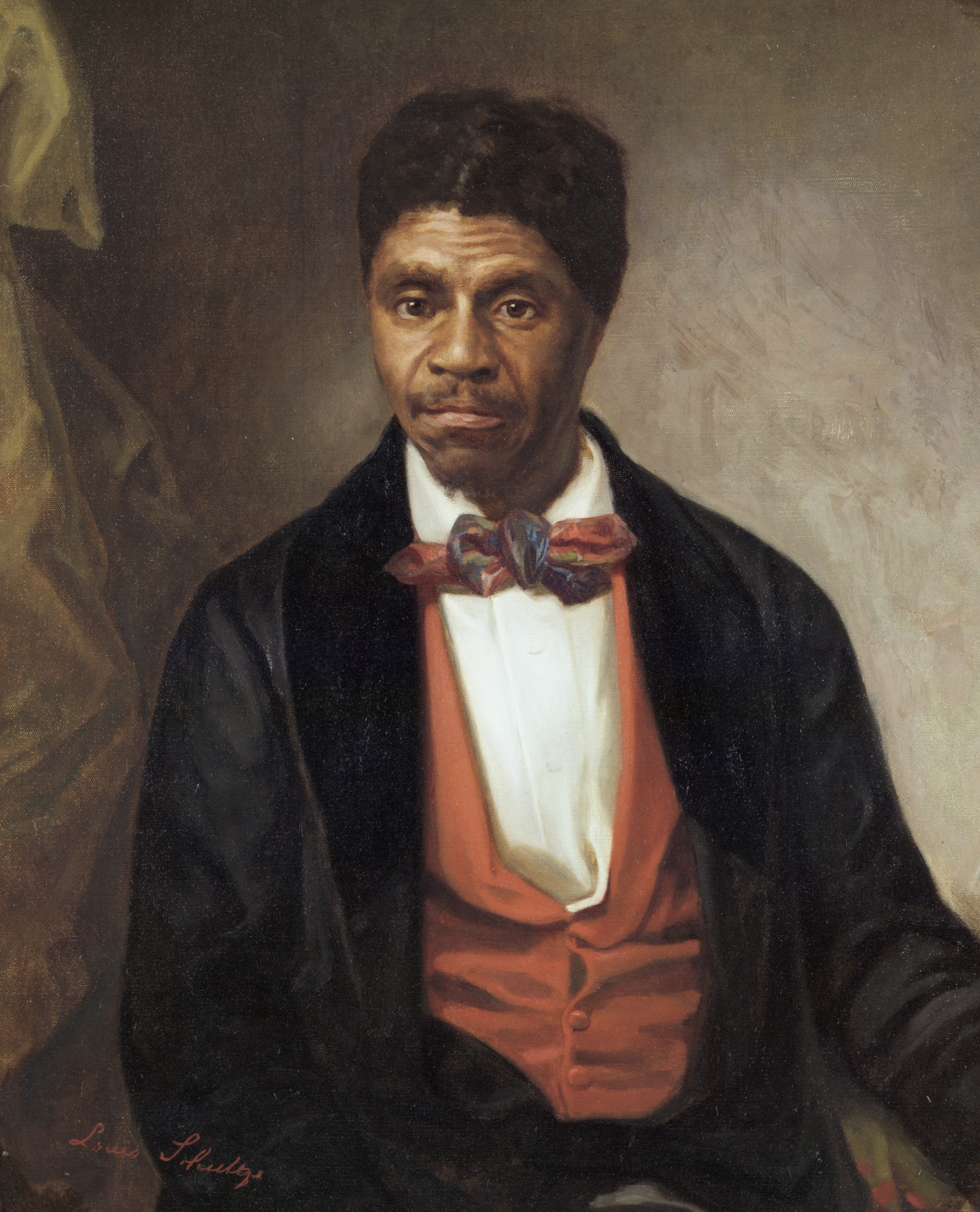
Un ritratto di Dred Scott, protagonista della sentenza "Dred Scott contro Sandford" del 1857.

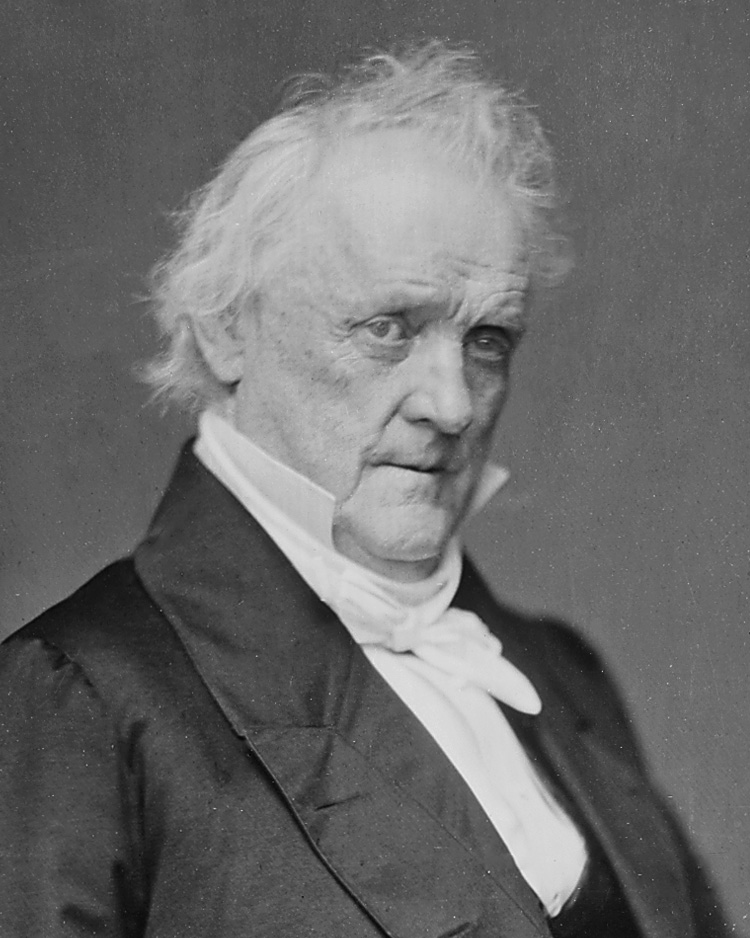
La presidenza di James Buchanan durò dal 1857 al 1861.

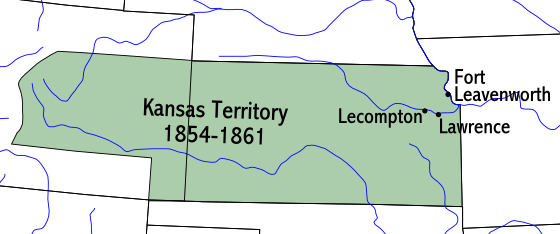
Il territorio del Kansas interessato dalla guerriglia civile nota come "Bleeding Kansas" e l'ubicazione geografica della città di Lecompton e di Lawrence, sede del saccheggio di Lawrence.

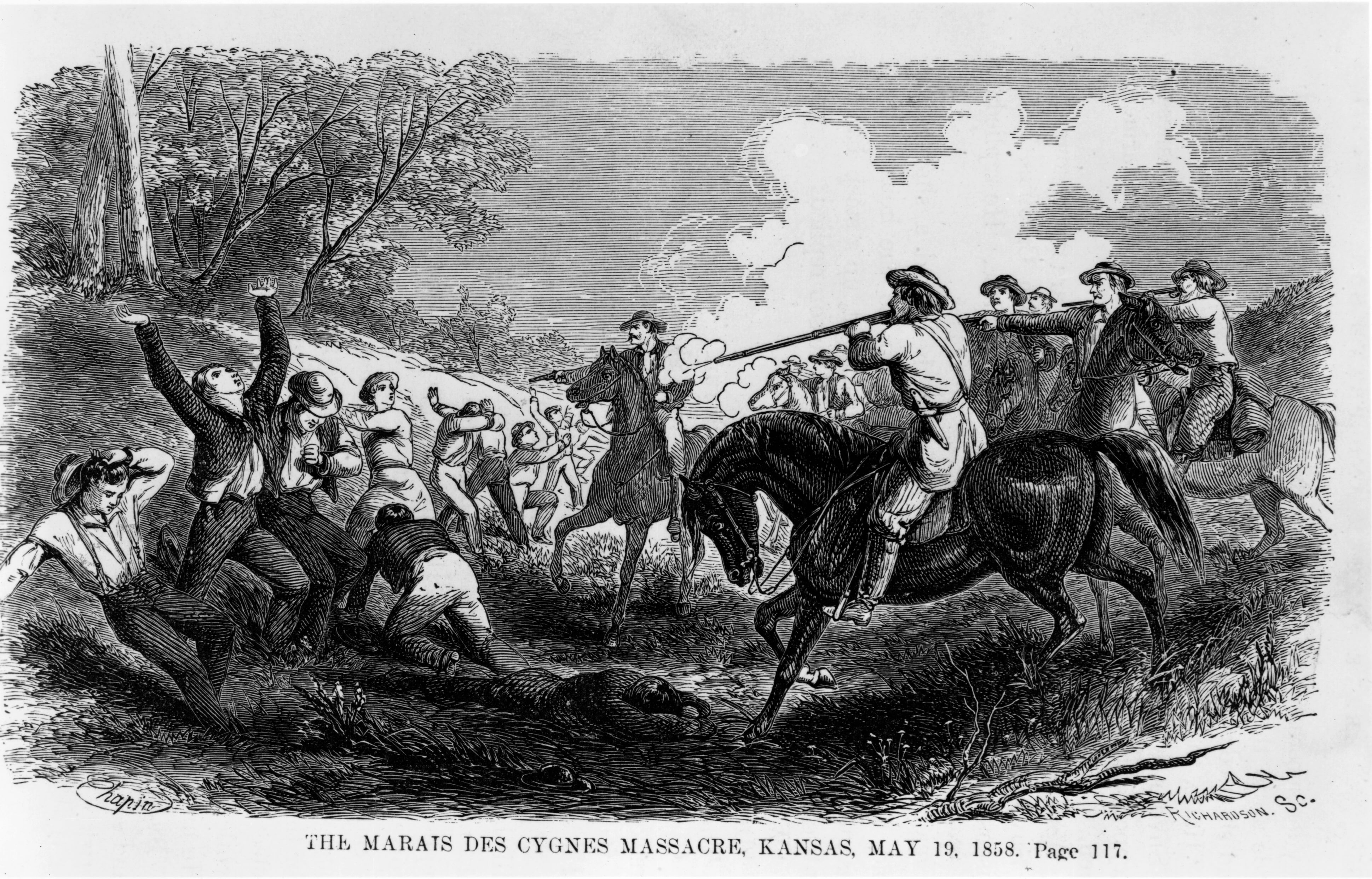
Il Massacro di Marais des Cygnes in una stampa dell'epoca.

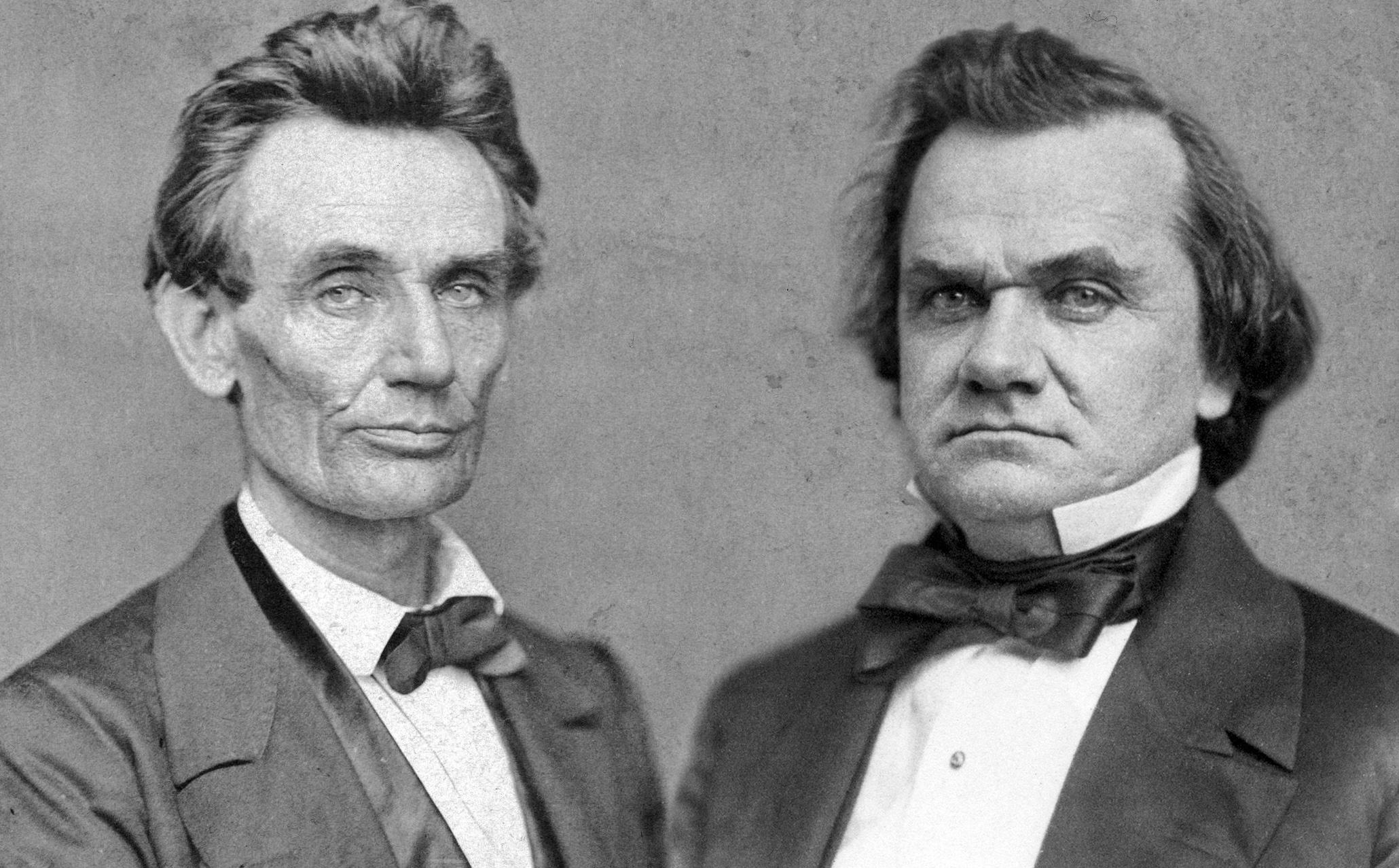
Abraham Lincoln e Stephen A. Douglas all'epoca dei loro accesi Dibattiti Lincoln-Douglas del 1858.

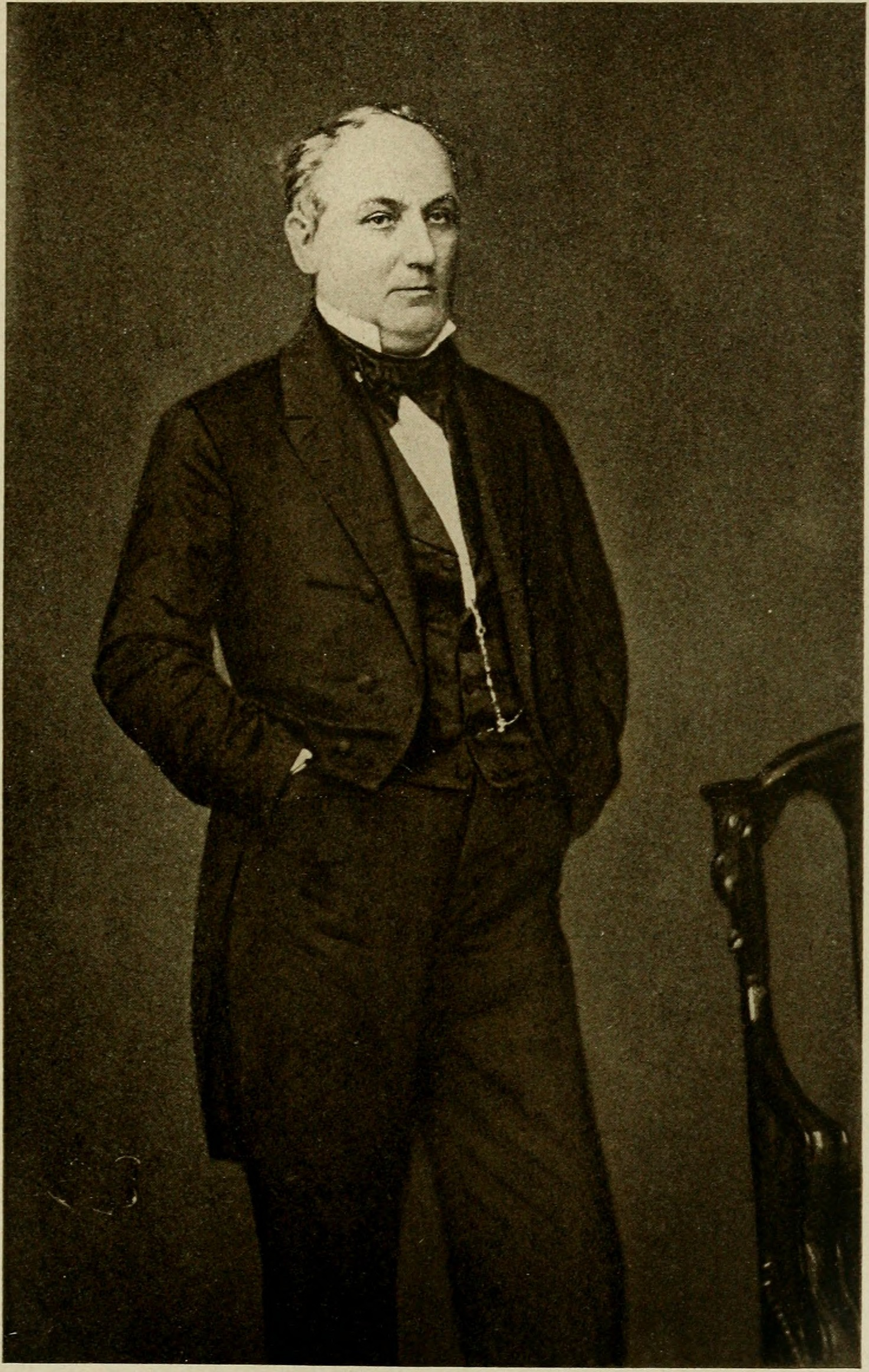
Un ritratto del senatore Sudista James Henry Hammond, apologo del "King Cotton".

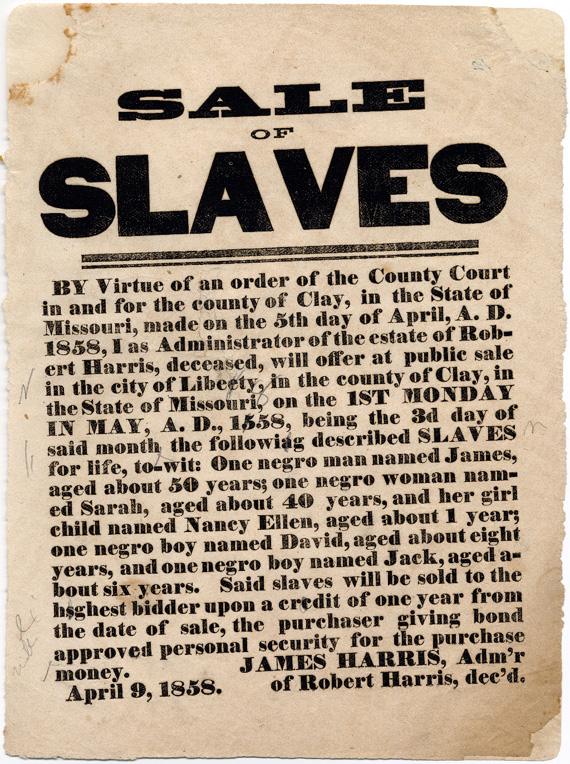
Un poster che pubblicizza una "svendita" degli schiavi nel 1858.

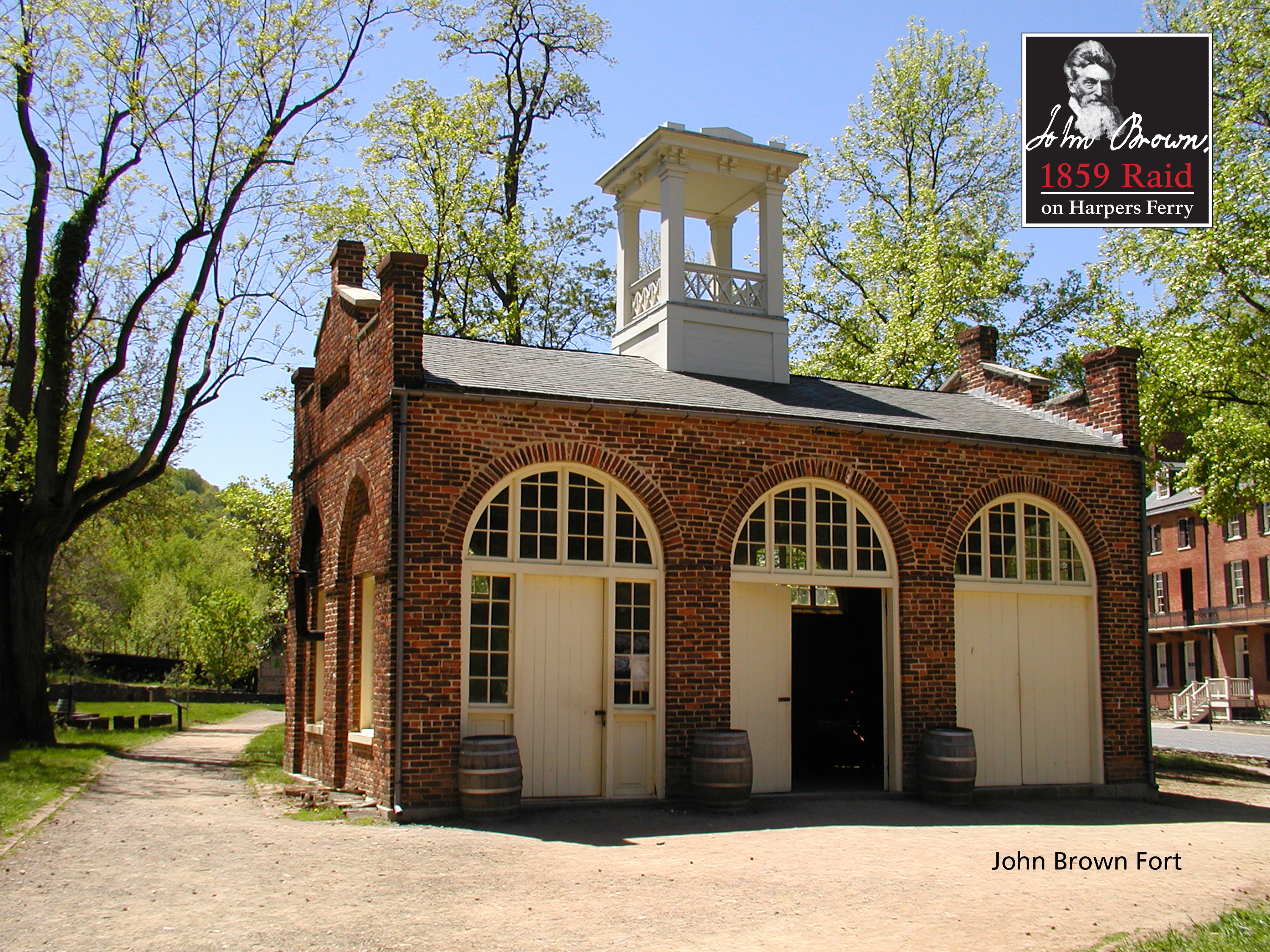
Il fortino di John Brown in cui si asserragliarono gli uomini di John Brown nel corso del raid di John Brown contro Harpers Ferry.

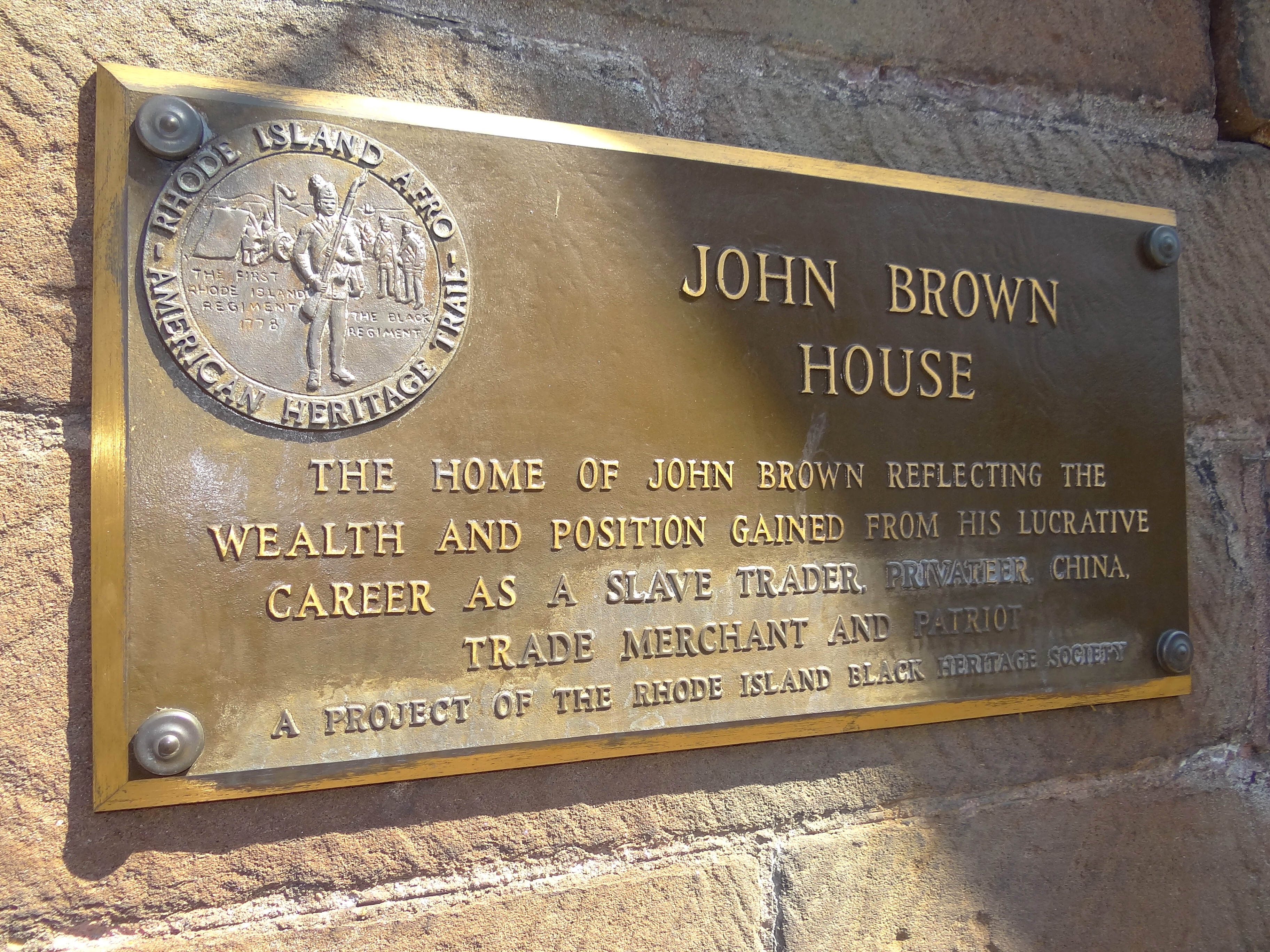
Targa commemorativa posta all'ingresso dell'abitazione a Providence di John Brown, fervente abolizionista che subì l'impiccagione durante la presidenza di James Buchanan.

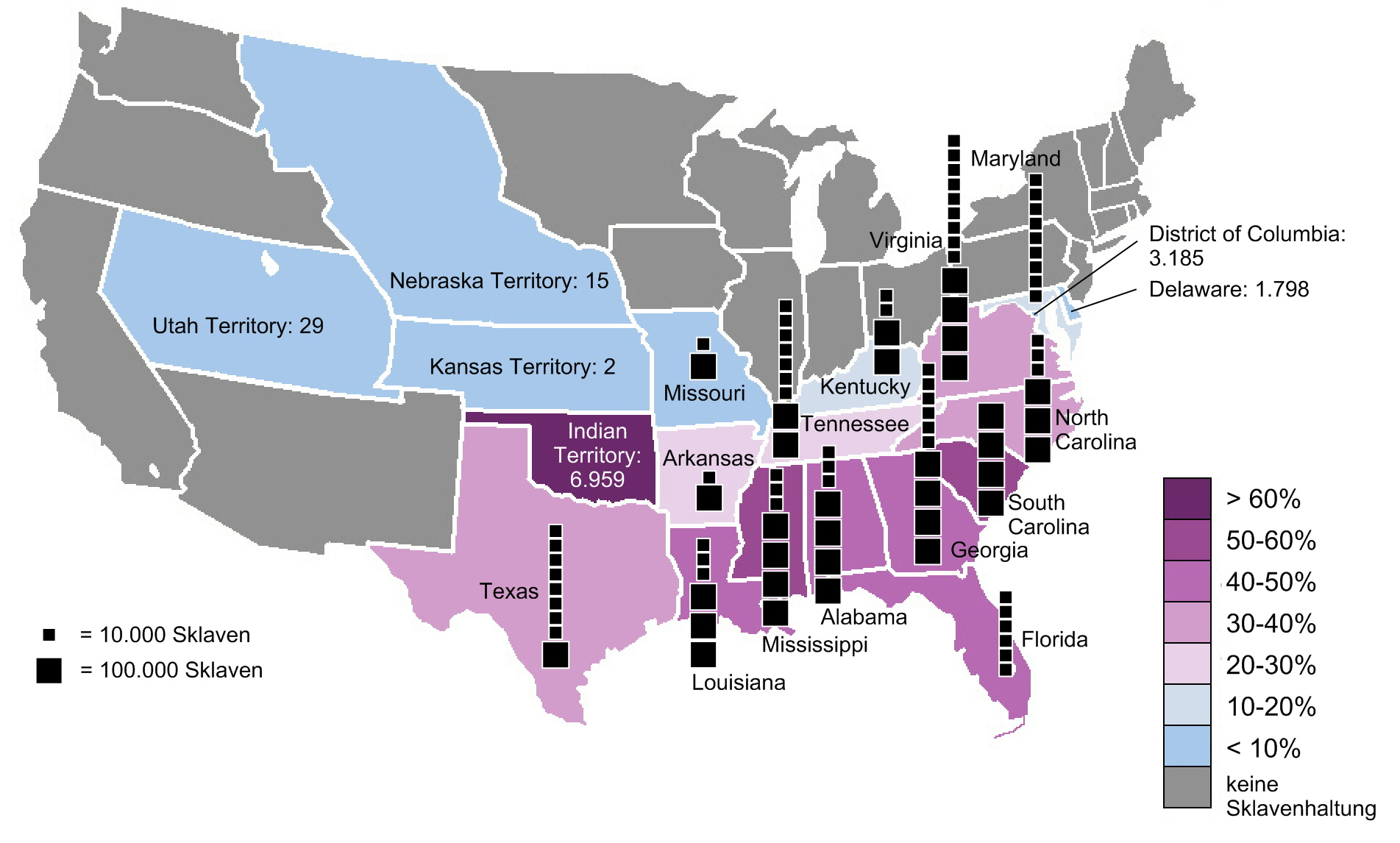
La percentuale di schiavi presenti nel 1860.

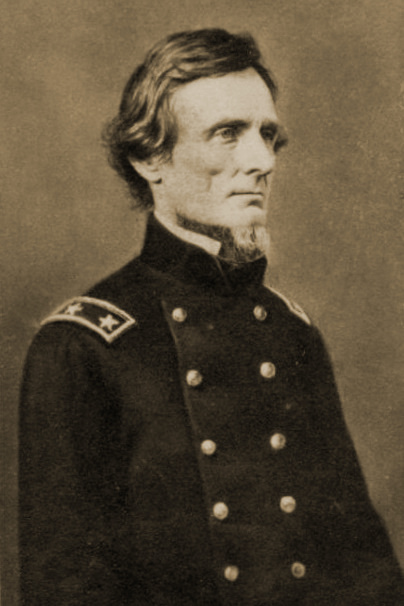
Il presidente secessionista Jefferson Davis in tenuta militare nel 1860 circa.

La concentrazione di popolazione schiava per contea nel 1860.

| 1850 | - Al Censimento del 1850 la popolazione schiava ammonta a 3.204.313 esseri umani. - 11 marzo: il senatore William H. Seward per lo Stato di New York pronuncia il suo discorso intitolato Higher Law; in esso afferma con chiarezza che un ulteriore compromesso sulla questione della schiavitù sarebbe intrinsecamente sbagliato in quanto sotto la legge più alta rispetto alla stessa Costituzione degli Stati Uniti d'America, ossia la "Legge di Dio", tutti gli uomini sono da considerarsi sempre ed indistintamente liberi e uguali. - 17 aprile: il senatore Henry Stuart Foote per il Mississippi spara un colpo di pistola contro il collega anti-schiavista Thomas Hart Benton all'interno dell'aula del Senato. - Il presidente Zachary Taylor muore il 9 luglio ed è sostituito dal Vicepresidente in carica Millard Fillmore. Sebbene sia un newyorkese il neo-presidente si dimostra fin da subito incline a scendere a compromessi o addirittura a sostenere gli interessi del Sud più di quanto non lo sia mai stato il suo predecessore. Iniziano a spargersi le voci secondo cui Taylor sarebbe morto avvelenato ad opera degli schiavisti meridionali - Henry Clay propone il Compromesso del 1850 per gestire a petizione inviata dalla California che richiede l'ammissione all'Unione in qualità di Stato libero e al contempo la pretesa del Texas di ottenere nuove aree coltivabili sottoposte alla giurisdizione del Territorio del Nuovo Messico. Clay propone: 1. l'ammissione della California; 2. la proibizione di espansione texana a discapito del Nuovo Messico; 3. un risarcimento compensatorio pari a 10 milioni di dollari da devolvere al Texas per finanziare il suo debito pubblico; 4. il permesso ai cittadini del Nuovo Messico e del Territorio dello Utah di votare per determinare se la schiavitù debba essere consentita o meno all'interno dei loro confini (secondo lo schema del principio di sovranità popolare); 5. il bando della compravendita schiavista nel Distretto di Washington (la schiavitù continuerebbe comunque ad esservi consentita); 6. ed infine la redazione di una legge sugli schiavi fuggiaschi più severa da far rispettare con vigore. |

(Raimondo Luraghi, Storia della guerra civile americana BUR 1995, p.110)
|      | - Sotto la Fugitive Slave Law un proprietario può reclamare la restituzione di uno schiavo fuggiasco direttamente tramite un commissario scelto "ad hoc" piuttosto che attraverso un processo penale costituito da un Grand jury atto a determinarne l'effettivo diritto alla proprietà. L'iniziale omnibus bill includente tutte queste disposizioni viene bocciata. Il senatore Stephen A. Douglas per l'Illinois fa in modo di costituire diverse coalizioni parlamentari che così riescono ad approvare separatamente ciascun articolo legislativo e clausole connesse. - Le risposte al compromesso del 1850, sia da parte della classe politica che dell'opinione pubblica, variano notevolmente: 1. i meridionali sembrano intenzionati ad interrompere il movimento verso la separazione dall'Unione, pur continuando a rimanere fortemente irritati dalla resistenza messa in atto dal Nord nei riguardi dell'applicazione della legge sugli schiavi fuggiaschi; 2. le maggiori forze anti-schiaviste sono sconvolte per la possibile espansione del potere schiavista nel Sud-Ovest, oltre che per la forzatura costituita dalla Fugitive Slave Act che potrebbe in via ipotetica - ma non solo - costringere tutti i cittadini statunitensi ad aiutare i Sudisti nella loro caccia degli schiavi in fuga, quindi a partecipare attivamente al mantenimento dello schiavismo. - A giugno la Conferenza di Nashville a cui partecipano 9 Stati del Sud discute animatamente sui "diritti degli Stati" e sulla schiavitù; entro novembre si ricomincia a parlare di secessione; ma la "Convention" finisce con l'aggiornarsi a causa della promulgazione in via definitiva del Compromesso. - Viene organizzato il Territorio dello Utah - abitato per la gran parte da seguaci della Chiesa di Gesù Cristo dei santi degli ultimi giorni - che adotta uno dei "codici degli schiavi". Nel 1860 verranno rinvenuti non più di 29 schiavi all'interno dei suoi confini territoriali. - A ottobre il "Boston Vigilance Committee" annuncia che due schiavi fuggiaschi detenuti in città, Ellen e William Craft, vanno restituiti ai loro legittimi proprietari di Macon (Georgia). Prima che la sentenza possa essere eseguita vengono pero liberati permettendogli così di riparare sani e salvi in Inghilterra. |
| 1851 | - Gli "Unionisti del Sud" riescono a far bocciare in numerosi Stati Uniti meridionali le misure secessioniste. La "Convention del Mississippi" nega che possa esistere un diritto alla secessione. - A febbraio una folla di afroamericani si raduna a Boston e riesce a far liberare lo schiavo fuggitivo Shadrach Minkins - noto anche come Fred Wilkins - che si trovava detenuto all'interno del palazzo della Corte giudiziaria federale, aiutandolo a scappare in Canada. - Ad aprile le forze governative di Boston fanno sorvegliare lo schiavo fuggitivo Thomas Sims con 300 soldati nell'intento di impedire ai simpatizzanti locali di aiutarlo ad evadere. - A settembre gli afroamericani liberi affrontano un proprietario di schiavi, suo figlio e i loro alleati i quali stanno ricercando due schiavi fuggitivi a Christiana (Pennsylvania); nella sparatoria che ne segue 3 afroamericani e il proprietario rimangono uccisi, mentre il figlio viene ferito gravemente. - A ottobre gli abolizionisti bianchi e neri si coalizzano per liberare lo schiavo fuggiasco Jerry McHenry dalla prigione di Syracuse (New York), permettendogli in tal modo di rifugiarsi in territorio canadese. |

(Raimondo Luraghi Storia della guerra civile americana BUR 1995, pp. 111-112)
| 1852 | - Nella sentenza "Lemmon contro New York" una Corte giudiziaria dello Stato libera 8 schiavi in transito dalla Virginia con il loro proprietario. - Subito dopo la sua prima pubblicazione in rivista La capanna dello zio Tom di Harriet Beecher Stowe viene fatto stampare sotto forma di libro. Il romanzo avrà un effetto travolgente; vi si raffigura il proprietario di schiavi "Simon Legree" come un essere profondamente malvagio e del tutto privo di una qualsiasi forma di umanità, mentre lo schiavo "Zio Tom" come un eroe paragonabile a Gesù Cristo. Il romanzo giunge vendere tra le 500.000 e 1 milione di copie in tutti gli Stati Uniti, ancor di più in Gran Bretagna; milioni di persone ne vedono l'adattamento teatrale. Entro giugno gli schiavisti meridionali si attivano per impedirne la pubblicazione nel Sud; l'azione di censura ottiene il successo sperato e contemporaneamente numerose "confutazioni" compaiono sulla stampa. - Il 30 aprile una "Convention" convocata dalla Camera dei rappresentanti della Carolina del Sud adotta "un'ordinanza per dichiarare il diritto di questo Stato di separarsi dall'Unione federale". - Il Partito Whig e il suo candidato alla presidenza, il generale dell'United States Army Winfield Scott, vengono duramente sconfitti alle elezioni presidenziali del 1852; come diretta conseguenza la formazione politica si dissolve con estrema rapidità. L'esponente del Partito Democratico Franklin Pierce del New Hampshire viene eletto come rappresentante pro-Sudista ("doughface"). |
| 1853 | - I Democratici controllano i governi statali di tutti gli Stati che formeranno di lì a poco gli Stati Confederati d'America. - Gli Stati Uniti aggiungono una regione di 76–800 km² dell'odierna Arizona meridionale e del Nuovo Messico Sud-Occidentale al proprio territorio nazionale grazie all'Acquisto Gadsden, comprandola direttamente dal Messico. Gli scopi dichiarati sono l'avvio della costruzione della First Transcontinental Railroad lungo una rotta che attraversa interamente il profondo Sud e la riconciliazione sulle questioni di confine rimaste in sospeso tra i due paesi dopo il Trattato di Guadalupe Hidalgo, che pose fine alla guerra messico-statunitense. Molti tra i primi coloni della regione sono schiavisti. - Il mercenario William Walker con l'aiuto di poche decine di uomini riesce ad impadronirsi brevemente della Bassa California nel tentativo di espandere nell'estremo West il territorio controllato dal potere schiavista; instaura la Repubblica della Bassa California. Quando sono costretti a ritirarsi in California vengono processati per aver violato le leggi sulla neutralità internazionale, ma alla fine saranno assolti da un grand jury che deliberò in camera di consiglio per soli 8 minuti. |

(Raimondo Luraghi Storia della guerra civile americana BUR 1995, p. 116)
| 1854 | - Il senatore Democratico Stephen A. Douglas per l'Illinois propone la Kansas-Nebraska Act, una legge volta ad aprire i terreni agricoli migliori degli Stati Uniti d'America medio-occidentali alla colonizzazione dei pionieri oltre che per incoraggiare la costruzione della ferrovia transcontinentale con uno dei capolinea principali da porre a Chicago. Infine, se la schiavitù sarebbe stata consentita o meno in un territorio dell'Ovest avrebbe dovuto determinarlo il voto degli abitanti nel momento stesso in cui il suddetto territorio fosse stato organizzato. - Il Congresso approva in via definitiva la Kansas-Nebraska Act che prevede il principio di sovranità popolare tramite referendum quando un territorio venga organizzato; la popolazione deciderà quindi autonomamente su "tutte le questioni relative alla schiavitù" sia nel Territorio del Kansas che nel Territorio del Nebraska. Con questo Atto viene di fatto abrogato il divieto presente nel Compromesso del Missouri del 1820 d'importare lo schiavismo al di sopra della linea 36° 30' di latitudine Nord; facendo incrementare notevolmente le paure dei Nordisti nei confronti dell'invasione del potere schiavista in tutto il Settentrione. Folti gruppi di delle due parti in causa creano bande armate e cominciano a precipitarsi in entrambi i territori contesi per cercare di esprimere la propria opinione attraverso il voto ed influenzarne così in maniera determinante il risultato. Soprattutto nella regione del Kansas molti degli elettori risultano essere neo-residenti pro-schiavisti provenienti dal confinante Missouri che vi entrano semplicemente per votare. - In febbraio gli oppositori della schiavitù e della Kansas-Nebraska Act si riuniscono a Ripon nel Wisconsin e successivamente anche in altri Stati del Nord per formare il Partito Repubblicano.; la nuova formazione politica include molti ex membri del Partito Whig e del Free Soil Party, ma anche alcuni Democratici Nordisti. I Repubblicani conquistano la maggior parte dei seggi attribuiti agli Stati del Nord nella Camera dei Rappresentanti alle elezioni congressuali di metà mandato del 1854: ben 66 dei 91 Democratici che si presentano come candidati vengono sconfitti in tutto il settentrione. Abraham Lincoln inizia ad emergere come uno dei primi maggiori leader del Partito nel West (l'odierno Illinois). - Il deputato Repubblicano Eli Thayer costituisce la New England Emigrant Aid Society per incoraggiare gli insediamenti nel Kansas da parte di persone contrarie alla schiavitù. - Scoppiano i primi combattimenti armati in tutto il "Territorio del Kansas", mentre gli uomini pro-schiavisti - grazie all'apporto decisivo dato loro dai "ruffiani di confine" - conquistano la maggioranza dei seggi all'Assemblea legislativa statale; vengono cacciati i deputati a loro avversi e adottata Costituzione di Lecompton che propone l'istituto schiavista per il nuovo Stato. - Il "Manifesto di Ostenda", un dispaccio inviato agli ambasciatori nel Regno Unito di Gran Bretagna e Irlanda, nel Secondo Impero francese e nell'impero spagnolo dopo un meeting svoltosi ad Ostenda, descrive chiaramente la logica adottata dalla presidenza di Franklin Pierce nel voler acquistare la Capitaneria generale di Cuba (un territorio in cui ancora si pratica la schiavitù), implicando l'ipotesi che gli Stati Uniti avrebbero dovuto dichiarare lo stato di guerra se gli spagnoli si fossero rifiutati di vendere l'isola. Quattro mesi dopo la sua stesura il Manifesto viene fatto pubblicare per intero si esplicita richiesta della Camera dei Rappresentanti. Gli Stati del Nord considerano il documento come un tentativo meridionale di estendere la schiavitù; mentre le maggiori nazioni europee lo considerano una minaccia per il potere imperiale spagnolo. Il governo statunitense nei fatti non può più agire in alcuna maniera in base alle raccomandazioni del Manifesto oramai dato in pasto all'opinione pubblica. - Anthony Burns, un giovane schiavo fuggiasco proveniente dalla Virginia, viene arrestato e messo sotto stretta sorveglianza dagli agenti federali a Boston; gli abolizionisti radicali prendono d'assalto il tribunale e uccidono un vice maresciallo nel tentativo infruttuoso di liberarlo. - Nel Wisconsin il giornalista abolizionista Sherman Miller Booth viene messo agli arresti per violazione della Fugitive Slave Law dopo aver contribuito ad incitare una folla perché liberasse con la forza un schiavo fuggito, Joshua Glover, dal controllo dell'United States Marshals Service nelle vesti di Stephen V. R. Ableman. |

(Raimondo Luraghi, Storia della guerra civile americana, BUR 1995, p. 124)
|  | - I "Cavalieri del cerchio dorato", una confraternita - presto divenuta società segreta - che vuole espandere la schiavitù in Messico, in tutta l'America centrale, nelle Isole dei Caraibi, tra cui Cuba e la regione più a settentrione dell'America meridionale, viene fondata a Louisville nel Kentucky. - L'ex Governatore del Mississippi John Anthony Quitman inizia a raccogliere denaro e mercenari tra i volontari Sudisti filo-schiavisti con l'intento d'invadere Cuba con le armi per toglierla agli spagnoli; ma è lento nell'agire ed annullerà il suo piano eversivo nella primavera del 1855, quando il presidente Pierce annuncia che applicherà rigorosamente le leggi internazionali sulla neutralità. - La formazione detta Know Nothing, comprendente anche molti ex esponenti Whig vicino all'ideologia del Nativismo, tendenzialmente xenofoba, che trascina con sé ampi strati sociali del paese e in alcuni Stati del Nord arriva a vincere le elezioni locali. Il nuovo partito politico reclama la "purificazione etnica" quale atto difensivo di preservazione della nazione di fronte all'invasione indiscriminata delle razze inferiori dell'Europa meridionale - italiani in testa, assimilati al ceppo "negroide" - tramite l'immigrazione incontrollata; 1. si oppone inoltre fortemente alla Chiesa cattolica negli Stati Uniti d'America a causa del potere che il Papa eserciterebbe su di essa influenzandone le scelte; 2. infine dichiara di voler contrastare la corruzione dilagante nell'ambito politico locale. Questi estremisti molto vicini al razzismo negli Stati Uniti d'America però scompariranno in breve tempo. - Viene fatto pubblicare dal teorico della cosiddetta "razza nordica" George Fitzhugh il testo intitolato Sociology for the South, un libro apertamente filo-schiavista. |

(Articolo del direttore sul giornale Plain Dealer  di Cleveland del 22 marzo 1859. Citato in Raimondo Luraghi, Storia della guerra civile americana, BUR 1995, p. 128)
| 1855 | - Violenze e saccheggi vengono commessi da associazioni organizzate di banditismo a partire dal Missouri - i cui componenti vengono conosciuti come i "Ruffiani di confine" - per appoggiare i coloni schiavisti del Kansas nella loro qualità di difensori del potere schiavista; questi "Bushwhackers" si scontrano con i Nordisti "Jayhawker". La scia di sangue che ne deriva prenderà il nome di "Bleeding Kansas". I sostenitori della schiavitù e quelli contrari ad essa, oramai in aperta contrapposizione armata tra loro, cercano di organizzare il territorio secondo i propri desideri; un gran numero di "Ruffiani Sudisti" riescono a votare illegalmente. Le stime dimostreranno che la violenza della guerriglia nel Kansas provocò la morte di almeno 200 persone e la distruzione di beni pari a due milioni di dollari tra il 1855 e il 1860. Più del 95% dei suffragi filo-schiavisti alle elezioni legislative territoriali verranno in seguito fatti annullare in quanto prodotti di una presenza diffusa di broglio elettorale. - I delegati anti-schiavisti del territorio stilano la prima bozza di una Carta costituzionale statale, la Costituzione di Topeka, ed eleggono una nuova Assemblea legislativa, che in realtà rappresenta la maggioranza degli elettori legali (ossia effettivamente residenti). Nel frattempo l'iniziale legislatura composta da deputati schiavisti, eletta fraudolentemente ma considerata legale dalla presidenza di Franklin Pierce, continua ad esistere e ad operare indisturbata. |

| 1856 | - 21 maggio: i "Ruffiani del Missouri", appoggiati dagli schiavisti locali, mettono a ferro e fuoco l'intera cittadina anti-schiavista di Lawrence, giungendo a distruggerla quasi completamente; è il "saccheggio di Lawrence". - John Brown, un abolizionista nato nel Connecticut, assieme ai suoi figli riesce a giustiziare 5 schiavisti a Pottawatomie Creek nella Contea di Franklin come atto di rappresaglia per l'attacco perpetrato contro Lawrence: è il "massacro del Pottawatomie". - 22 maggio: il membro del Congresso P. S. Brooks della Carolina del Sud aggredisce a colpi di bastone il collega abolizionista C. Sumner del Massachusetts nell'aula del Senato; è la bastonatura di Charles Sumner in cui il senatore rimane ferito gravemente. In un discorso pronunciato poco prima ed intitolato The Crime Against Kansas Sumner aveva ridicolizzato i proprietari di schiavi, in special modo il cugino di Brooks - il senatore Sudista Andrew Pickens Butler - dipingendolo come un innamorato della prostituzione (la schiavitù, assimilata qui a "Babilonia la Grande prostituta") e colpevole del delitto di violenza sessuale nei riguardi della "terra vergine del Kansas". Brooks diventa un eroe del Sud, Sumner un martire del Nord. - Alle Elezioni presidenziali del 1856 il Repubblicano John Charles Frémont fa partire una "crociata contro la schiavitù"; lo slogan della campagna elettorale è "Libertà di parola, libertà di stampa, terreno libero, uomini liberi, Frémont e vittoria!". I Democratici ribattono che l'eventuale vittoria di Frémont potrebbe condurre ad una guerra civile. Il candidato del Partito Democratico James Buchanan, che trascina verso di sé 5 degli Stati settentrionali e occidentali e tutto il Sud con l'eccezione del Maryland, conquista la maggioranza dei Grandi elettori del Collegio elettorale e diventa così il Presidente eletto. - Lo studioso di economia politica Thomas Prentice Kettell, un Democratico dello Stato di New York, scrive Southern Wealth and Northern Profits, un lungo pamphlet statistico sulle economie contrappose delle regioni settentrionali e meridionali del paese. L'opuscolo riceve ampi consensi tra i secessionisti del Sud e il suo autore viene acclamato; mentre dall'altro lato riesce ad ottenere solamente molta derisione da parte dei politici anti-schiavisti del Nord. Questo anche se alcuni storici ritengono che Kettell intendesse argomentare sul fatto che le due regioni fossero intrinsecamente dipendenti in materia finanziaria l'una dall'altra. - Il mercenario ed avventuriero William Walker, in alleanza con i ribelli locali, rovescia il governo del Nicaragua con un colpo di Stato e se ne proclama Presidente; il suo primo atto è l'emanazione di un decreto che reintroduce la schiavitù. Molti degli uomini di Walker soccombono al colera e lui stesso con i seguaci che ancora gli rimangono dovrà essere portato in salvo dall'United States Navy nel maggio del 1857. |

(Raimondo Luraghi, Storia della guerra civile americana BUR 1995, p. 123)
| 1857 | - L'esperto di sociologia George Fitzhugh fa pubblicare Cannibals All! Or Slaves Without Masters, che difende il bene mobile rappresentato dalla schiavitù e ridicolizza il lavoro libero in quanto "schiavitù del salario". - Le Convention delle maggiori associazioni commerciali Sudiste chiedono a gran voce la riapertura della Tratta atlantica degli schiavi africani, pensando che un più facile accesso agli schiavi ridurrebbe i costi e faciliterebbe la diffusione del potere schiavista nei territori del West. - L'abolizionista Hinton Rowan Helper della Carolina del Nord dà alle stampe il suo The Impending Crisis of the South; con tale testo egli sostiene che la pratica della schiavitù sia stata - e continua ancora ad essere - la causa principale della stagnazione economica degli Stati Uniti meridionali. Quest'accusa provoca lo sdegno e l'estrema irritazione dei grandi proprietari terrieri schiavisti del Sud. - La Corte Suprema raggiunge una decisione nel caso "Dred Scott contro Sandford", sentenza ottenuta con 7 voti favorevoli contro 2 e le cui disposizioni principali sono: 1. il Congresso non ha il potere di escludere la schiavitù dai territori dell'Ovest; 2. gli schiavi costituiscono una proprietà e pertanto non possiedono alcun diritto in qualità di cittadini; 3. gli schiavi non possono essere resi dei soggetti individuali liberi neppure vivendo in un territorio libero (Dred Scott e la sua intera famiglia erano stati acquistati per poi essere liberati da una cordata di abolizionisti); 4. Il Presidente della Corte Suprema Roger Brooke Taney conclude affermando che il Compromesso del Missouri del 1820 è in realtà incostituzionale; se pertanto una maggioranza giudiziaria lo concorda chiaramente può rifarsi a questa conclusione consentendo l'introduzione dello schiavismo in qualsiasi territorio. I Nordisti promettono di opporsi strenuamente alla sentenza in quanto essa viola quella "legge superiore derivante direttamente da Dio". - L'antagonismo tra le fazioni libere e schiaviste del paese aumenta fino a raggiungere un punto di non ritorno; l'iniziale sommossa nel Territorio del Kansas si trasforma in guerra civile: è il Bleeding Kansas (Kansas insanguinato) - I "sostenitori della libertà" in Kansas ignorano la tornata elettorale di giugno che avrebbe dovuto condurre ad una Convention costituzionale in quanto le contee filo-schiaviste meno popolose hanno "magicamente" ricevuto la maggioranza dei delegati. La Convention adotta la Costituzione di Lecompton pro-schiavista. Nel frattempo però i deputati abolizionisti giungono ad ottenere il controllo della maggioranza della Camera dei rappresentanti del Kansas. - Ad agosto una breve recessione economica, il "Panico del 1857", si manifesta principalmente nelle grandi città del Nord, a causa della speculazione e dei valori gonfiati delle riverse auree ferroviarie oltre che dei relativi immobili. I meridionali presentano quest'effetto come prova a supporto del loro sistema economico fondato sul lavoro schiavo. - La presidenza di James Buchanan appoggia la Costituzione di Lecompton e rompe tutti i rapporti col senatore Democratico del West Stephen A. Douglas, che a sua volta considera il documento niente più che una beffa del principio di sovranità popolare, poiché la disposizione condizionata sui referendum che esso contiene non offre una vera opzione di Stato libero. Ha inizio una dura faida politica all'interno del Partito; la forte opposizione di Douglas alla Costituzione di Lecompton comincia velocemente ad eroderne il sostegno da parte della fazioni più favorevoli alla schiavitù. - La legge sui dazi del 1857, creata in larga parte dal Sudista Robert Mercer Taliaferro Hunter della Virginia, utilizza la legge sui dazi Walker come base e riduce drasticamente le imposte daziarie. |

| 1858 | - Lo Stato libero del Minnesota viene ammesso nell'Unione. - A febbraio al Congresso si svolge una rissa tra una trentina di parlamentari divisi tra Nordisti e Sudisti durante un dibattito notturno sulla Costituzione di Lecompton. - Il 1º aprile la Camera respinge la Costituzione schiavista di Lecompton promossa per lo Stato del Kansas. - Il Congresso approva il disegno di legge denominato English Bill proposto dal deputato William Hayden English dell'Indiana; esso rimanda la Costituzione di Lecompton agli elettori del Kansas per una sua drastica revisione. - Il 19 maggio i filo-schiavisti del Missouri fanno prigionieri 11 "free-state men" in Kansas; il tentativo di esecuzione prenderà il nome di Massacro di Marais des Cygnes, con un risultato finale di 5 assassinati e 5 feriti gravi. - Il 2 agosto gli elettori del Kansas rigettano la proposta costituzionale pro-schiavista di Lecompton. - La "School Presbyterians" si divide, con i New Schoolers che sostengono la schiavitù e formano l"United Synod of the Presbyterian Church in the USA". Nel 1861 la Chiesa Presbiteriana era tagliata in due tronconi lungo la linea di separazione geografica Nord-Sud. - Il 16 giugno Lincoln pronuncia il suo "discorso della casa divisa". - I "Dibattiti Lincoln-Douglas" si focalizzano su questioni e argomenti che domineranno la campagna elettorale delle imminenti elezioni presidenziali del 1860. I candidati Pro-Douglas conquistano una maggioranza di stretta misura nella Camera dei rappresentanti dell'Illinois alle elezioni di medio termine, scegliendo Douglas in qualità di senatore per un altro mandato. Lincoln tuttavia emerge come uno dei portavoce moderati più noti a livello nazionale per i Repubblicani oltre che come oppositore "temperato" della schiavitù. - In uno degli ennesimi dibattiti con Lincoln svoltosi Freeport Douglas esprime un'opinione che diviene nota come "Dottrina Freeport". Lincoln si chiede se la popolazione di un territorio possa legittimamente escludere la schiavitù ancor prima che quello stesso territorio arrivi ad essere uno Stato; negli effetti una tale domanda richiede a Douglas di riconciliare il principio di sovranità popolare con la sentenza "Dred Scott contro Sandford". Douglas ribatte che potrebbero anche farlo rifiutandosi di approvare leggi che la regolino. Questa risposta gli alienò alcuni sostenitori della schiavitù. - "Cotton is King!" proclama il senatore James Henry Hammond della Carolina del Sud: "No, non ci si azzardi a fare la guerra contro il cotone, nessun potere sulla terra potrà mai osare farci la guerra. Cotton è il re, fin dal momento in cui la Banca d'Inghilterra non lo è più; ultimamente è stata completamente sconfitta ancora una volta, come al solito... e proprio sul raccolto del cotone". L'apologia ideologica chiarisce il significato sotteso che attribuisce anche al continente europeo la situazione di trovarsi dipendente dall'economia cotoniera degli Stati Uniti meridionali, con la conseguenza che avrebbe dovuto intervenire in un qualsiasi conflitto statunitense, anche fosse questo rappresentato da una minaccia interna, il tutto a protezione della propria fonte vitale di materia prima: "King Cotton". I Sudisti confidano in tal modo in un eventuale intervento europeo a proprio favore - Il giornalista e diplomatico William Lowndes Yancey e il piantatore schiavista Edmund Ruffin fondano la "League of United Southerners"; appoggiano la riapertura della Tratta atlantica degli schiavi africani e la formazione di una "Confederazione del Sud". - Il senatore William H. Seward dichiara che oramai è in atto un "insanabile conflitto" tra i paladini della libertà e i loro nemici schiavisti. - Anche se viene presentata una solida prova a carico riguardante la sua colpevolezza l'intero equipaggio della nave negriera illegale Wanderer viene assolto dall'accusa di commercio internazionale di schiavi africani da un grand jury di Savannah. Allo stesso identico modo una giuria di Charleston assolve l'intero equipaggio di The Echo, un'altra imbarcazione pirata negriera catturata con almeno 320 africani a bordo. |

| 1859 | - I Sudisto bloccano il tentativo di aumentare i bassi dazi previsti dalla legge del 1857. - A febbraio l'ex Governatore del Mississippi Albert Gallatin Brown afferma che se un territorio del West richiede uno dei "codici degli schiavi" in linea con la Dottrina Freeport di Douglas, il Governo federale ha il compito e il dovere di emanare un codice schiavista per proteggerne la pratica entro i suoi confini. In caso contrario Brown dichiara che esorterà il proprio Stato a separarsi dall'Unione. - L'Oregon viene ammesso in qualità di Stato libero; questi però proibisce la residenza di qualsiasi persona di origini africane - siano queste libere o schiave - entro i propri confini. - Nella sentenza "Ableman contro Booth" la Corte Suprema stabilisce che la disposizione Fugitive Slave Law del 1850 è costituzionale e che pertanto i singoli tribunali statali eventualmente dissenzienti non hanno il potere di annullare le decisioni assunte dalla Corte federale. - La presidenza di James Buchanan, assieme ai membri Sudisti del Congresso - incluso il senatore John Slidell della Louisiana - compiono un altro tentativo di acquistare la Capitaneria generale di Cuba dell'impero spagnolo. Douglas supporta la proposta di annessione cubana. I Repubblicani però ne bloccano i finanziamenti. - I senatori Sudisti bloccano una homestead act, che avrebbe permesso di consegnare ad ogni colono del West fino a 160 acri di terra libera. - La "Southern Commercial Convention" approva la riapertura del commercio internazionale degli schiavi africani con l'intento di ridurne il prezzo ed allargare il "potere schiavista"; molti dei suoi membri rimangono convinti del fatto che questo cambiamento ridurrebbe drasticamente i sentimenti che si riferiscono al commercio degli schiavi come intrinsecamente immorale ed avrebbe fornito un incentivo o comunque uno strumento propizio per propagare il nazionalismo meridionale. - Il 4 ottobre gli elettori del Territorio del Kansas adottano la Costituzione Wyandotte contraria allo schiavismo con un margine di 2 a 1. - Il 16 ottobre l'abolizionista John Brown tenta di innescare una ribellione di schiavi nella Virginia grazie al sequestro di una partita di armi conservate nell'armeria federale di Harpers Ferry Armory ad Harper's Ferry (nell'odierna Virginia Occidentale). Brown occupa e tiene in scacco l'arsenale per 36 ore: è il raid di John Brown contro Harpers Ferry. Nessuno schiavo lo raggiunge e nessuna rivolta ne consegue, mentre 17 persone - tra cui 10 uomini di Brown - rimangono uccise. Brown e coloro che sono sopravvissuti tra i suoi seguaci vengono catturati dai Marines guidati dal tenente colonnello dell'United States Army Robert Edward Lee.: processato in via direttissima per Alto tradimento nei confronti dello Stato della Virginia viene riconosciuto colpevole e viene impiccato il 2 dicembre a Charles Town. In questo modo Brown diventa immediatamente un vero e proprio martire del Nord, ma l'episodio allarma il Sud che lo inquadra come un inquietante esempio di fanatismo abolizionista "Yankee" che cercherebbe di dare il via ad una sanguinosa "guerra razziale". Il sentimento secessionista cresce proporzionalmente nel Sud in risposta alla simpatia che i Nordisti dimostrano nei riguardi di Brown e della sua azione. - Il territorio del Nuovo Messico adotta uno dei "codici degli schiavi"; ma nessuno schiavo si troverà entro i suoi confini secondo il Censimento del 1860. - I membri del Congresso che si riuniscono a dicembre si insultano, si accusano, si addebitano colpe reciprocamente, si minacciano e si denunciano a vicenda. I parlamentari partecipano alle sessioni armati. Alla Camera dei Rappresentanti sono necessarie otto settimane per eleggere un proprio Presidente, il repubblicano William Pennington. La situazione ritarda l'esame di questioni divenute sempre più cruciali. |

| 1860 | - La popolazione schiava raggiunge il numero di 3.954.174 esseri umani. - Il Censimento determina che la popolazione statunitense ammonta a 31.443.321 persone, con un incremento pari al 35,4% rispetto ai 23.191.875 residenti elencati solo un decennio prima. - Il Censimento mostra inoltre che il 26% di tutti gli abitanti del Nord vive in un centro urbano (cittadina o municipalità), contro appena il 10% di quelli del Sud; 80% della forza lavoro meridionale si basa prevalentemente sull'agricoltura, contro il 40% di quella settentrionale. - L'opposizione Sudista fa annullare le Pacific Railway Acts. Il presidente James Buchanan pone il veto a una homestead act. - Il 27 febbraio Lincoln pronuncia il proprio discorso alla Cooper Union schierandosi contro la diffusione indiscriminata della schiavitù. - Sempre a febbraio il senatore Jefferson Davis del Mississippi presenta una risoluzione che afferma la posizione Sudista nei confronti della schiavitù, inclusa l'adozione di un codice federale degli schiavi per tutti i territori dell'Ovest. - I "Cavalieri del cerchio dorato" toccano il loro livello di massima popolarità e progettano un piano di invasione del Messico per espandere il territorio schiavista. - Dal 23 aprile al 3 maggio si tiene la Convention nazionale del Partito Democratico a Charleston; i meridionali più radicali, detti "Fire eating" (mangiatori di fuoco), si oppongono alla candidatura del 1º classificato Stephen A. Douglas per la Nomination presidenziale. I delegati Democratici cominciano a fratturarsi geograficamente tra Nordisti e Sudisti quando questi ultimi fuoriescono dalla Convention abbandonandola definitivamente. Douglas non può più garantirsi i due terzi dei suffragi necessari per poter ottenere la nomina; dopo ben 57 ballottaggi andati a vuoto la riunione si aggiorna per incontrarsi a Baltimora 6 settimane dopo. - Il 9 maggio gli ex membri del Partito Whig dei prossimi Stati cuscinetto nella guerra di secessione formano il "Constitutional Union Party" e scelgono l'ex senatore John Bell del Tennessee come candidato alla presidenza, affiancandogli Edward Everett del Massachusetts su una piattaforma politica di unità nazionale. - William H. Seward dello Stato di New York, Salmon Portland Chase dell'Ohio e Simon Cameron della Pennsylvania sembrano essere inizialmente i 3 principali contendenti per la Nomination presidenziale del Partito Repubblicano, assieme al più moderato Abraham Lincoln dell'Illinois. Quando la Convention si riunisce a Chicago il 16 maggio i sostenitori di quest'ultimo riescono ad ottenere abilmente il supporto della maggioranza dei delegati presenti; il 18 maggio Lincoln conquista la nomina presidenziale Repubblicana. Il Partito adotta un programma concreto e formulato in direzione moderata, includendovi però anche la presa di posizione contro l'espansione della pratica schiavista nei territori del West, assieme all'affermazione dei "diritti degli Stati" di ordinare e controllare le proprie "istituzioni interne". - Il 18 giugno il gruppo più folto dei Democratici riunitisi a Baltimora, accresciuto da alcuni nuovi delegati degli Stati del Profondo Sud - introdotti per rimpiazzare quelli auto-esclusi dalla precedente sessione - scelgono Douglas come candidato alla presidenza. - Il 28 giugno i Democratici Sudisti nominano il vicepresidente in carica John C. Breckinridge del Kentucky come loro candidato; il programma adottato appoggia l'introduzione di un "codice nazionale degli schiavi". - Il 12 settembre la milizia dell'Honduras mette fine ad un altro tentativo di colpo di Stato perpetrato dal pirata mercenario e avventuriero schiavista William Walker; lo catturano e lo condannano alla pena di morte davanti al plotone d'esecuzione. |

## Dal 6 novembre 1860 al 14 aprile 1861

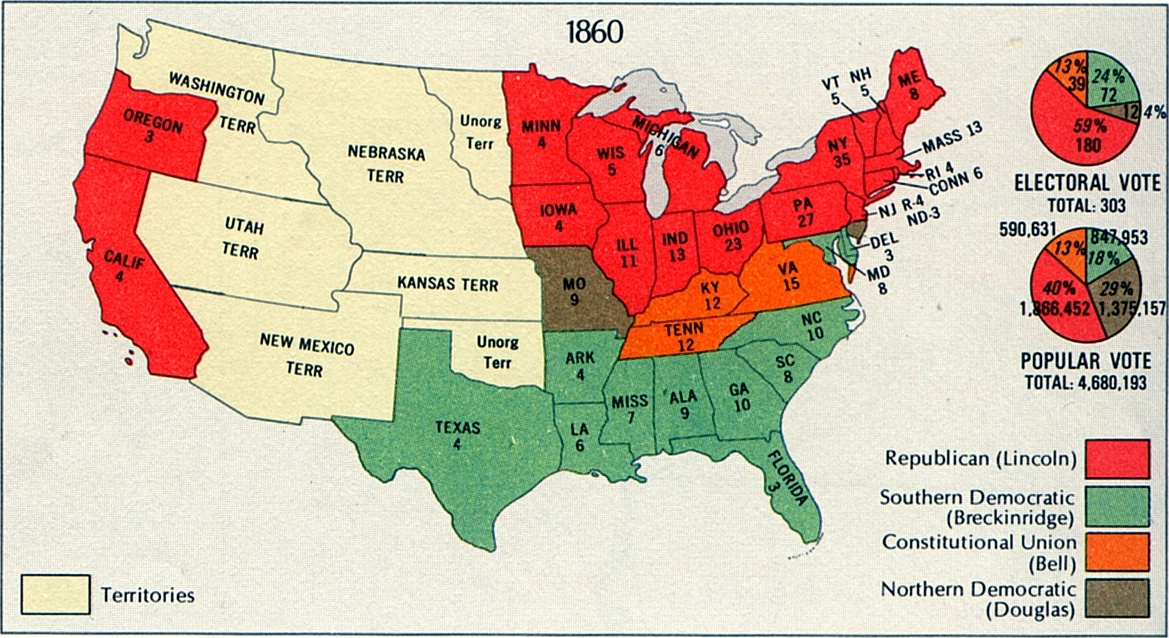
I risultati delle elezioni presidenziali negli Stati Uniti d'America del 1860: Abraham Lincoln conquista tutto il Nord e la West Coast. Gli Stati Uniti meridionali sono invece nelle mani di John C. Breckinridge.

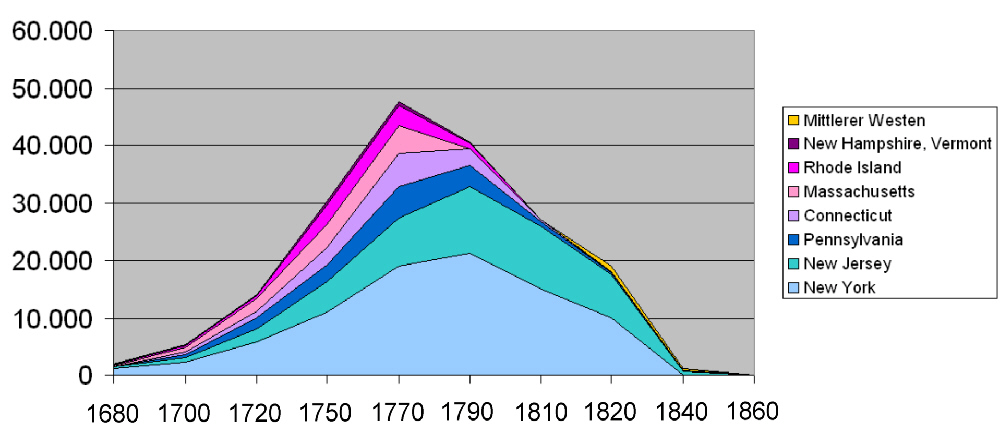
Statistica sul numero di schiavi presenti al Nord dal 1680 al 1860 in numeri assoluti; la vetta è raggiunta nel 1770 con 50.000.

Stati dell'Unione
     Territori dell'Unione
     Stati della Confederazione
     Territori della Confederazione

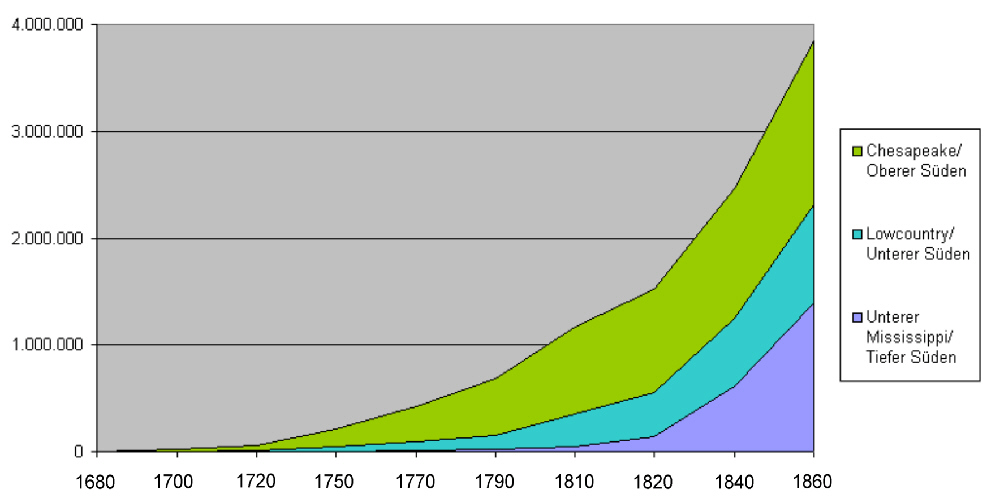
Statistica sul numero di schiavi presenti al Sud dal 1680 al 1860 in numeri assoluti; da 1 milione nel 1800 a quai 4 milioni nel 1860.

La percentuale di forza lavoro libera (in rosso) e schiava (in blu) dal 1800 al 1860 negli USA.

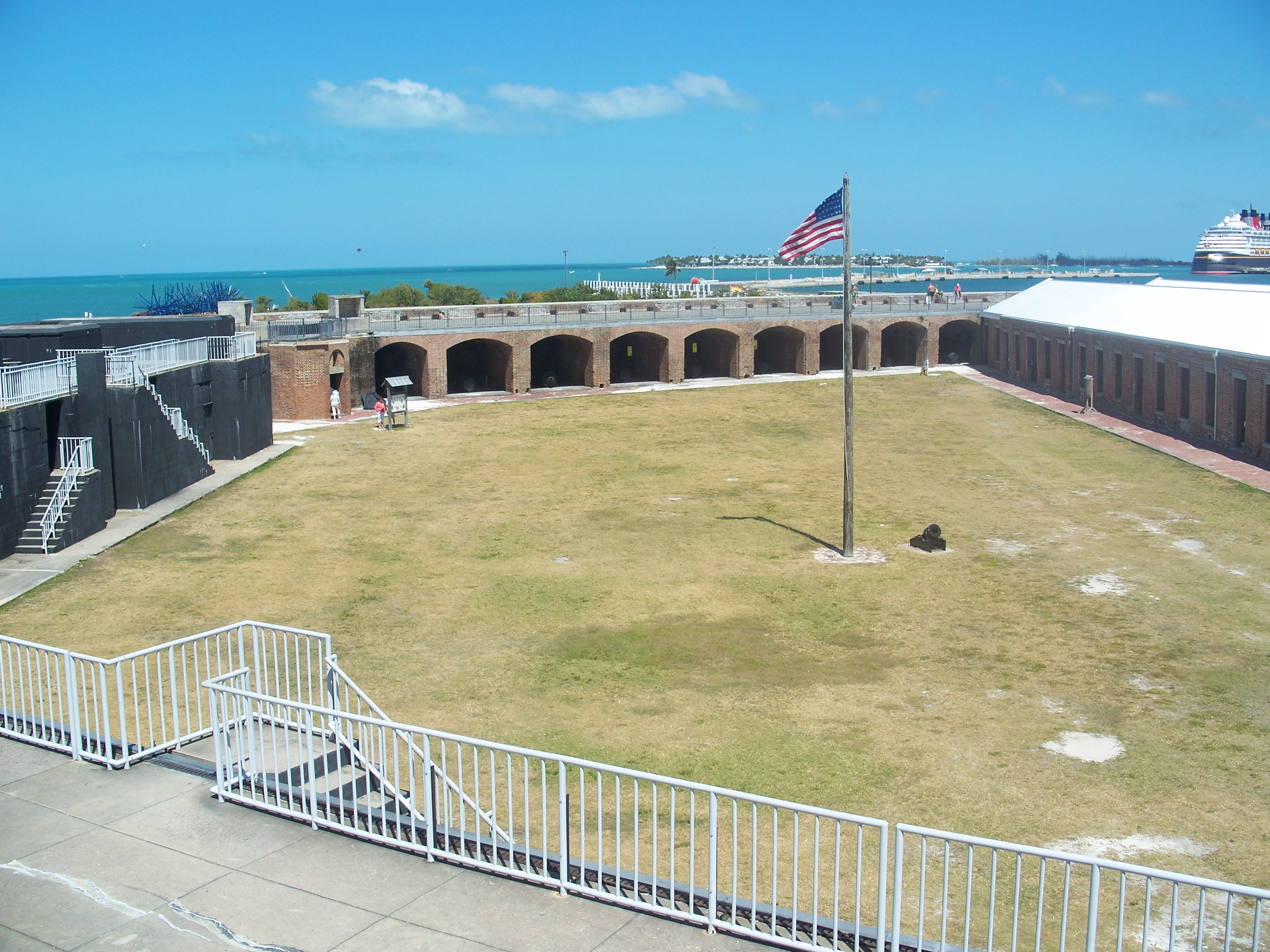
L'interno di Fort Zachary Taylor a Key West.

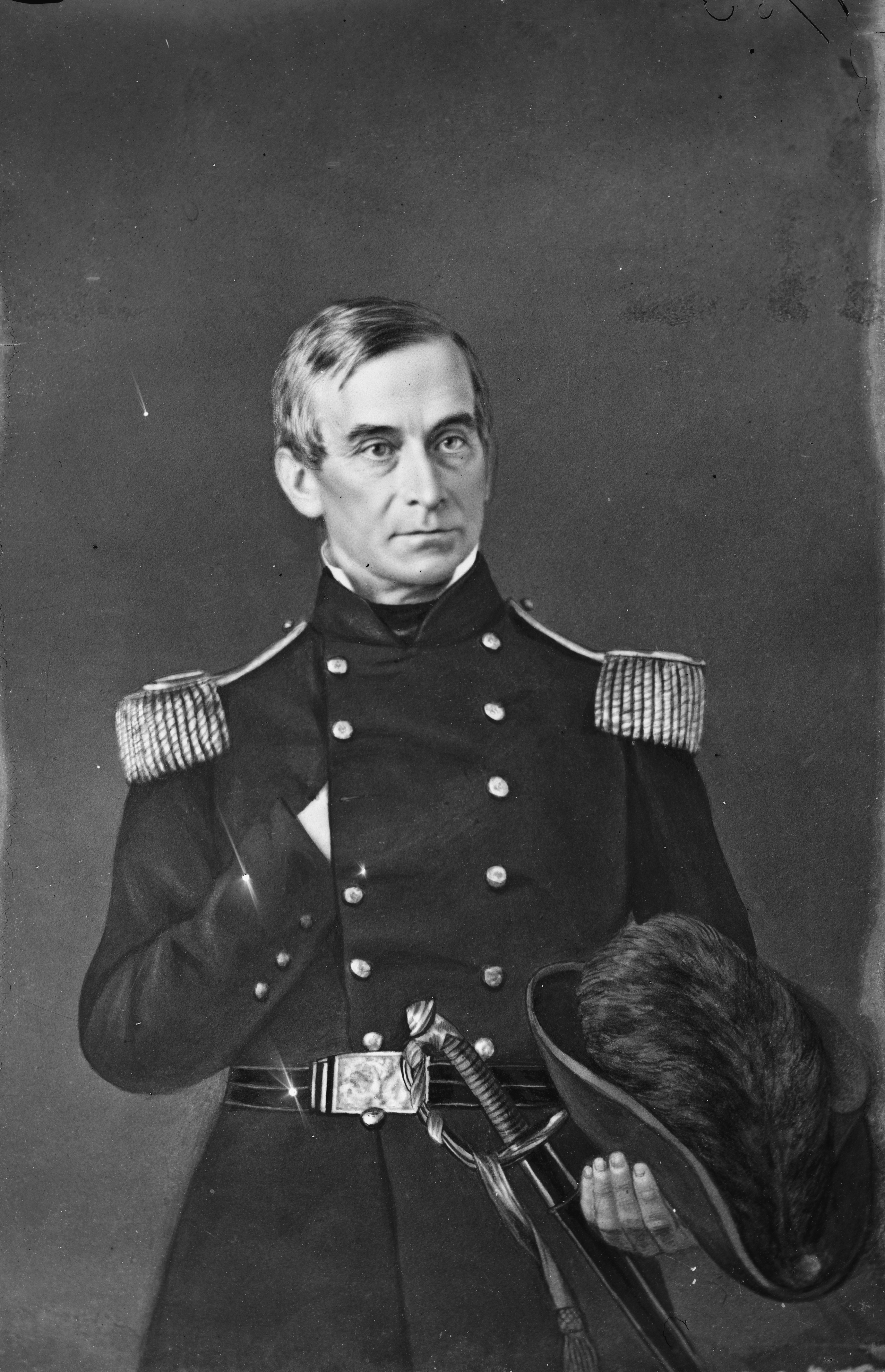
Robert Anderson, il comandante di Fort Sumter.

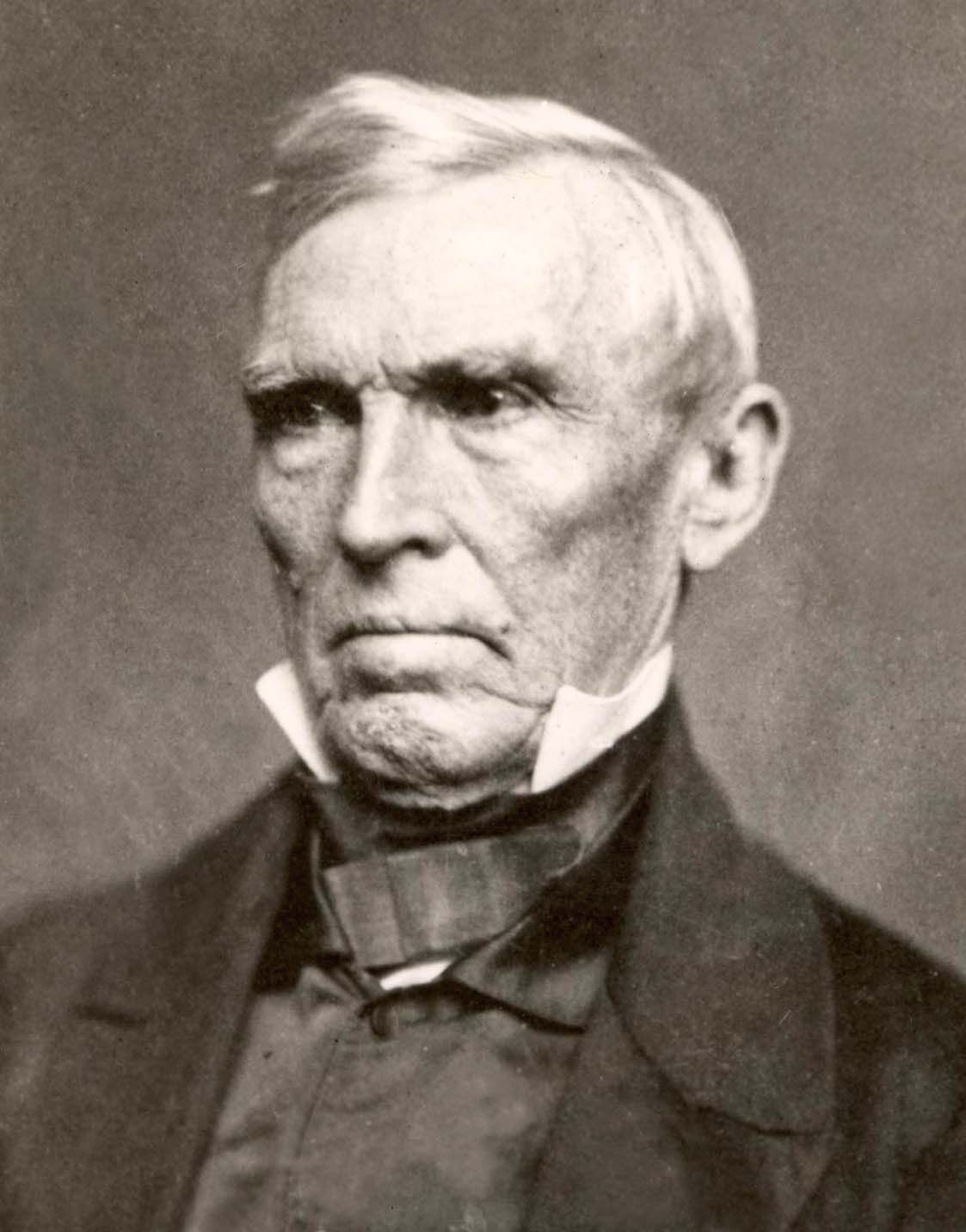
John Jordan Crittenden in una foto di Mathew B. Brady.

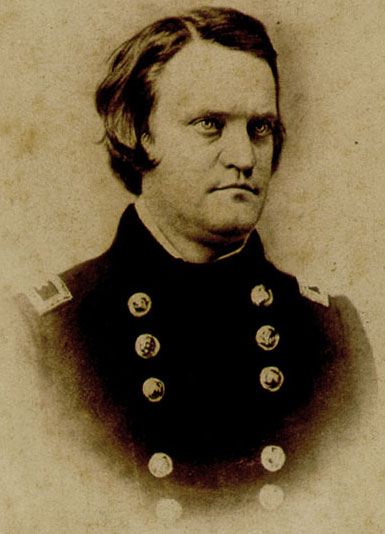
John C. Breckinridge in divisa militare.

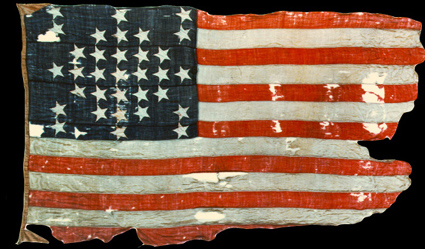
La Bandiera degli Stati Uniti d'America a Fort Sumter.

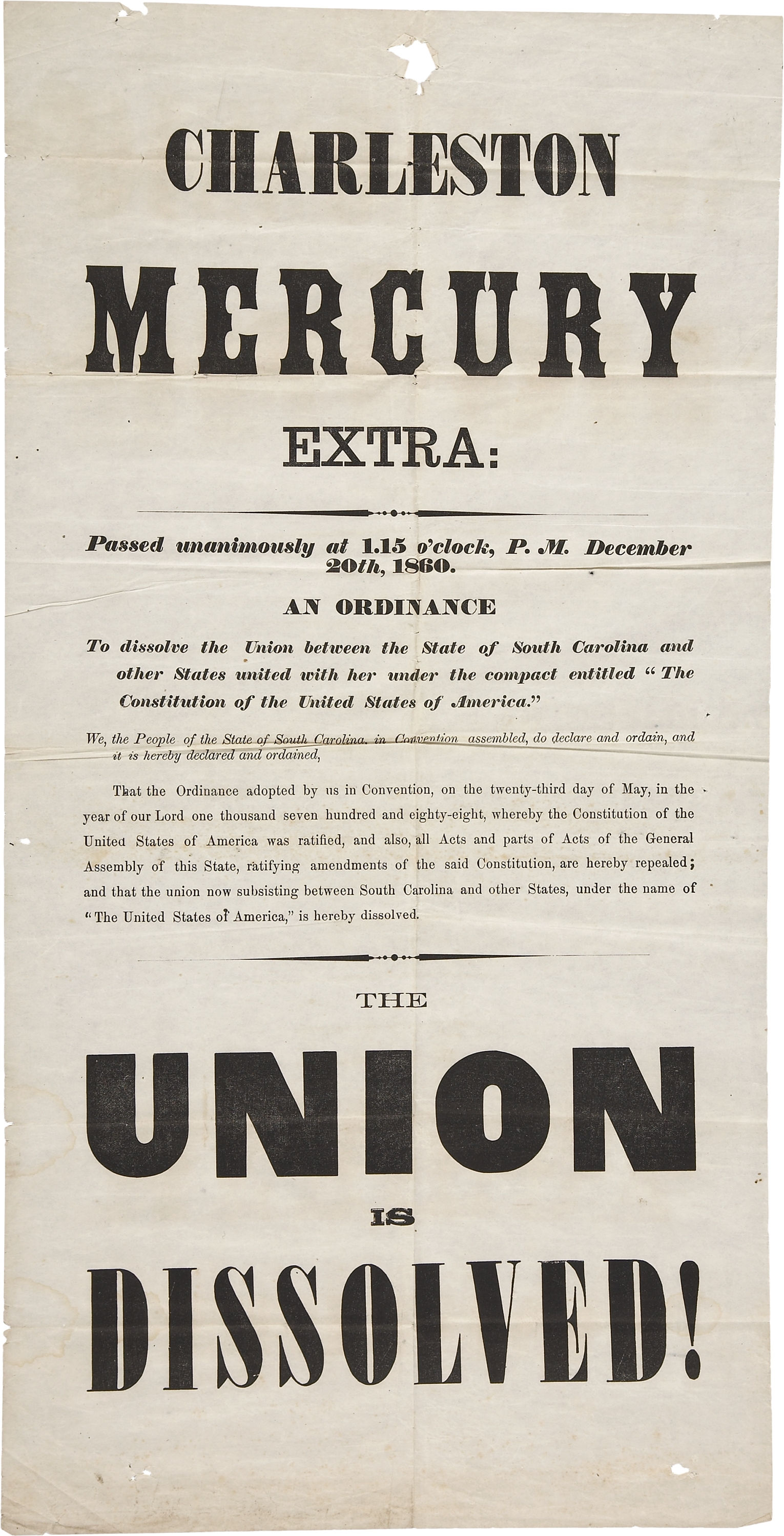
La prima dichiarazione pubblica della secessione il 20 dicembre.

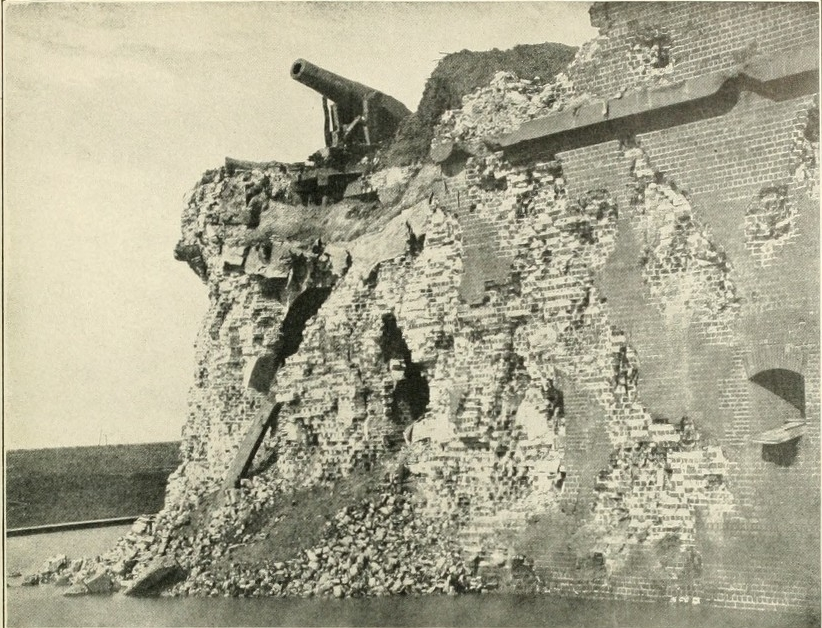
I danni inflitti dall'artiglieria unionista durante l'assedio di Fort Pulanski.

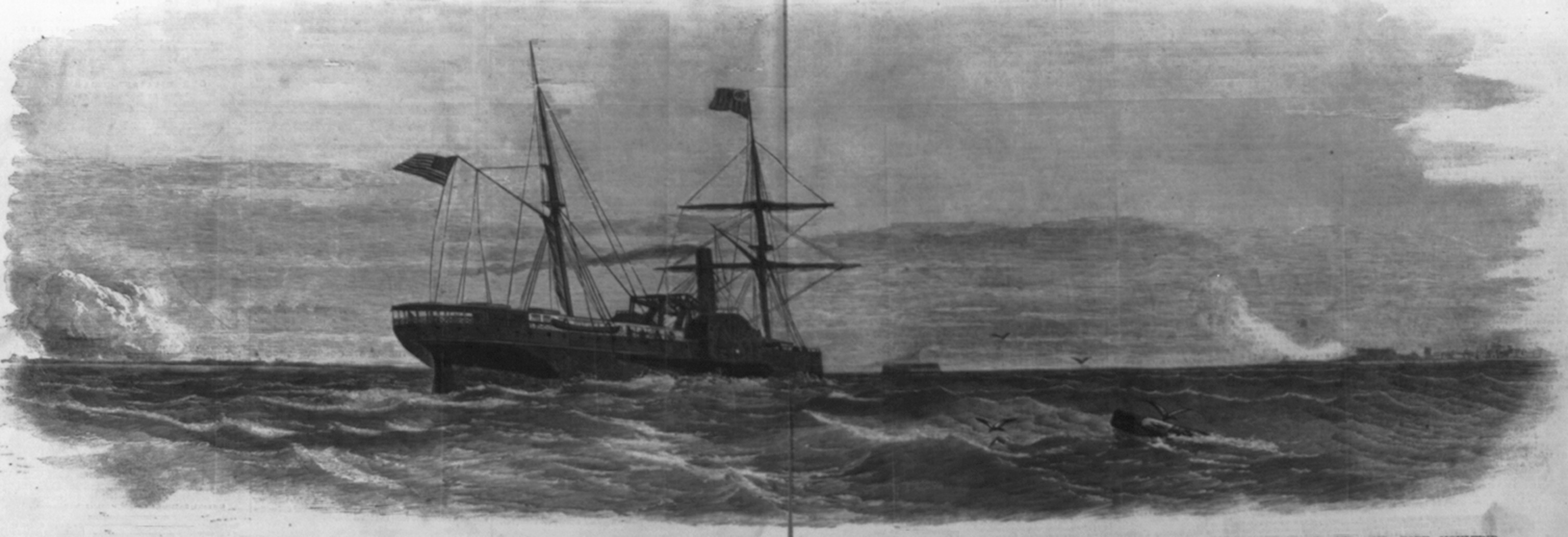
La Stella dell'Ovest in un'illustrazione del Frank Leslie's Illustrated Newspaper.

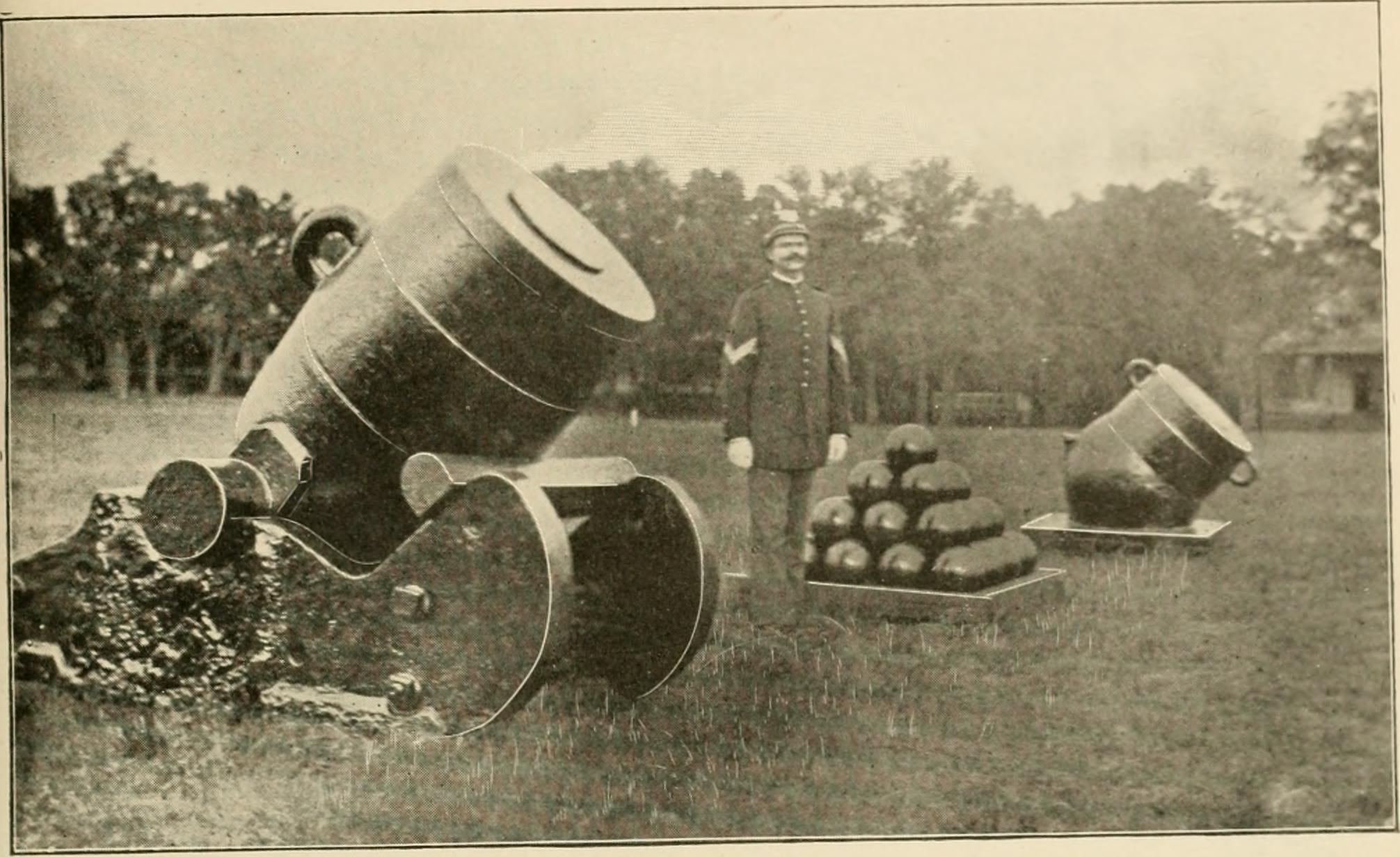
I mortai di Fort Barrancas.

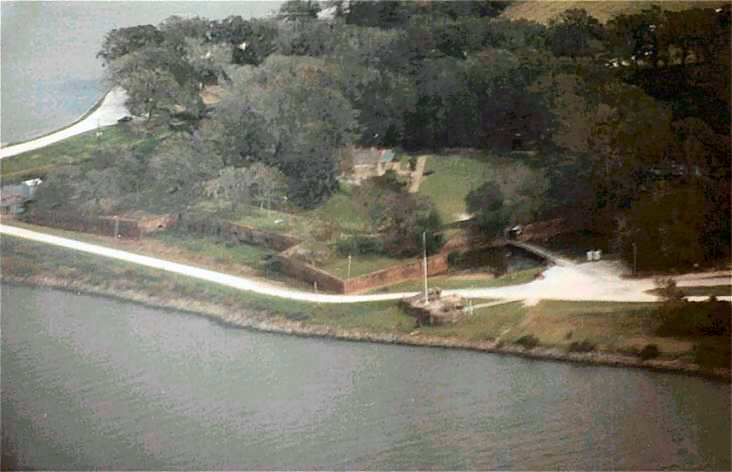
Veduta aerea di Fort Jackson, sulle sponde del fiume Mississippi.

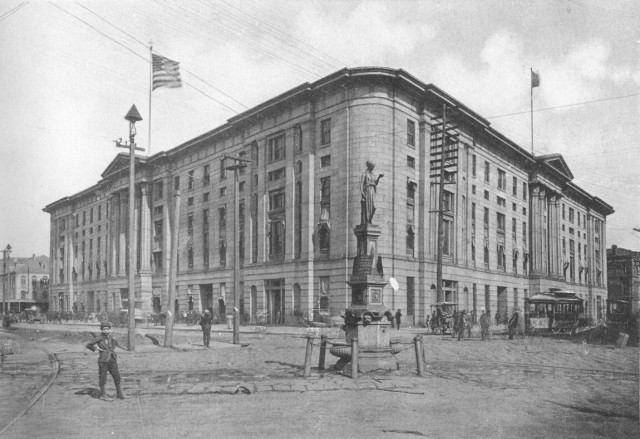
La United States Custom House di New Orleans.

Mappa animata che mostra e le fasi di sviluppo degli Stati Confederati d'America, della Guerra di secessione americana e gli Stati dell'Unione dal 1860 al 1870
Stati dell'Unione
Territori dell'Unione
Stati della Confederazione
Territori della Confederazione

Gli Stati Confederati d'America (in verde scuro) e gli Stati cuscinetto nella guerra di secessione americana e il Territorio Confederato dell'Arizona (in verde chiaro).

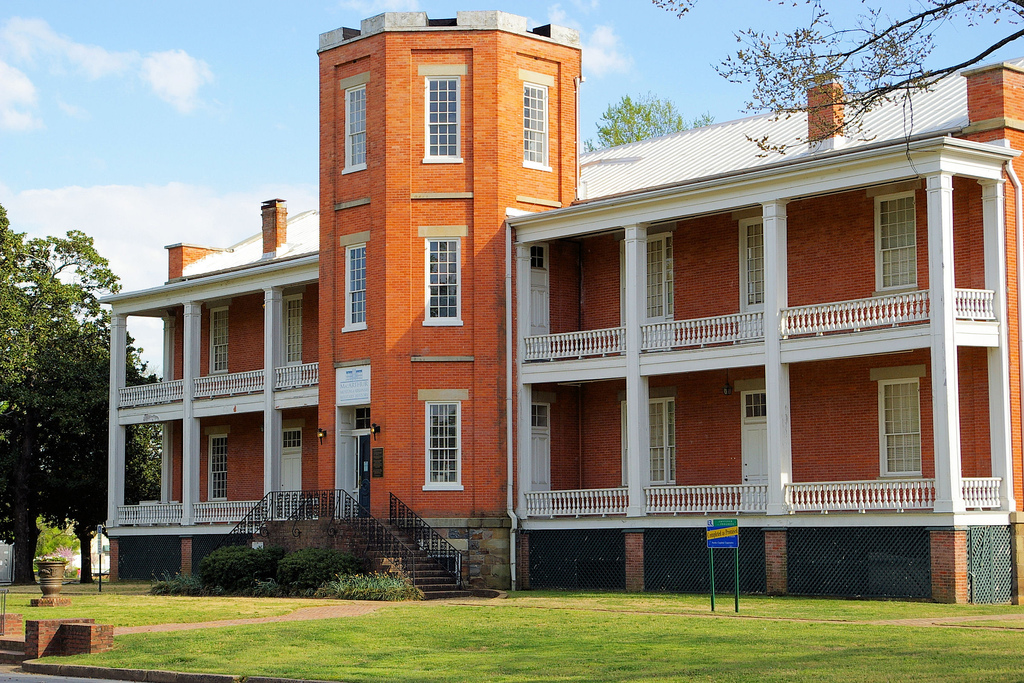
L'arsenale di Little Rock.

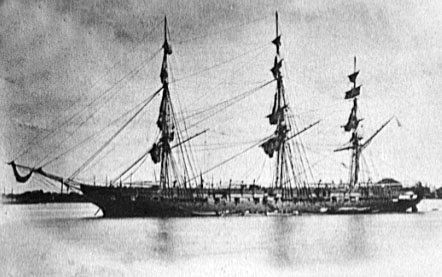
Foto della USS Brooklyn.

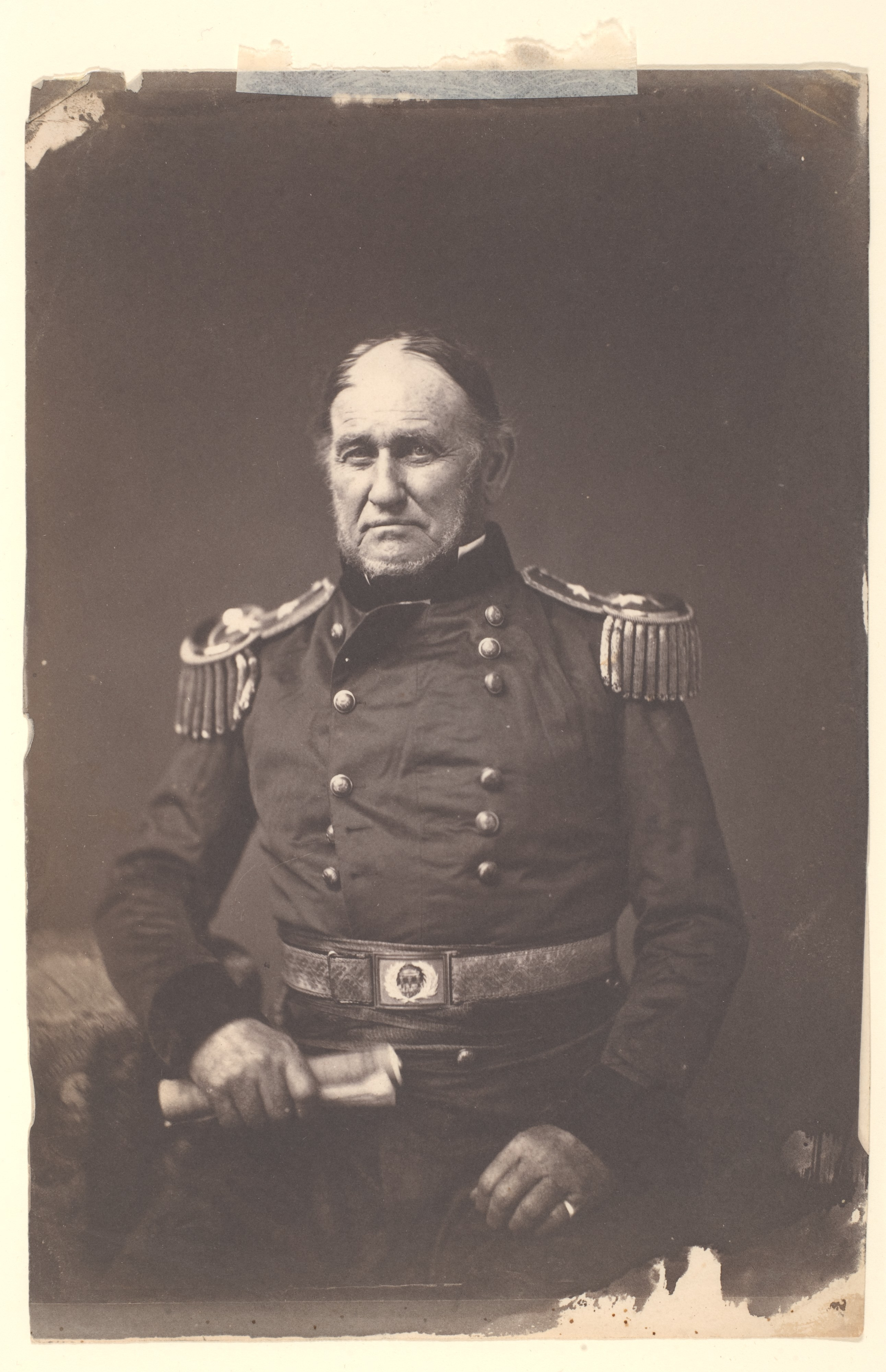
Il Maggior generale David E. Twiggs.

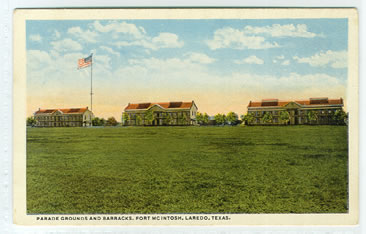
Veduta di Fort McIntosh.

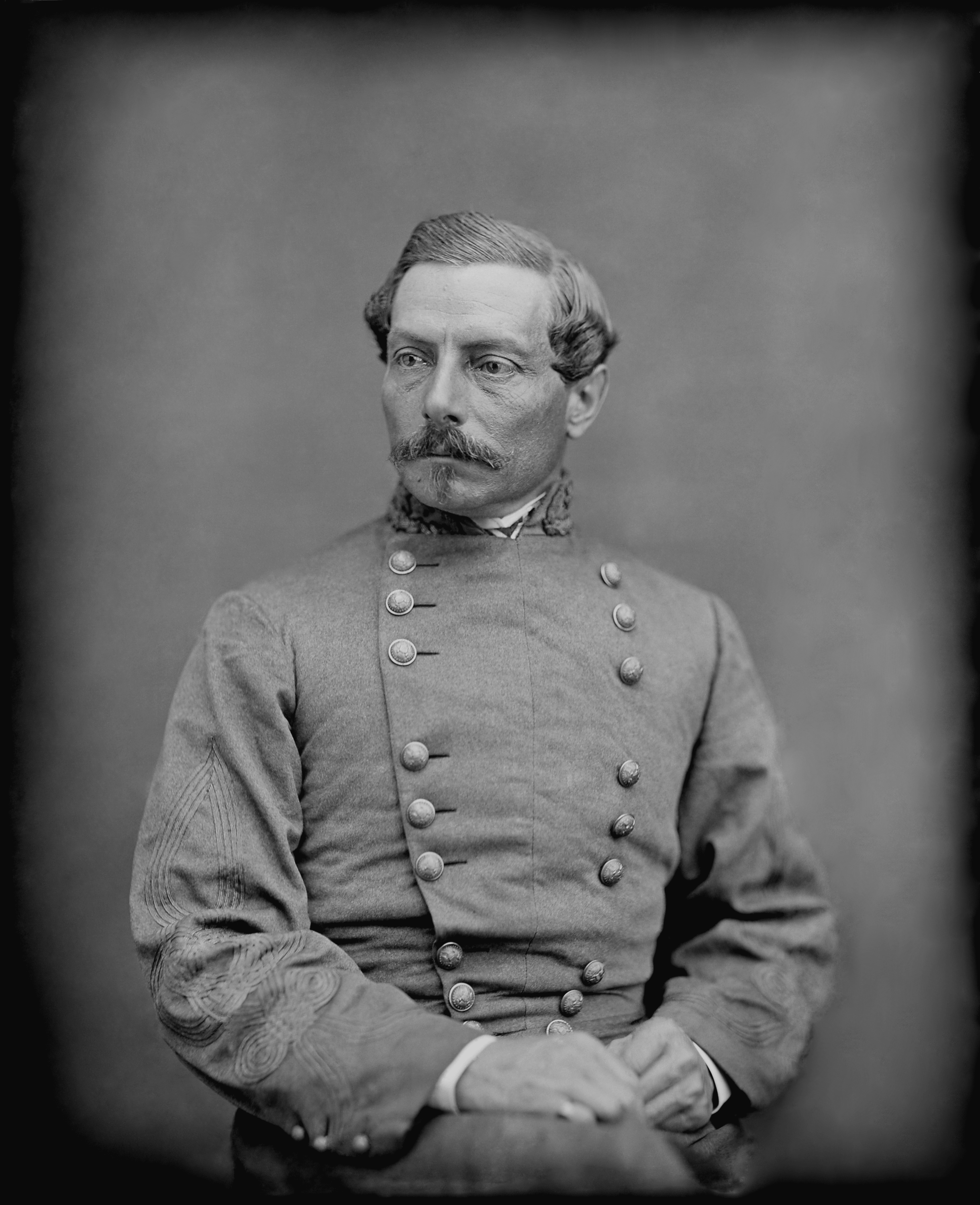
Pierre Gustave Toutant de Beauregard in una foto di Mathew B. Brady.

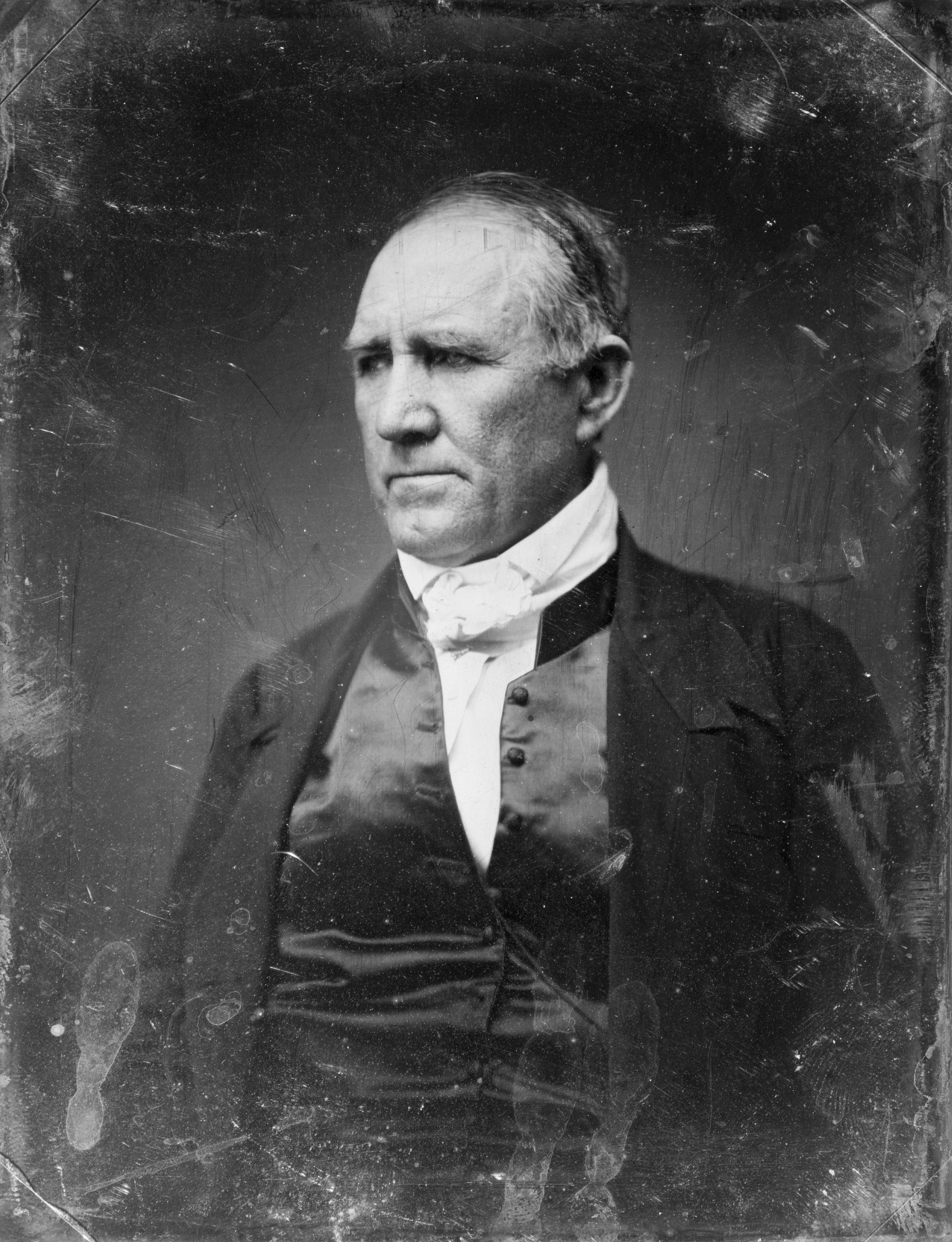
Il Governatore del Texas Sam Houston, avversario della secessione.

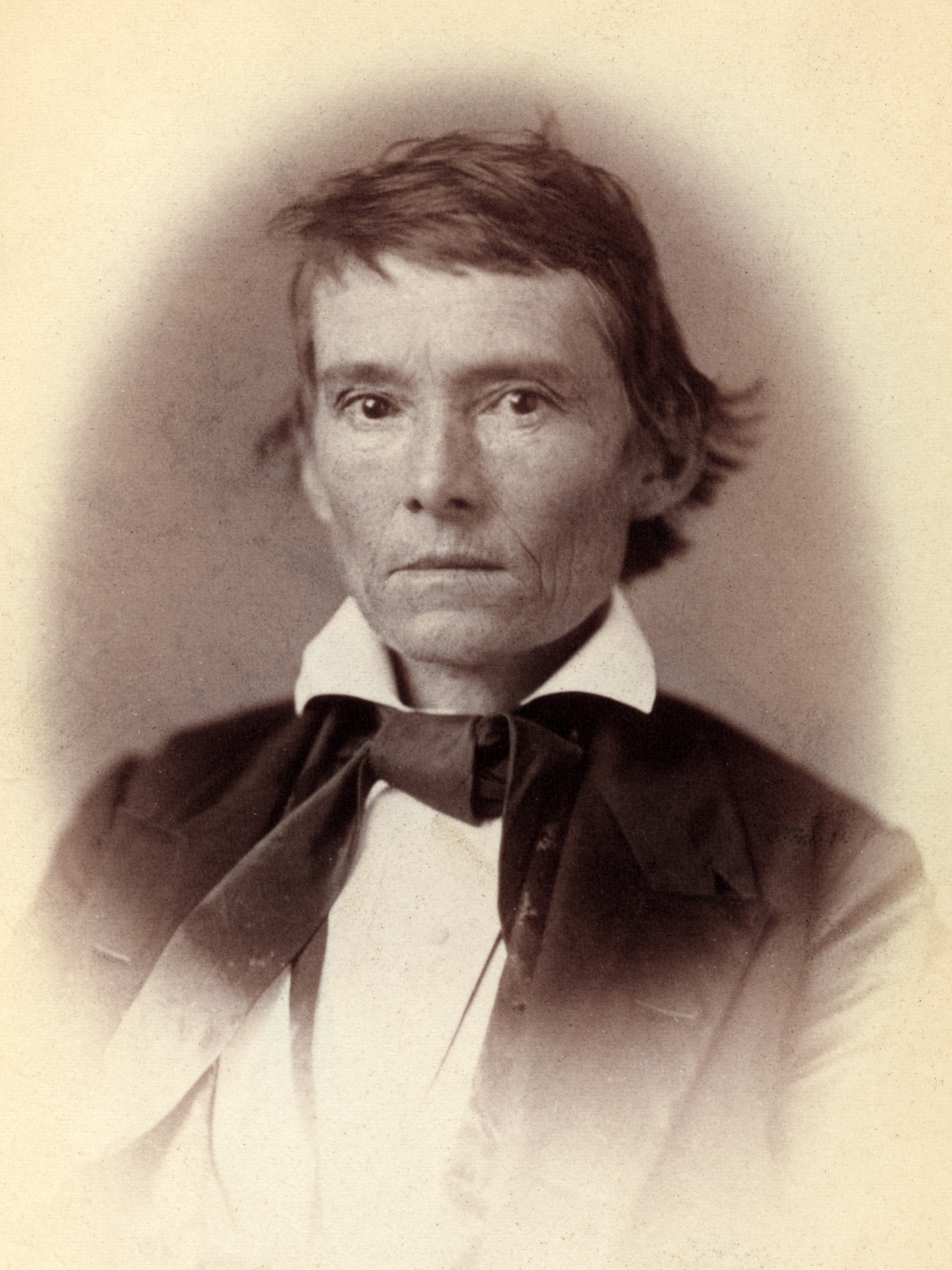
Foto di Alexander Hamilton Stephens, il vicepresidente secessionista autore del "Discorso della pietra angolare".

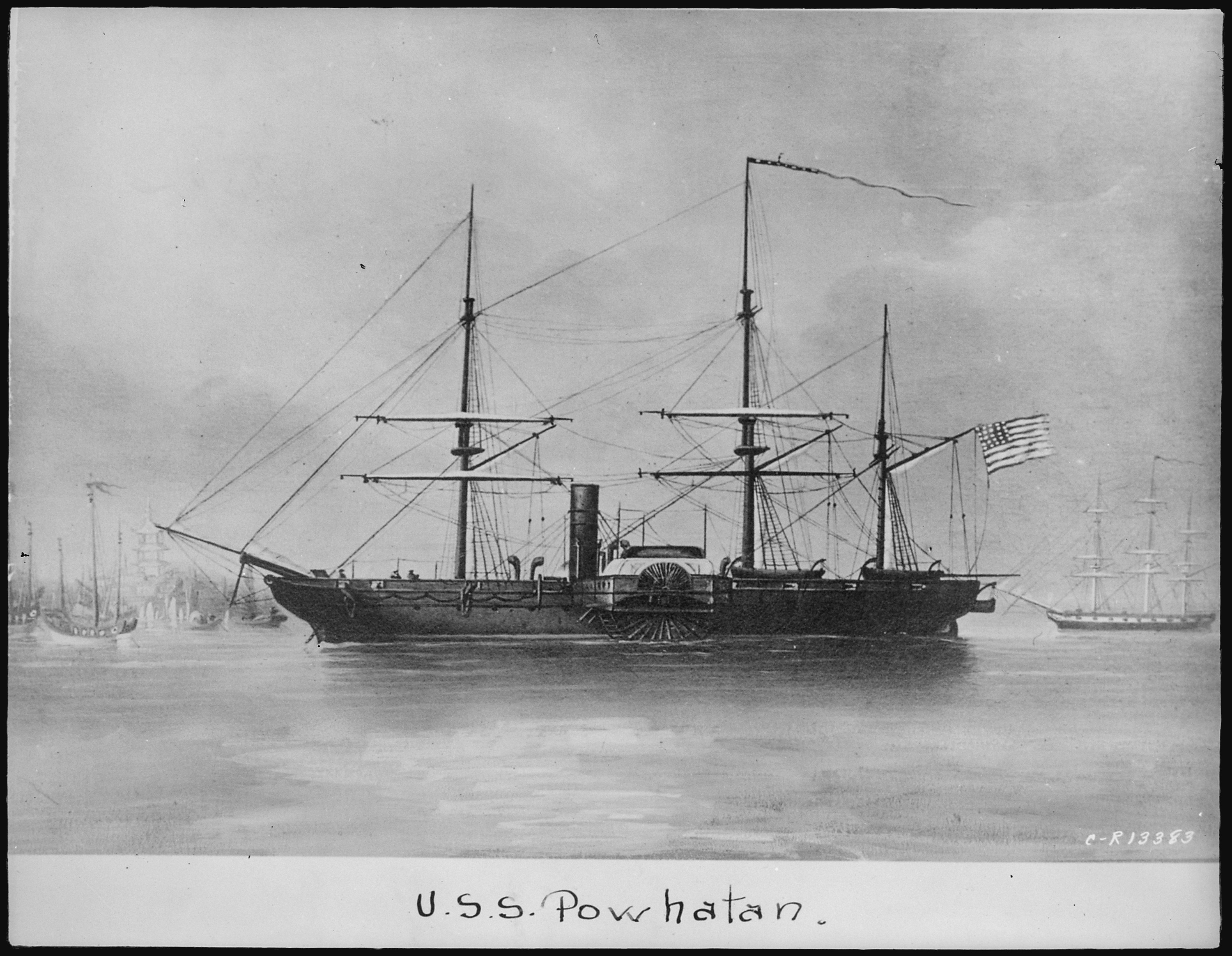
La USS Powhatan.

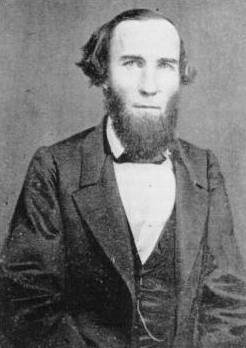
Il primo Segretario alla Guerra Sudista LeRoy Pope Walker.

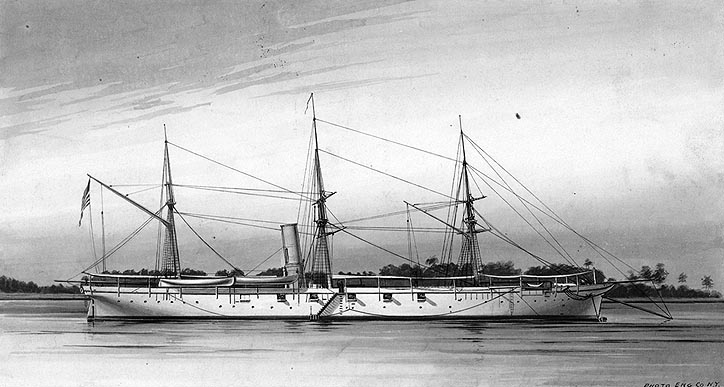
La USS Pawnee.

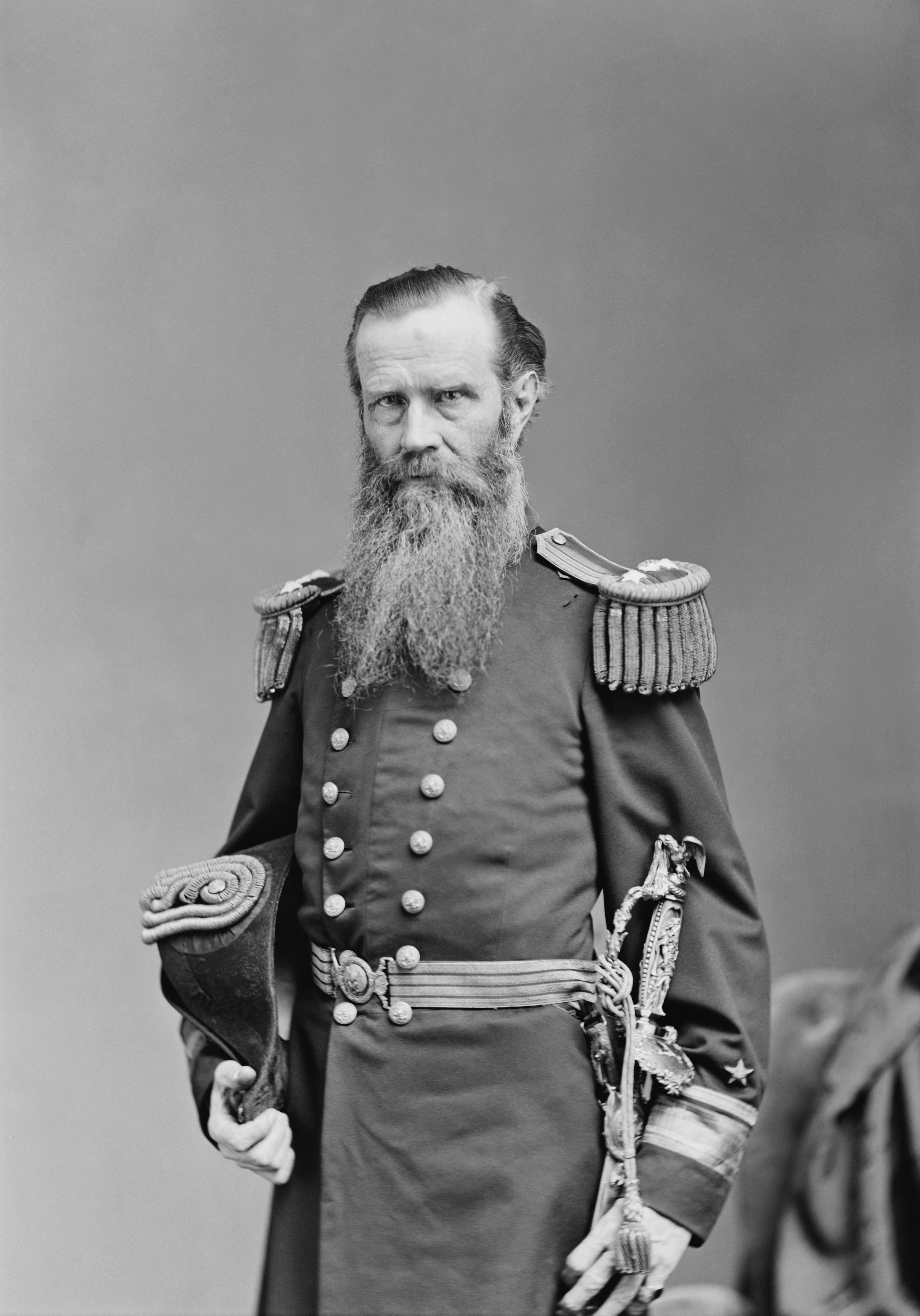
L'ufficiale dell'Union Navy John Lorimer Worden.

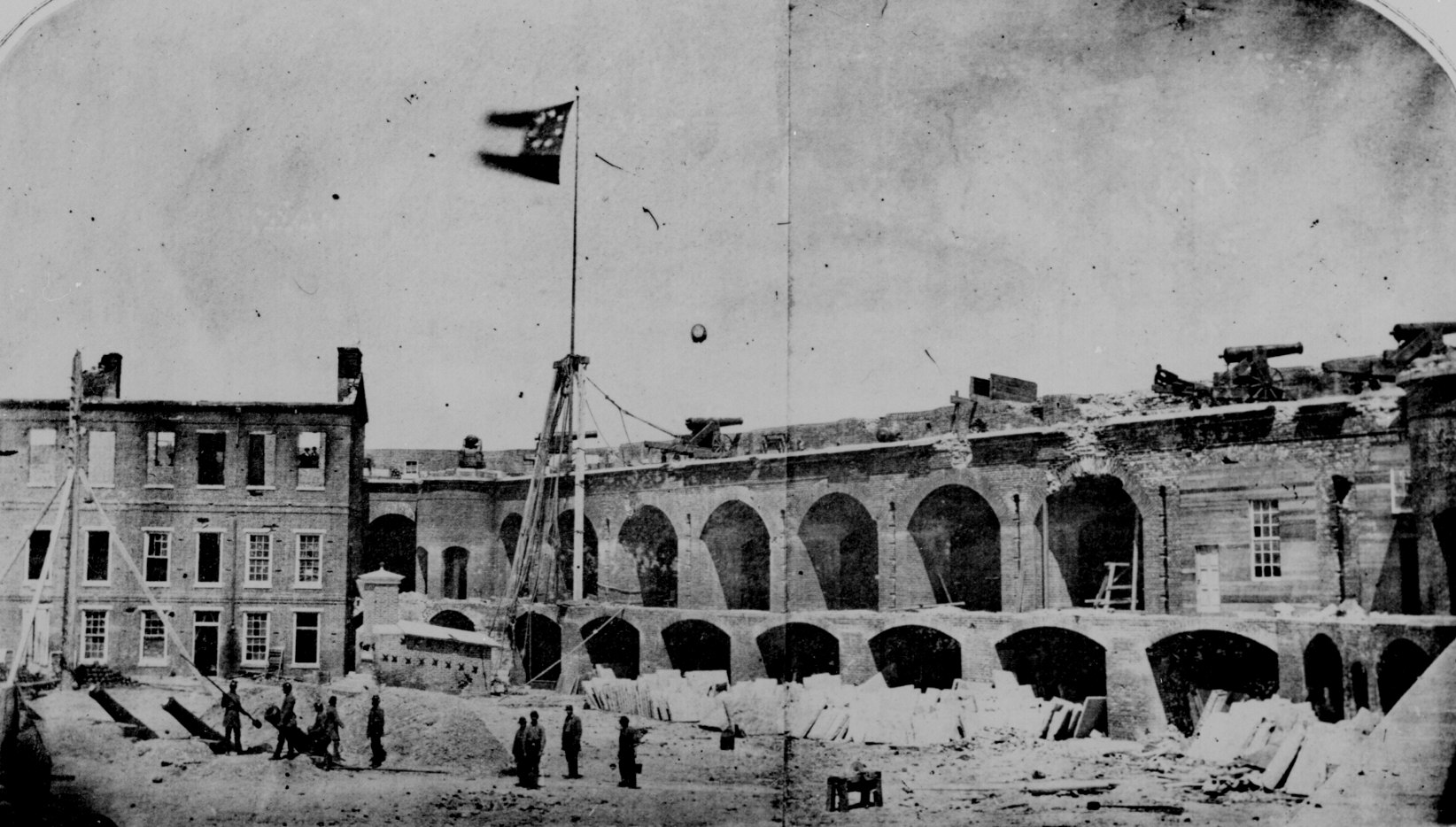
La bandiera degli Stati Confederati d'America sventola su Fort Sumter il 14 aprile: la battaglia di Fort Sumter è appena terminata e la guerra di secessione americana è cominciata.

Seguono gli eventi maggiormente rilevanti relativi al governo, alla secessione degli Stati, alle azioni compiute da individui chiave e all'inizio della guerra civile americana avvenuti tra il 6 novembre 1860 e il 15 aprile 1861.
| 1860 | - Il 6 novembre Abraham Lincoln vince le elezioni presidenziali del 1860 con un programma che include la proibizione dello schiavismo nei nuovi Stati federati e nei territori del West. Lincoln riesce a conquistare i grandi elettori del Collegio elettorale di tutti gli Stati liberi, ad eccezione del New Jersey ove ne conquista 4 e Stephen A. Douglas 3. Il conteggio ufficiale dei voti terminerà il 13 febbraio dell'anno seguente. - Il 7 novembre a Charleston le autorità locali fanno arrestare un ufficiale federale; questi ha tentato di spostare le forniture dell'United States Army a Fort Moultrie dall'arsenale di Charleston. Due giorni dopo la Bandiera della Carolina del Sud viene issata e fatta sventolare sopra le batterie d'artiglieria del porto cittadino. - Il 9 novembre un falso rapporto inerente al fatto che il senatore Robert Toombs della Georgia ha rassegnato le proprie dimissioni raggiunge Columbia. - Il 10 novembre la Camera dei rappresentanti della Carolina del Sud richiede che venga indetta un'elezione il 6 dicembre successivo per nominare i delegati ad una Convention che si dovrebbe tenere il 17 novembre per valutare l'ipotesi che lo Stato possa ritirarsi dall'Unione. I senatori James Chesnut e James Henry Hammond della Carolina del Sud si dimettono dal Senato. - Il 14 novembre: - il deputato georgiano Alexander Hamilton Stephens, in seguito Vicepresidente degli Stati Confederati d'America nella presidenza di Jefferson Davis, pronuncia un discorso alla Camera dei rappresentanti della Georgia esprimendo la sua opinione nettamente contraria all'eventualità di una secessione. - Il Governatore dell'Alabama Andrew B. Moore afferma che chiederà una consultazione tra il 6 e il 24 dicembre per eleggere i delegati ad una Convention che si dovrebbe riunire il 7 gennaio, con lo scopo di decidere se lo Stato debba o meno ritirarsi dall'Unione. - Il Governatore del Mississippi John J. Pettus richiede una sessione straordinaria della Camera dei rappresentanti del Mississippi da tenersi il 26 novembre. Tre giorni dopo l'Assemblea legislativa indice un'elezione, il 29 dicembre, dei delegati ad una Convention da tenersi il 7 gennaio col compito di decidere se lo Stato debba o meno ritirarsi dell'Unione. - Il 15 novembre: - Il Maggiore Robert Anderson della "First United States Artillery", un ufficiale di carriera di 55 anni del Kentucky, riceve l'ordine di assumere il comando di Fort Moultrie e delle difese di Charleston Harbor - l'insenatura del porto -, incluso Fort Sumter. - Il Tenente della United States Navy Tunis Craven informa le autorità a Washington che sta procedendo nel prendere provvedimenti a protezione di Fort Zachary Taylor a Key West - in Florida - e di Fort Jefferson nelle Dry Tortugas. Craven sospetta a ragione che gli Stati Sudisti proveranno a sequestrare le proprietà federali e le relative forniture militari. - Il 18 novembre: - il parlamento georgiano indice una consultazione elettorale da tenersi il 2 gennaio per esprimere i delegati ad una Convention da tenersi il 16 gennaio col compito di decidere se lo Stato debba ritirarsi dall'Unione. - la Camera dei rappresentanti della Florida vota per convocare una Convention. - Il 20 novembre Lincoln dichiara che la sua amministrazione permetterà ai singoli Stati di mantenere il pieno controllo sui propri affari interni. - Il 22 novembre il Governatore della Louisiana Thomas Moore Overton convoca una sessione speciale della Camera dei rappresentanti della Louisiana per il 10 dicembre. - Il 23 novembre Anderson fa richiesta per ottenere immediati rinforzi per la sua piccola guarnigione di Charleston. - Il 4 dicembre Il Presidente uscente James Buchanan condanna le indebite interferenze messe in atto dal Nord nei riguardi delle politiche schiaviste adottate dagli Stati Sudisti, ma afferma anche con chiarezza che i singoli Stati non posseggono il diritto di separarsi dall'Unione. La Camera dei Rappresentanti nomina un comitato composto da 33 membri per prendere in esame "la pericolosa condizione attuale in cui versa il paese". - Tra l'8 dicembre 1860 e l'8 gennaio 1861 i membri di Gabinetto Sudisti della presidenza di James Buchanan ancora in carica rassegnano le proprie dimissioni. Il Segretario al tesoro Howell Cobb della Georgia si dimette l'8 dicembre. Il 23 dicembre il Presidente Buchanan chiede formalmente le dimissioni del Segretario alla Guerra John Buchanan Floyd, ex Governatore della Virginia, le cui azioni paiono scopertamente favorire i secessionisti del Sud; egli aveva difatti organizzato il trasferimento di armi da Pittsburgh e da altre località per indirizzarle verso gli Stati Uniti meridionali. Floyd si dimette il 29 dicembre. Il Dipartimento della Guerra blocca il trasferimento di armi da Pittsburgh a partire dal 3 gennaio. Il Segretario degli Interni Jacob Thompson del Mississippi rassegna le proprie irrevocabili dimissioni il 8 gennaio. - Il 10 dicembre i delegati della Carolina del Sud s'incontrano con Buchanan e si convincono che il presidente sia d'accordo a non modificare sostanzialmente la situazione militare vigente a Charleston. - L'11 dicembre il maggiore Don Carlos Buell consegna un messaggio indirizzato ad Anderson da parte del Segretario alla Guerra Floyd; questi viene autorizzato a porre il proprio comando in uno dei fortini presenti a Charleston per opporre resistenza ad un loro eventuale assalto proveniente dall'esterno. Più avanti in quello stesso mese Floyd afferma che Anderson ha violato l'impegno preso dal Presidente di mantenere lo "status quo" in attesa di ulteriori prese di posizione e che la guarnigione dovrebbe di conseguenza essere immediatamente rimossa dalla città Sudista. Floyd si unirà presto ai ribelli secessionisti. - Il 12 dicembre il Segretario di Stato Lewis Cass del Michigan si dimette; egli ritiene che il Presidente Buchanan dovrebbe rafforzare le guarnigioni presenti nei fortini di Charleston ed è ampiamente scontento della completa mancanza di azioni intraprese da questi. - Il 17, 20 e 24 dicembre la Convention secessionista della Carolina del Sud apre i propri lavori. Il 20 prende il via la secessione quando la Convention dichiara "che l'Unione fino ad ora esistente tra la Carolina del Sud e gli altri Stati federati sotto la denominazione di Stati Uniti d'America viene qui sciolta". La Convention fa pubblicare una Declaration of the Immediate Causes Which Induce and Justify the Secession of South Carolina from the Federal Union ( Testo completo su Wikisource.) come spiegazione a supporto della posizione presa. Il documento cita tra le cause scatenanti gli "sconfinamenti sui diritti riservati degli Stati" e "una crescente ostilità degli Stati non schiavisti verso l'istituzione della schiavitù"; infine anche "l'elezione di un uomo all'alto ufficio del Presidente degli Stati Uniti, le cui opinioni e scopi sono dichiaratamente ostili alla schiavitù". Il 24 dicembre il Governatore della Carolina del Sud Francis Wilkinson Pickens dichiara entrato in vigore a tutti gli effetti l'"Atto di secessione". - Dal 18 dicembre 1860 al 15 gennaio 1861 il senatore John Jordan Crittenden del Kentucky propone il Compromesso Crittenden ( Testo completo su Wikisource.); le sue caratteristiche principali sono un emendamento costituzionale che ripristinerebbe la linea adottata nel Compromesso del Missouri del 1820 tra regione libera a Nord e schiavista a Sud, la conservazione della Fugitive Slave Law e la pratica dello schiavismo ove questa già esiste, mantenendola inoltre immutata nel Distretto di Washington. Il 16 gennaio il Compromesso Crittenden viene definitivamente bocciato dal Senato. - Il 20 dicembre il Vicepresidente uscente John C. Breckinridge del Kentucky, candidato sconfitto dei Democratici Sudisti e in seguito generale confederato e Segretario alla Guerra secessionista, nomina un comitato composto da 13 senatori con opinioni politiche differenti - tra cui Jefferson Davis, il succitato Robert Toombs, William H. Seward e finanche Stephen A. Douglas - per studiare la situazione in cui versa la nazione e proporre soluzioni soddisfacenti alla crisi oramai in pieno atto. Il 31 dicembre il rapporto stilato dal comitato riferisce però di non essere più in grado di concordare alcuna proposta di compromesso. - Dal 21 al 24 dicembre i quattro membri del Congresso della Carolina del Sud si ritirano dalla Camera dei Rappresentanti, ma il 24 l'Assemblea parlamentare ne rifiuta le dimissioni. - Tra il 26 e il 27 dicembre - sotto la copertura delle tenebre - Anderson fa muovere la guarnigione federale posizionata a Charleston partendo da Fort Moultrie, che risulta essere indifendibile dal lato di terra, fino a raggiungere l'ancora incompleto Fort Sumter, situato su un isolotto proprio di fronte allo scalo portuale cittadino. Poco dopo fa installare e puntare i cannoncini d'artiglieria trasportati direttamente da Fort Moultrie.; i secessionisti reagiscono con rabbia e si sentono traditi in quanto erano convinti che il presidente Buchanan avrebbe fatto di tutto per mantenere lo "status quo". Il giorno seguente le truppe della milizia Sud-carolina occupano indisturbate Fort Moultrie oramai abbandonato a se stesso assieme ad un'altra fortificazione militare federale, il Castle Pinckney, che era presidiato solamente da un sergente artigliere d'ordinanza. - Il 28 dicembre intanto Buchanan s'incontra con i commissari Sud-carolini trattandoli come "privati gentiluomini".; questi reclamano con forza l'immediata rimozione delle truppe federali ancora presenti a Charleston. Il presidente uscente dichiara di aver bisogno di più tempo per poter considerare al meglio la situazione venutasi a creare. - Il 30 dicembre i miliziani Sud-carolini conquistano senza colpo ferire l'arsenale di Charleston. - Il 31 dicembre Buchanan afferma che il Congresso deve definire le relazioni intercorrenti tra il Governo federale e quello statale della Carolina del Sud, dichiarando però che non farà ritirare le truppe schierate a Charleston. - Dal 30 dicembre 1860 al 28 marzo 1861 il - Brevetto - Tenente generale Winfield Scott, Comandante generale dell'esercito statunitense, chiede ripetutamente il permesso al presidente d'inviare il prima possibile rinforzi e rifornimenti a Fort Sumter, ma non riceve mai alcuna risposta. Il 3 marzo Scott dirà al Segretario di Stato designato William H. Seward che Fort Sumter non può più essere salvato. Due giorni dopo dirà inoltre al neo-presidente Lincoln che si trova perfettamente d'accordo con la valutazione espressa da Anderson sul fatto che la situazione a Charleston potrebbe essere riportata a favore dell'Unione solamente con l'invio di almeno altri 20.000 soldati di rinforzo. Il 6 marzo Scott fa notare che l'United States Army non può fare altro per supportare Fort Sumter e che solamente l'intervento da parte dell'United States Navy potrebbe a questo punto portare il proprio aiuto alla guarnigione schierata all'interno del fortino. L'11 marzo egli avvisa il presidente che occorrerebbero molti mesi prima che le forze armate possano riuscire a portare un soccorso soddisfacente al fortino. Il 28 marzo Scott raccomanda a Lincoln di far evacuare sia Fort Sumter che Fort Pickens a Pensacola. - Il 31 dicembre la Convention della Carolina del Sud vota per l'elezione di commissari da inviare negli altri Stati Uniti meridionali che hanno già convocato le loro Convention atte a determinare la formazione di un governo provvisorio. |
| 1861 | - Il 2 gennaio: - le truppe Sud -caroline assumono il controllo dell'inattivo Fort Jackson nella zona del porto di Charleston. - il Colonnello Charles Stone da inizio all'organizzazione della milizia nel Distretto di Washington. - Il 3 gennaio: - i commissari Sud-carolini propongono un incontro nel tentativo di formare un governo provvisorio secessionista, che si dovrebbe tenere il 4 febbraio a Montgomery. - la Camera dei rappresentanti del Delaware respinge qualsiasi proposta di secessione. - 3 - 26 gennaio: le truppe statali georgiane cominciano ad impiegare attivamente Fort Pulaski, posto alla foce del Savannah River il 3 gennaio, l'arsenale militare ad Augusta il 24 seguente ed infine "Oglethorpe Barracks" e Fort James Jackson a Savannah due giorni dopo. - Dal 4-5 al 30 gennaio i ribelli dell'Alabama assumono il controllo dell'arsenale federale di Mount Vernon il 4 gennaio, Fort Morgan e Fort Gaines all'entrata della baia di Mobile vengono occupati il 5 seguente, e la Lewis Cass dell'"United States Revenue Cutter Service" a Mobile è requisita il 30 gennaio. - Il 5 gennaio: - la nave mercantile disarmata Stella dell'Ovest, che si trova sotto contratto con il Dipartimento della Guerra, salpa da New York in direzione di Fort Sumter con a bordo 250 soldati di rinforzo e i necessari rifornimenti. - i senatori provenienti da 7 diversi Stati del Sud si incontrano e finiscono con il consigliare alle rispettive assemblee legislative di separarsi dall'Unione. - Dal 6 al 12 gennaio le truppe statali della Florida riescono a prendere possesso dell'arsenale federale di Apalachicola il 6 gennaio e di Castello di San Marco a Saint Augustine il 7 seguente. L'8 gennaio le truppe federali acquartierate a Fort Barrancas a Pensacola cominciano a sparare contro circa 20 uomini che si stavano avvicinando furtivamente al fortino di notte. Gli assalitori vengono messi in fuga. Dopo che le truppe federali si sono spostate da Fort Barrancas a Fort Pickens nella Santa Rosa Island a Pensacola Harbor il 10 gennaio, i miliziani ribelli catturano quindi Fort Barrancas, Fort McRee e la Naval Air Station Pensacola il 12 gennaio. - L'8 gennaio Iniziano delle votazioni irregolari per indire una Convention nel Texas subito dopo che il Governatore del Texas Sam Houston si è rifiutato di convocare una sessione speciale della Camera dei rappresentanti del Texas. - Il 9 gennaio: - il Mississippi si separa formalmente dall'Unione. - le milizie statali della Carolina del Sud aprono il fuoco a Charleston contro la nave mercantile Stella dell'Ovest, impedendole in tal modo di far sbarcare forze e rifornimenti di soccorso per Fort Sumter; dopo essere stata presa di mira e colpita per due volte l'imbarcazione vira e fa rotta nuovamente per New York. - Il 10 gennaio la Florida si separa formalmente dall'Unione. - Tra gennaio e febbraio le truppe ribelli della Louisiana sequestrano l'arsenale "Pentagon Barracks" e le caserme federali a Baton Rouge, a Fort Jackson e a Fort St. Philip nei pressi della foce del fiume Mississippi il 10 gennaio, l'United States Marine Hospital di Louisville a Sud di New Orleans l'11, Fort Pike nelle immediate vicinanze di New Orleans il 14, Fort Macomb il 28, la U. S. Revenue Cutter Robert McClelland a New Orleans il 29, la filiale della Zecca di New Orleans e la dogana dell'"United States Custom House", la Washington dell'U.S. Revenue Schooner il 31, ed infine anche l'"U.S. Paymaster's office" il 19 febbraio. - L'11 gennaio l'Alabama proclama la propria secessione. - Il 12 gennaio i rappresentanti del Mississippi ancora presenti al Congresso si dimettono. - 14 - 18 gennaio: le truppe federali occupano Fort Zachary Taylor a Key West il 14. Questa diventerà ben presto un'importante base di rifornimento, soprattutto per quanto concerne il carbone, per gli assedianti e le loro altre navi durante tutto il periodo che durò il blocco dell'Unione. Una forza federale presidia inoltre Fort Jefferson nelle Dry Tortugas con una guarnigione a partire dal 18 seguente. - Il 19 gennaio la Georgia proclama la propria secessione dall'Unione. - Il 20 gennaio le truppe ribelli del Mississippi prendono d'assalto e sequestrano Fort Massachusetts assieme ad altre installazioni poste su Ship Island nel Golfo del Messico. - Il 21 gennaio i senatori Clement Claiborne Clay e Benjamin Fitzpatrick dell'Alabama, David Levy Yulee e Stephen Russell Mallory della Florida ed infine Jefferson Davis del Mississippi si ritirano dal Senato. - Il 26 gennaio la Louisiana proclama la propria secessione. - Il 29 gennaio il Kansas viene ammesso nell'Unione in qualità di 34° Stato federato; è uno Stato libero secondo i termini della Costituzione Wyandotte adottati al termine del Bleeding Kansas vinto dai fautori dell'abolizionismo. - Il 1º febbraio la Convention del Texas approva la secessione, ma prevede una votazione popolare di conferma per il 23 seguente. L'11 febbraio la Convention texana approva la formazione di una "Confederazione del Sud"; vengono eletti 7 delegati per la riunione da tenersi a Montgomery. Il 23 febbraio i texani votano a favore della secessione con un margine di 3 a 1. - Il 4 febbraio: - i virginiani votano per eleggere i loro delegati alla Convention; di questi solamente 32 su 152 si esprimono a favore di una secessione immediata; gli elettori richiedono che qualsiasi azione assunta da parte della Convention venga preventivamente sottoposta al loro giudizio. - i senatori Judah Philip Benjamin e John Slidell della Louisiana abbandonano il Senato. - 4 - 10 febbraio: i secessionisti s'incontrano in assemblea a Montgomery a partire dal 4 febbraio per fornire un governo agli Stati ribelli; agiscono in qualità di "Congresso provvisorio degli Stati Confederati d'America. L'8 febbraio la Convention redige una Costituzione provvisoria della nuova entità statale. Gli Stati Confederati d'America (la "Confederazione") non vengono riconosciuti quale "unione separata" né dal Governo federale degli Stati Uniti d'America né da nessun'altra nazione estera. Gli Stati cuscinetto nella guerra di secessione americana inizialmente rifiutano di entrare a far parte della Confederazione. Il 9 febbraio la Convention sceglie Jefferson Davis in qualità di Presidente provvisorio e gli viene affiancato in qualità di Vice Alexander Hamilton Stephens. Il 10 febbraio Davis rimane sorpreso nell'apprendere della sua avvenuta elezione, ma accetta la posizione offertagli. - Dal 4 al 27 febbraio la "Conferenza di pace" indetta dalla Virginia si riunisce a Washington; nessuno degli Stati già separatisi viene rappresentato. Anche 5 Stati Nordisti non vi partecipano. Il 27 febbraio, dopo molti litigi e accese discussioni, la Convention invia le proprie raccomandazioni a favore della presa in esame e relativa promulgazione di 6 emendamenti costituzionali, seguendo le linee indicate dal Compromesso Crittenden e si aggiorna. Il Senato respingerà le proposte della "Conferenza di pace" il 2 marzo. - Il 5 febbraio il Presidente Buchanan informa i commissari della Carolina del Sud che Fort Sumter non si arrenderà mai ai ribelli senza prima combattere. - Il 7 febbraio la "Nazione Choctaw" presente nel Territorio indiano si allinea alle posizioni espresse dai Sudisti. - L'8 febbraio le truppe dell'Arkansas occupano l'arsenale nazionale di Little Rock, costringendo la guarnigione federale a ripiegare. Il 12 febbraio vengono conquistati i magazzini di ordigni militari statunitensi a Napoleon nella Contea di Desha. - Il 9 febbraio: - gli elettori del Tennessee votano compatti contro la convocazione di una Convention secessionista. - la USS Brooklyn giunge con i rinforzi per Fort Pickens, ma non riesce a sbarcare a causa di un accordo locale deciso da entrambe le parti per non alterare in maniera decisiva la situazione militare presente. - Il 12 febbraio il "Congresso provvisorio confederato" scelto dalla Convention di Montgomery approva l'istituzione di una "Commissione per la pace"; l'Assemblea assume l'autorità nei casi riguardanti i fortini sottoposti a disputa. - Il 13 febbraio una Convention virginiana s'incontra a Richmond per valutare la possibilità che lo Stato debba o meno approvare la secessione. - Il 16 febbraio le forze militari statali del Texas sequestrano l'arsenale e la relativa caserma statunitense a San Antonio. - Il 18 febbraio: - il Brigadier generale nonché secondo brevetto Maggior generale David E. Twiggs cede le postazioni militari situate nel "Dipartimento del Texas" allo Stato ribelle, arrendendosi di fatto assieme ad un quarto dell'intera United States Army stazionata nel territorio. Twiggs fa rapporto alle autorità legittime di Washington affermando che è stato costretto ad agire in tal modo sotto la pressante minaccia delle armi; la presidenza di James Buchanan considera però il fatto come un palese Alto tradimento. Il 1º marzo il Segretario alla Guerra uscente Joseph Holt ordina a Twiggs di dimettersi dall'esercito "per il tradimento compiuto nei confronti della bandiera del proprio paese", per aver consegnato nel territorio texano postazioni militari e proprietà federali significative alle autorità secessioniste. Twiggs si unirà presto al Confederate States Army. - gli elettori dell'Arkansas scelgono una maggioranza di unionisti alla loro Convention. - gli elettori del Missouri scelgono alla loro Convention tutti gli unionisti, sia radicali che moderati. - J Davis partecipa alla cerimonia d'inaugurazione e insediamento della Presidenza di Jefferson Davis. - Dal 19 febbraio al 13 aprile il Colonnello Carlos Adolphus Waite a Camp Verde assume il comando nominale dei reparti militari presenti nel Texas, ma sia i campi d'addestramento che i fortini sarebbero presto caduti nelle mani delle forze secessioniste in seguito alla resa di Twiggs avvenuta il giorno precedente. Il 19 febbraio le forze ribelli texane occupano le proprietà federali nell'isola prospiciente il Golfo del Messico Brazos Santiago; il 3 marzo sequestrano la U.S. Revenue Cutter Henry Dodge a Galveston. Il 21 febbraio le guarnigioni federale abbandonano Camp Cooper, il 26 Camp Colorado, il 7 marzo la caserma e l'armeria di Camp Verde, il 12 Fort McIntosh, il 15 Camp Wood, il 17 Camp Hudson, il 19 Fort Clark, Fort Inge e Fort Lancaster, il 20 Fort Brown e Fort Duncan, il 23 Fort Chadbourne, il 31 Fort Bliss il 5 aprile Fort Quitman ed infine il 13 marzo anche Fort Davis. - Il 27 febbraio il presidente secessionista Davis nomina 3 commissari con l'intento di avviare dei negoziati tra la neonata Confederazione e l'unico governo federale considerato ufficialmente come legittimo. - Da febbraio a marzo–ottobre: una Convention statale del Missouri si riunisce a Jefferson City per prendere in considerazione l'ipotesi della secessione; gli unionisti guidati da Frank P. Blair Jr. riusciranno però a prevenirla. La Camera dei rappresentanti del Missouri condanna la secessione il 7 marzo. Il 9 marzo la Convention del Missouri si tiene a Saint Louis e qui gli unionisti ostacolano nuovamente i fautori della secessione. Il 22 marzo la Convention del Missouri rigetta nuovamente la proposta di secessione, in contrasto con la posizione filo-confederata dal Governatore del Missouri Claiborne Fox Jackson. Questa netta presa di posizione non metterà però la parola fine alla disputa scatenatasi. Il 31 ottobre infine, sotto la protezione delle truppe Confederate, i membri secessionisti dell'Assemblea legislativa statale riunitisi a Neosho (Missouri) adottano una risoluzione di secessione. Il Congresso confederato del Missouri presiede all'incontro dei rappresentanti, ma lo Stato sceglie di rimanere nell'Unione e almeno il doppio degli uomini arruolatisi come volontari combatteranno tra le file dell'Union Army contro le forze ribelli rispetto a quelli schierati al loro fianco. - Il 28 febbraio gli elettori della Carolina del Nord respingono una richiesta di convocazione di una Convention statale per considerare la possibilità di secessione con 651 voti contro oltre 93.000. - Il 28 febbraio il Territorio del Colorado viene organizzato. - Il 1º marzo: - le forze confederate assumono la direzione dell'esercito a Charleston (Carolina del Sud). Il presidente secessionista Davis nomina Pierre Gustave Toutant de Beauregard in qualità di brigadier generale e lo assegna a comandare la Confederate States Army nell'area. Il 3 marzo Beauregard assume il comando delle truppe confederate a Charleston. - Il Maggior Robert Anderson avverte l'amministrazione federale sul fatto che rimane oramai ben poco tempo disponibile per poter prendere la decisione se far evacuare o rafforzare Fort Sumter; le autorità locali avevano permesso alla guarnigione di ricevere alcune provviste, ma al contempo i confederati si stavano impegnando nel costruire opere sia difensive che offensive tutt'attorno al porto di Charleston. - Il 2 marzo: - il "Congresso confederato provvisorio" ammette il Texas in qualità di Stato secessionista. - il Congresso approva una risoluzione congiunta a favore della proposta di un emendamento costituzionale volta a proibire un alternativo progetto di emendamento che avrebbe consentito al Congresso di abolire o interferire su qualsiasi istituzione di un singolo Stato, inclusa la schiavitù. È oramai troppo tardi perché quest'Atto possa rivelarsi d'importanza pratica. - il Territorio del Nevada e il Territorio del Dakota sono organizzati. - Il 4 marzo Abraham Lincoln partecipa alla cerimonia d'inaugurazione e relativo insediamento del presidente degli Stati Uniti d'America in qualità di 16º Presidente. Nel suo discorso inaugurale ribadisce le proprie intenzioni di non voler interferire con la pratica schiavista là ove essa ancora esiste, ma anche sottolinea con fermezza di essere pronto a preservare l'integrità dell'Unione con ogni mezzo disponibile. - Dall'8 al 13 marzo i commissari confederati presentano le loro condizioni per evitare la guerra e cercano di raggiungere il neo Segretario di Stato William H. Seward tramite il giudice associato della Corte suprema degli Stati Uniti d'America pro-confederato John Archibald Campbell. Il Presidente Lincoln non vorrà incontrare i commissari confederati in quanto ciò avrebbe potuto sembrare un riconoscimento di fatto dell'avvenuta separazione degli Stati secessionisti dall'Unione. - L'11, 13, 16, 21, 23, 29 marzo e il 3 e 22 aprile: L'11 marzo il Congresso confederato adotta una Costituzione degli Stati confederati permanente. Gli Stati fino a questo momento separati passano alla ratifica della nuova Costituzione; il 13 marzo l'Alabama, il 16 la Georgia, il 21 la Louisiana, il 23 il Texas, il 29 il Mississippi, il 3 aprile la Carolina del Sud ed infine il 22 aprile anche la Florida. - Il 15 marzo Lincoln chiede ai membri del proprio Gabinetto ministeriale un parere scritto per consigliarlo su come poter gestire al meglio la situazione venutasi a creare a Fort Sumter; adducendo varie motivazioni nelle seguenti due settimane s'intraprende la via di non portare alcun soccorso alla guarnigione asserragliata nel fortino. Seward fornisce ampi consigli su come gestire l'amministrazione governativa e la crisi in corso. Il 1º aprile il Presidente approva, seppur con estrema prudenza, la tattica adottata dal neo Segretario di Stato non mancando però di far notare che è lui e non Seward il "comandante in capo"; Lincoln respinge la proposta di affidargli più ampi poteri in materia di politica estera e nella gestione diplomatica degli affari inerenti ai rapporti con gli Stati Confederati d'America. Seward diverrà in ogni caso un leale sostenitore del presidente. - Il 16 marzo: - Il presidente secessionista Davis nomina 3 alti commissari da inviare il prima possibile nel Regno Unito di Gran Bretagna e Irlanda; al loro arrivo non saranno però ricevuti ufficialmente dal governo britannico di Henry John Temple, III visconte Palmerston. - I filo-confederati proclamano il Territorio Confederato dell'Arizona come parte integrante della Confederazione. - Il 18 marzo: - il Governatore del Texas Sam Houston rifiuta di prestare un giuramento di fedeltà alla nuova entità politica separatasi dall'Unione, viene pertanto fatto decadere dalla Convention secessionista statale e sostituito con il rappresentante del Partito Democratico Edward Clark. Houston ribatterà: "voi forse potrete, dopo aver sacrificato innumerevoli milioni di dollari e centinaia di migliaia di vite preziose - come una possibilità del tutto teorica - anche conquistare l'indipendenza del Sud... ma ne dubito fortemente". - il Brigadier generale confederato Braxton Bragg impedisce alla guarnigione di Fort Pickens a Pensacola di ricevere ulteriori rifornimenti. - Il 18 marzo la Convention dell'Arkansas rigetta la proposta di secessione con 4 voti di scarto, ma prevede una consultazione popolare sulla questione da tenersi entro agosto. - Il 20 marzo le forze confederate di Mobile (Alabama) catturano la USS Isabella che trasporta i rifornimenti destinati a Fort Pickens. - Il 21 marzo: - il rappresentante del Presidente Lincoln, l'ex comandante navale Gustavus Vasa Fox, visita Charleston e Fort Sumter ed intraprende dei colloqui sia con Anderson che con i confederati; egli si convince che utilizzando la via del mare si possa ancora riuscire a portare il dovuto soccorso al fortino unionista - Parlando a Savannah (Georgia) il Vicepresidente confederato Alexander Hamilton Stephens pronuncia un discorso in cui dichiara che lo schiavismo è la "pietra angolare" del governo secessionista: è il discorso della pietra angolare. - Il 25 marzo i federali Ward Hill Lamon e Stephen Augustus Hurlbut conferiscono col Sudista Beauregard ed il Governatore della Carolina del Sud Francis Wilkinson Pickens. - Il 29 marzo il Presidente Lincoln ordina l'avvio immediato di spedizioni di soccorso per Fort Sumter e Fort Pickens e di prepararsi a partire in direzione dei fortini entro il 6 aprile. Il 31 marzo dà l'ordine alla spedizione di soccorso per Fort Pickens d'iniziare a procedere. - Il 3 aprile: - il Presidente Lincoln invia il corriere diplomatico Magruder nella capitale dei ribelli Richmond (Virginia) nel tentativo di organizzare dei colloqui con gli unionisti virginiani. - una batteria d'artiglieria confederata posizionata su Morris Island nella baia portuale di Charleston spara contro il vascello statunitense Rhoda H. Shannon. - Il 4 aprile: - la Convention statale della Virginia respinge una mozione a favore di un'ordinanza di secessione. - il Presidente Lincoln avvisa Gustavus V. Fox che molto presto verrà portato il soccorso richiesto da Fort Sumter; redige a tal proposito una lettera per il Segretario alla Guerra James Cameron da inviare a Anderson. - Il 5 aprile il Segretario alla Marina Gideon Welles fa preparare le quattro imbarcazioni di rifornimenti a supporto di Fort Sumter, ma una di queste - la USS Powhatan, era già partita per Fort Pickens a seguito di un ordine precedente ricevuto direttamente dal Presidente. - Il 6 aprile: - Lincoln informa la Carolina del Sud che verrà compiuto un tentativo di rifornire Fort Sumter, ma solamente con vettovaglie e provviste alimentari. - dato che un precedente ordine era stato disatteso e non messo in esecuzione, vengono inviati nuovi ordini da Washington per rafforzare Fort Pickens con truppe della "Regular Army". - Il 7 aprile: - Ii Segretario alla Guerra confederato LeRoy Pope Walker invia disposizioni a Braxton Bragg che lo autorizzano a respingere con la forza i rinforzi Nordisti giunti oramai in prossimità di Fort Pickens. - Il Sudista Beauregard avverte Anderson che non verranno più consentiti ulteriori commerci o comunicazioni tra Fort Sumter e la città di Charleston, fino a questo momento permessi. - L'8 aprile: - il segretario del Dipartimento di Stato Robert S. Chew e il capitano Talbot del Dipartimento della Guerra consegnano il messaggio del Presidente Lincoln al Governatore Pickens. - l'imbarcazione della "Revenue Cutter" USRC Harriet Lane lascia il porto di New York carica di forniture per Fort Sumter. - il Segretario di Stato confederato Robert Toombs si oppone all'uso della forza contro Fort Sumter, ma il Presidente secessionista Jefferson Davis dichiara che gli Stati Confederati d'America hanno creato una nuova nazione e che pertanto ha il preciso dovere - come suo alto dirigente - di utilizzare la forza, se questa risulta necessaria, per rendere esecutivi gli ordini da lui emanati. - Il 9 aprile il piroscafo Baltic con Gustavus V. Fox come agente di Lincoln a bordo spiega le vele e salpa da New York per portare soccorso alla guarnigione federale di Charleston. - Il 10 aprile la USS Pawnee lascia Norfolk per Fort Sumter. - L'11 aprile i confederati chiedono la resa di Fort Sumter.; dopo aver discusso della questione con i suoi ufficiali Anderson rifiuta, ma menziona il fatto che la guarnigione sarà ridotta alla fame entro pochi giorni se non riceverà immediati rifornimentii. - Il 12 e 13 aprile le truppe federali sbarcano sulla Santa Rosa Island e rafforzano Fort Pickens. A causa della posizione del fortino i confederati non sono in grado d'impedire gli sbarchi. Il 13 aprile il tenente dell'United States Navy John Lorimer Worden, che aveva portato gli ordini di sbarcare i rinforzi a Fort Pickens alla marina militare a Pensacola, viene fatto arrestare dalle autorità confederate nelle immediate vicinanze di Montgomery (Alabama). - Tra il 12 e il 14 aprile Anderson dichiara ai rappresentanti confederati che si ritroverà costretto a far evacuare Fort Sumter se esso non verrà rafforzato e rifornito entro il 15 seguente. I confederati, che sono a conoscenza - grazie ad un'opera capillare di spionaggio - del fatto che i soccorsi stanno per sopraggiungere, sparano il primo colpo alle 4:30 di notte del 12 aprendo così di fatto le ostilità I confederati bombardano il fortino per tutto il giorno. Le truppe federali cominciano con fatica a rispondere a partire dalle 7:30 del mattino, ma la guarnigione risulta essere troppo ridotta per poter equipaggiare l'intera dotazione delle armi disponibili, che in ogni caso non sono neppure perfettamente funzionanti. Dopo più di 34 ore d'ininterrotti cannoneggiamenti il primo pomeriggio del 13 aprile Anderson si arrende e cede Fort Sumter ai Sudisti, dopo che provviste e munizioni si sono quasi esaurite; il fortino è stato quasi distrutto sotto il fuoco dei cannoni confederati. Le navi di soccorso arrivano ma sono impossibilitate a completare la loro missione per colpa dei bombardamenti intensivi. Oltre 4.000 granate vengono sparate contro il forte, ma la guarnigione ha subito inizialmente solo poche e lievi ferite. Il 14 aprile Fort Sumter si è formalmente arreso ai ribelli. Un soldato federale, Daniel Hough, rimane subito dopo ucciso in circostanze mai del tutto chiarite mentre un altro, Edward Galloway, è ferito a morte; in 4 infine sono feriti da un cannone che esplode a causa di una scintilla che fa saltare per aria le munizioni e la polvere da sparo. Il cannone era stato fatto sparare nel corso dell'ultimo "saluto alla bandiera" durante la cerimonia di resa. La guarnigione viene fatta evacuare dai vascelli dell'Union Navy. |

(J. D. Cox Military Reminiscences.... Citato in Raimondo Luraghi, La guerra civile americana, BUR 1995, p. 224)
| - Il 15 aprile il Presidente Lincoln chiede agli Stati federati di provvedere a fornire un corpo di volontari pari a 75.000 miliziani nell'intento di riconquistare le proprietà federali e reprimere la ribellione. I Sudisti avevano acceso la miccia, la guerra di secessione americana prende ufficialmente il via. |

## Dal 15 aprile al 18 novembre 1861

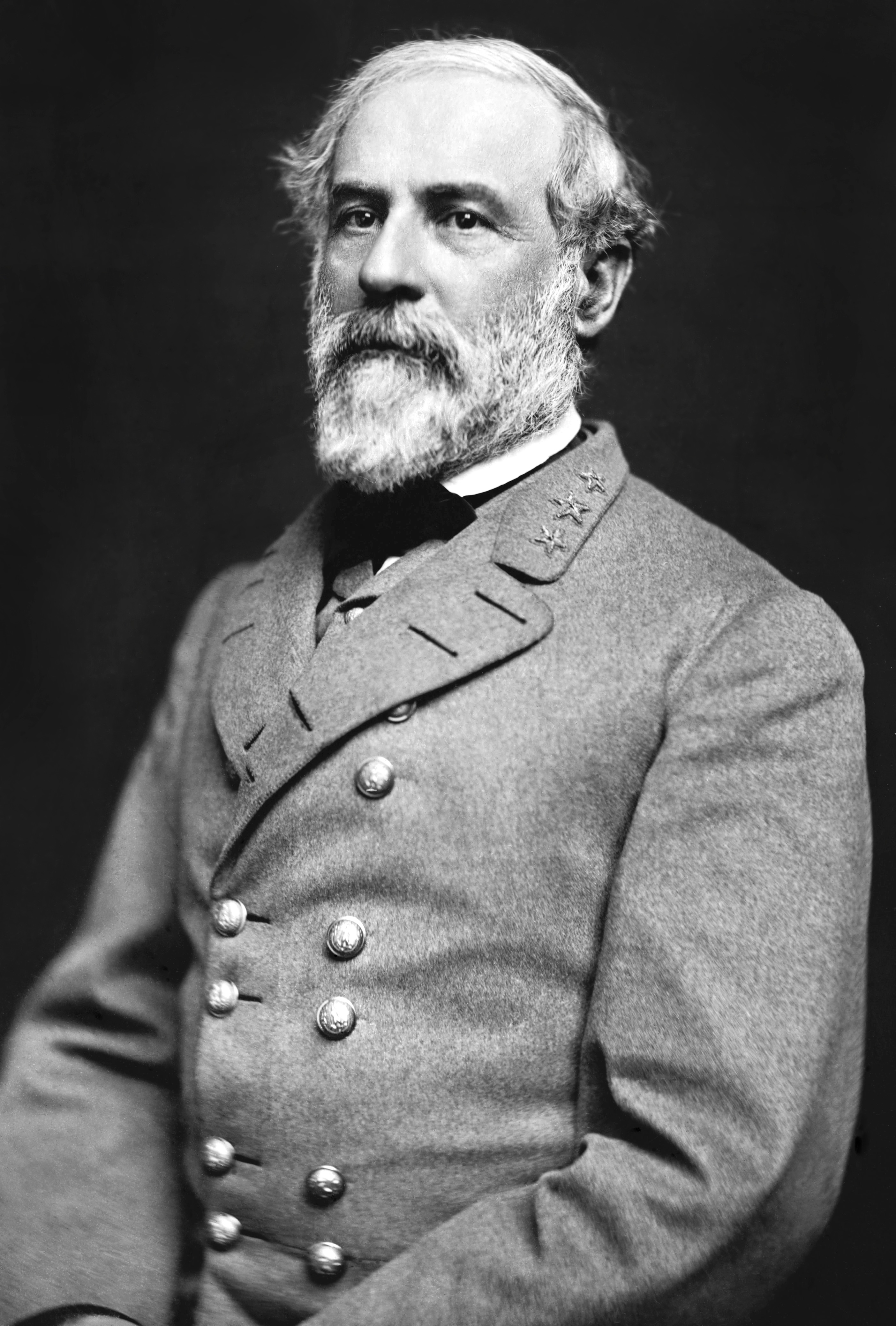
Foto di Robert Edward Lee.

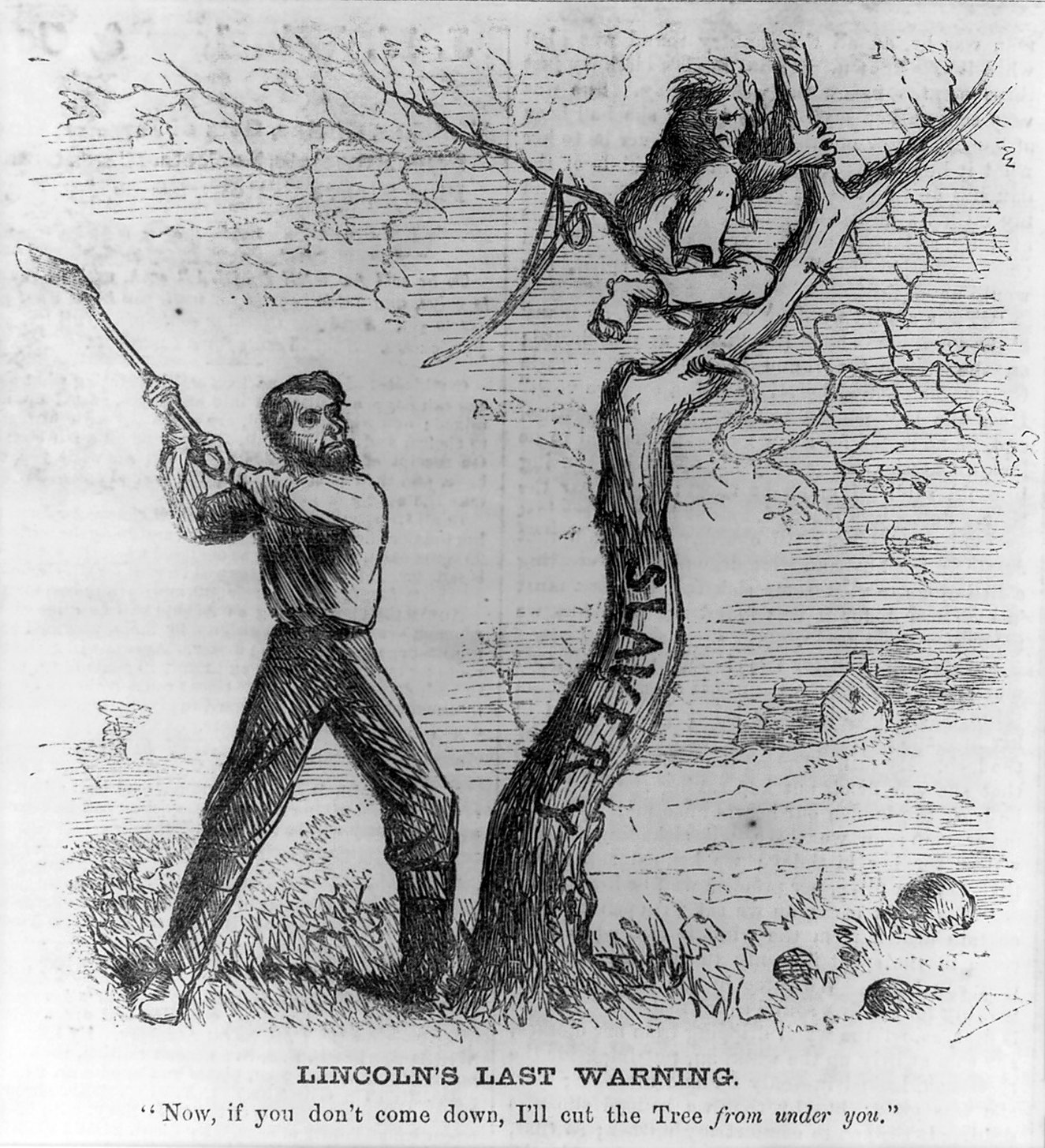
Il presidente Lincoln mentre abbatte l'albero della schiavitù negli Stati Uniti d'America in una vignetta del 1862.

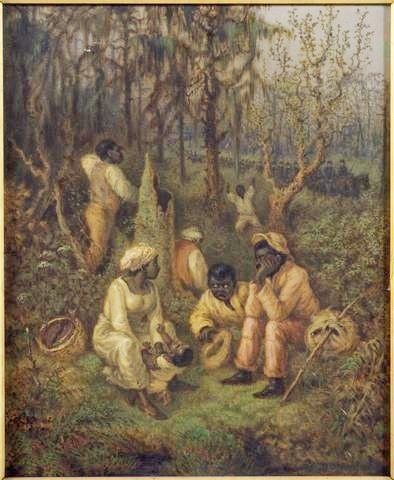
Schiavi fuggitivi nella "Great Dismal Swamp" della Virginia in un dipinto di David Edward Cronin.

Seguono altri eventi legati alla secessione e allo scoppio della guerra. Diverse piccole scaramucce, battaglie e sanguinosi disordini civili si svolsero sia a Saint Louis (Missouri) che a Baltimora nei primi mesi del conflitto. La Prima battaglia di Bull Run, il primo grande scontro bellico, avvenne il 21 luglio 1861.
Dopo di esso divenne chiaro che non sarebbe più stato possibile alcun compromesso tra l'Unione e gli stati secessionisti ribelli e che una lunga e sanguinosa guerra non poteva essere evitata. Tutte le speranze residue di giungere ad una soluzione a breve termine per evitare una catastrofica belligeranza fratricida venne perduta.
| 1861 | - Il 15 aprile il Kentucky e la Carolina del Nord si rifiutano di fornire le truppe in risposta all'appello del presidente Lincoln. Le tensioni e la rabbia si accrescono negli Stati federati degli Stati Uniti d'America posti al confine Nord-Sud del Missouri, del Kentucky, del Maryland, della Virginia e della Carolina del Nord. Le milizie Nord-caroline vengono inviate ad occupare Fort Caswell (l'odierna "North Carolina Baptist Assembly") e Fort Johnston. - Il 16 la Virginia si rifiuta di fornire la milizia per sopprimere la ribellione. - Il 17 il Missouri e il Tennessee rigettano anche di soddisfare la richiesta del presidente di attivare i volontari. - Il 17 aprile la Convention virginiana vota a favore della secessione e prevede un referendum sull'argomento da tenersi entro il 23 maggio, sebbene la questione sia già stata a tutti gli effetti decisa sia dalla Convention che dalle successive azioni attuate dai rappresentanti statali. Un forte sentimento favorevole all'Unione rimane però in tutte le sue contee più occidentali. - Il 19 l'Assemblea generale della Virginia approva un'ordinanza di sessione straordinaria, programmando una consultazione elettorale per il 23 maggio. - Il 7 maggio, prima ancora del voto popolare, la Virginia si unisce agli Stati Confederati d'America e le sue truppe entrano a far parte del Confederate States Army. Vengono occupati il distretto di "Arlington Heights" nella Contea di Arlington e la piantagione Custis-Lee di cui è proprietario Robert Edward Lee. - Il 23 i cittadini virginiani chiamati alle urne approvano la secessione. Nella regione Occidentale dello Stato, che sarebbe divenuta la Virginia Occidentale filo-unionista nel 1863, il risultato del voto è schiacciante contro la secessione. - Il 18 aprile cinque compagnie di volontari della Pennsylvania giungono a Washington, divenendo in tal modo le prime truppe ad aver risposto alla chiamata del presidente. - Tra il 18 e il 19 aprile le truppe federali riescono solo parzialmente a distruggere l'arsenale di Harper's Ferry e ad assicurarsi i suoi armamenti, la maggioranza dei quali - assieme ai macchinari preziosi in esso custoditi - vengono posti sotto sequestro dai ribelli mentre i federali fuggono. - Il 19 aprile il Presidente Lincoln dichiara il totale blocco dell'Unione contro gli Stati Confederati d'America. Mentre la "6th Regiment Massachusetts Volunteer Militia" attraversa la città per dirigersi verso la capitale scoppia la rivolta di Baltimora. - Il 27 aprile Lincoln aggiunge gli scali portuali della Virginia e della Carolina del Nord al blocco navale. - Il 20 aprile le forze federali in ripiegamento tentano di distruggere il Norfolk Naval Shipyard nei pressi di Norfolk (Virginia), così come le cinque navi senza equipaggio presenti; ma i confederati riescono a recuperare molte attrezzature, materiali d'equipaggiamento e artiglierie oltre a parti di quattro imbarcazioni, inclusa la CSS Virginia; il tutto mentre i federali fuggono. - Il 25 aprile il "7th New York Volunteer Infantry Regiment" arriva a Washington. - Il 29 aprile la Camera dei delegati del Maryland sceglie compattamente di rimanere nell'Unione, con 53 favorevoli contro 13. - Il 1º maggio la Camera dei rappresentanti del Tennessee autorizza il Governatore del Tennessee a nominare dei commissari a cui viene dato il compito di entrare in contatto con i secessionisti ed allearsi a loro. - Il 6 maggio l'Assemblea legislativa statale vota per la secessione e sottopone la questione ad una consultazione popolare da tenersi l'8 giugno. - Prima ancora che la popolazione possa liberamente esprimersi tramite il voto, il 16 maggio il Tennessee viene ammesso tra gli Stati ribelli. - Il 1º maggio la Camera dei rappresentanti della Carolina del Nord votes a favore dell'istituzione di una Convention statale per esaminare e considerare l'ipotesi di una secessione. - La Carolina del Nord viene ammessa nella Confederazione il 17 maggio, tre giorni prima che la Convention voti a favore della secessione. I delegati Nord-carolini decidono di non sottoporre la questione al voto del popolo. - Il 6 maggio: - Il Congresso degli Stati Confederati d'America riconosce che esiste di fatto uno stato di guerra con gli Stati Uniti d'America. - Il Regno Unito di Gran Bretagna e Irlanda riconosce gli Stati confederati come belligeranti, ma non come una nazione autonoma. Il 13 maggio la Regina Vittoria del Regno Unito annuncia ufficialmente la posizione britannica di neutralità. - Il 6 maggio la Camera dei rappresentanti dell'Arkansas vota la secessione. Il 18 maggio l'Arkansas viene ammesso nella Confederazione. - Il 16 maggio un comitato legislativo del Kentucky raccomanda che lo Statoo rimanga neutrale. - Il 20 maggio il Governatore del Kentucky Beriah Magoffin dichiara ufficialmente la neutralità e proibisce sia i movimenti di truppe si entrambe le parti sul suo suolo sia qualsiasi forma di manifestazione d'ostiità da parte dei cittadini. Il Kentucky si schiera nei fatti con l'Unione entro il mese di settembre. - L'11 maggio la Camera dei rappresentanti del Kentucky invita fermamente le truppe Sudiste, che avevano cominciato ad affluire per invadere il territorio già a partire dal 3 precedente, ad andarsene; non viene però richiesta la stessa cosa alle forze dell'Union Army: domanda piuttosto agli unionisti di scacciare con la forza i Sudisti che hanno volutamente sconfinato. - Il 24 maggio l'esercito dell'Unione comincia a marciare verso Sud, occupando i confini della Virginia. In questo frangente si ha la prima vittima di alto grado, il colonnello Elmer Ellsworth. - L'8 giugno i voti del Tennessee per la secessione ammontano al 69% degli aventi diritto; la regione Orientale del paese esprime invece una chiara maggioranza unionista. Lo Stato risulta pertanto essere spaccato in due - Il 18 novembre i soldati del Confederate States Army ancora presenti nel Kentucky adottano un'ordinanza di secessione e creano un governo confederato separato, dividendo così in due lo Stato. Ufficialmente il Kentucky rimane fedele all'Unione ed offre tutto il proprio sostegno - a stragrande maggioranza - alla causa unionista. |

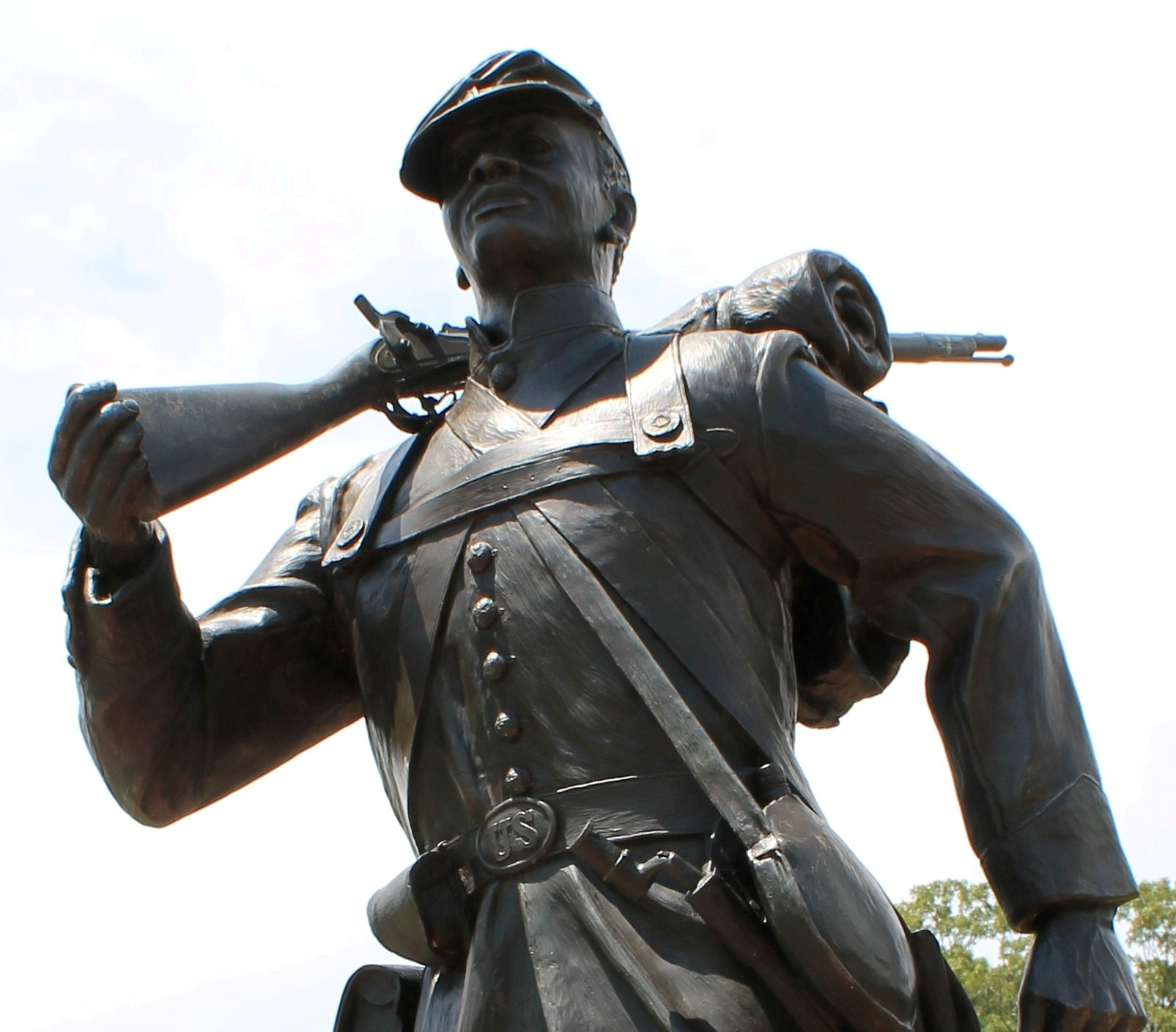
Il Memoriale dedicato alle "United States Colored Troops" nella Contea di Saint Mary's.

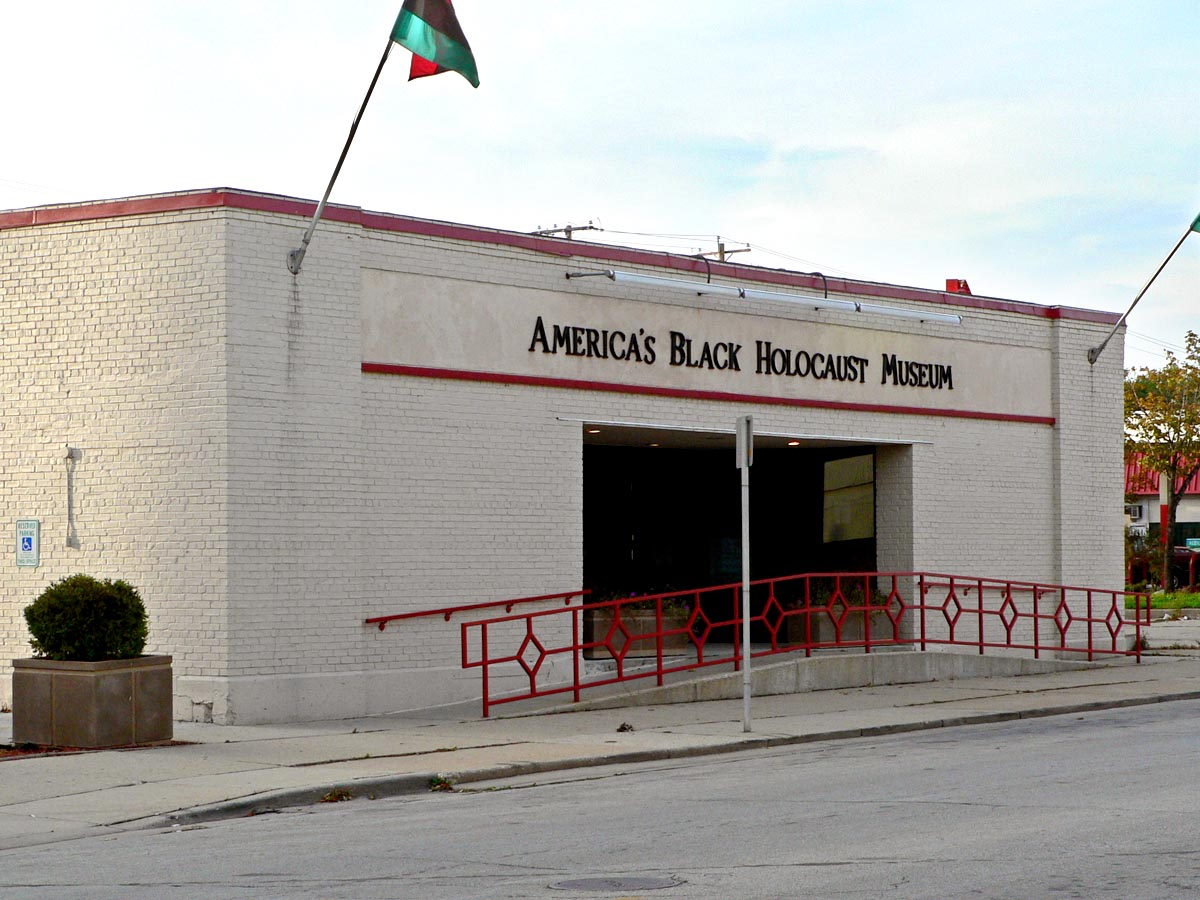
L'ingresso dell'"America's Black Holocaust Museum" a Milwaukee.

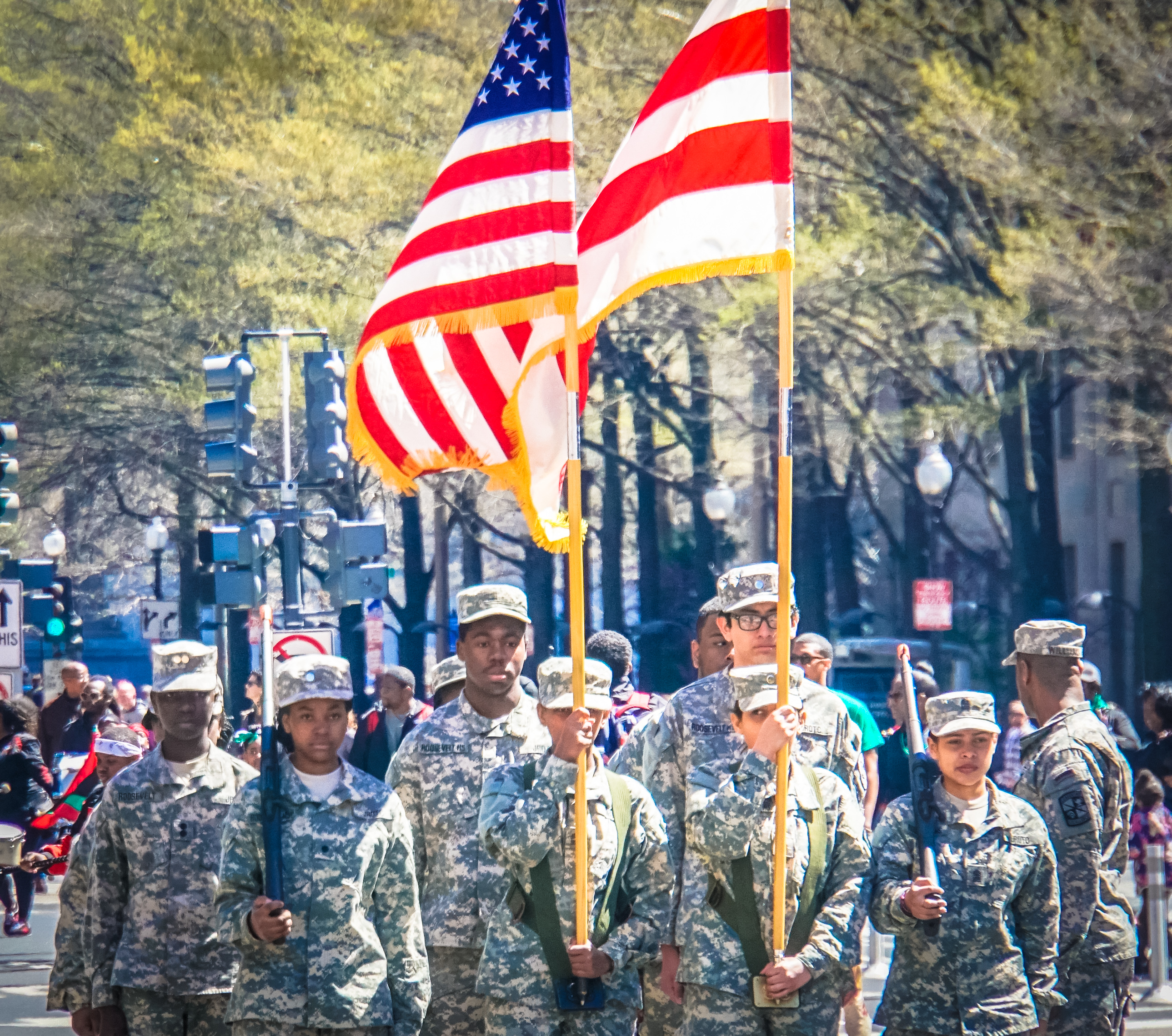
Celebrazione dell'"Emancipation Day" a Washington nel 2017.

### Unione

La Bandiera degli Stati Uniti d'America a 34 stelle.

California
 Connecticut
 Delaware
 Illinois
 Indiana
 Iowa
 Kentucky
 Maine
 Maryland
 Massachusetts
 Michigan
 Minnesota
 Missouri
 New Hampshire
 New Jersey
 New York
 Ohio
 Oregon
 Pennsylvania
 Rhode Island
 Vermont
 Wisconsin
 Kansas
 Nevada
 Virginia Occidentale

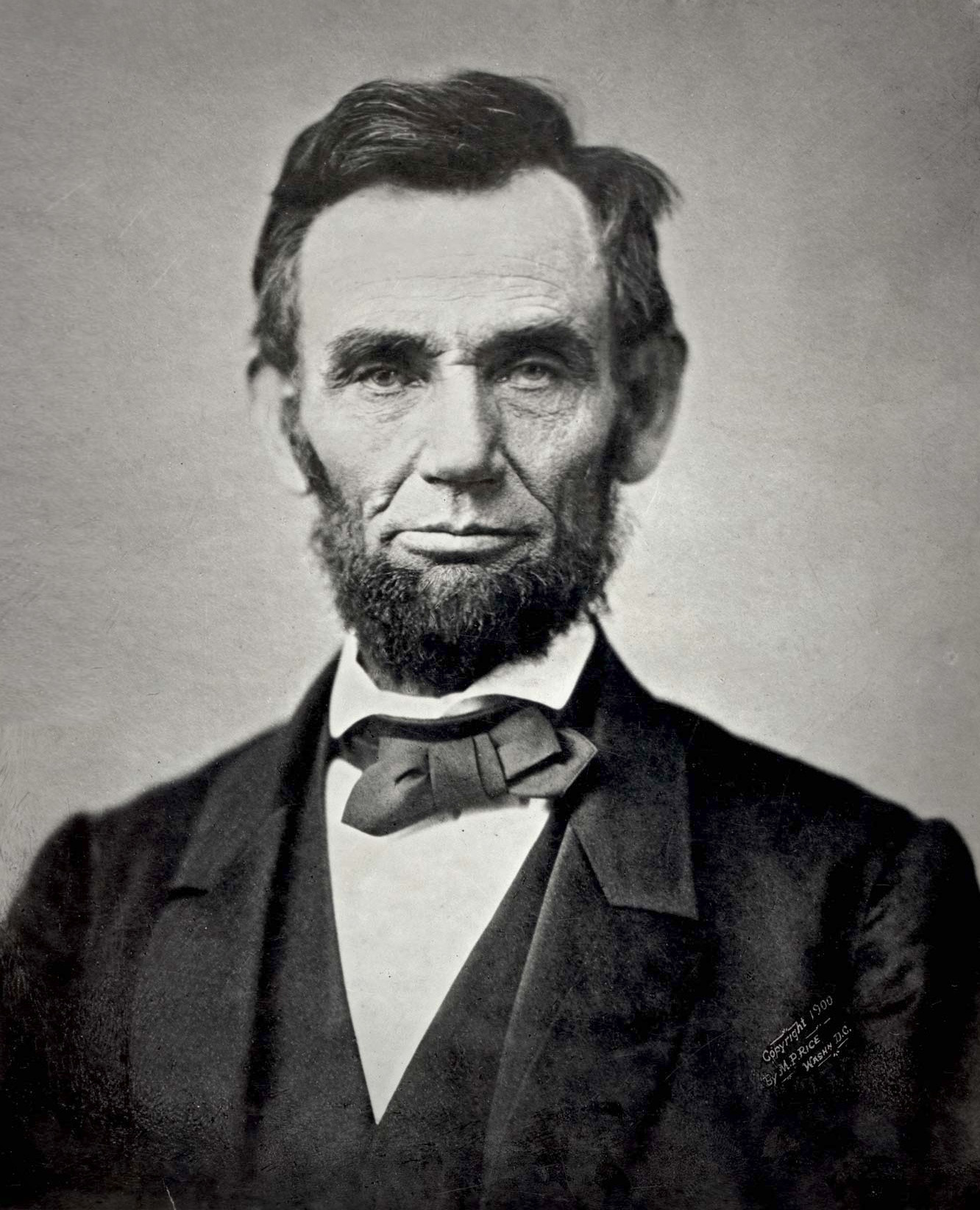
Abraham Lincoln
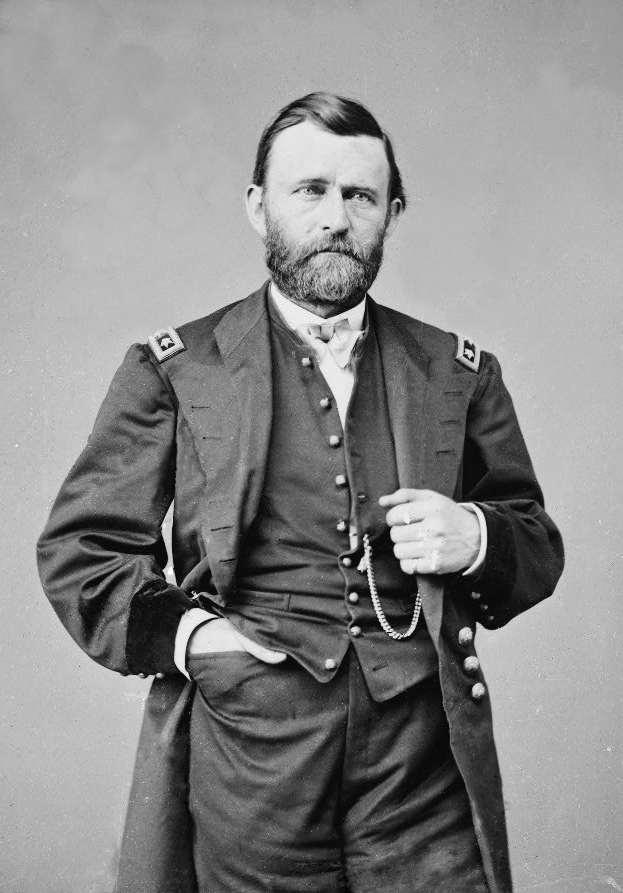
Ulysses S. Grant
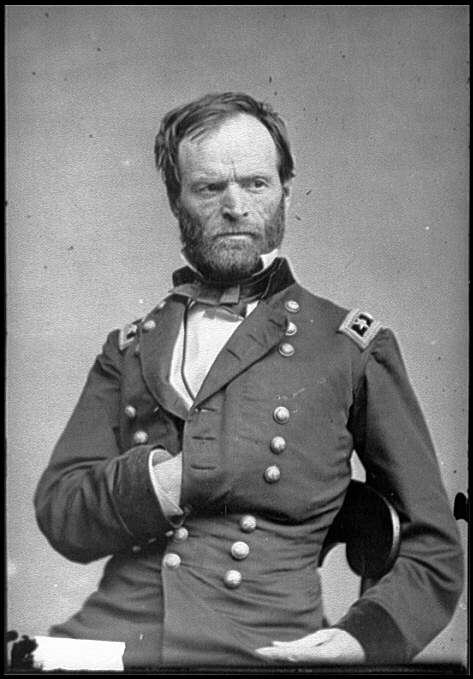
William Tecumseh Sherman
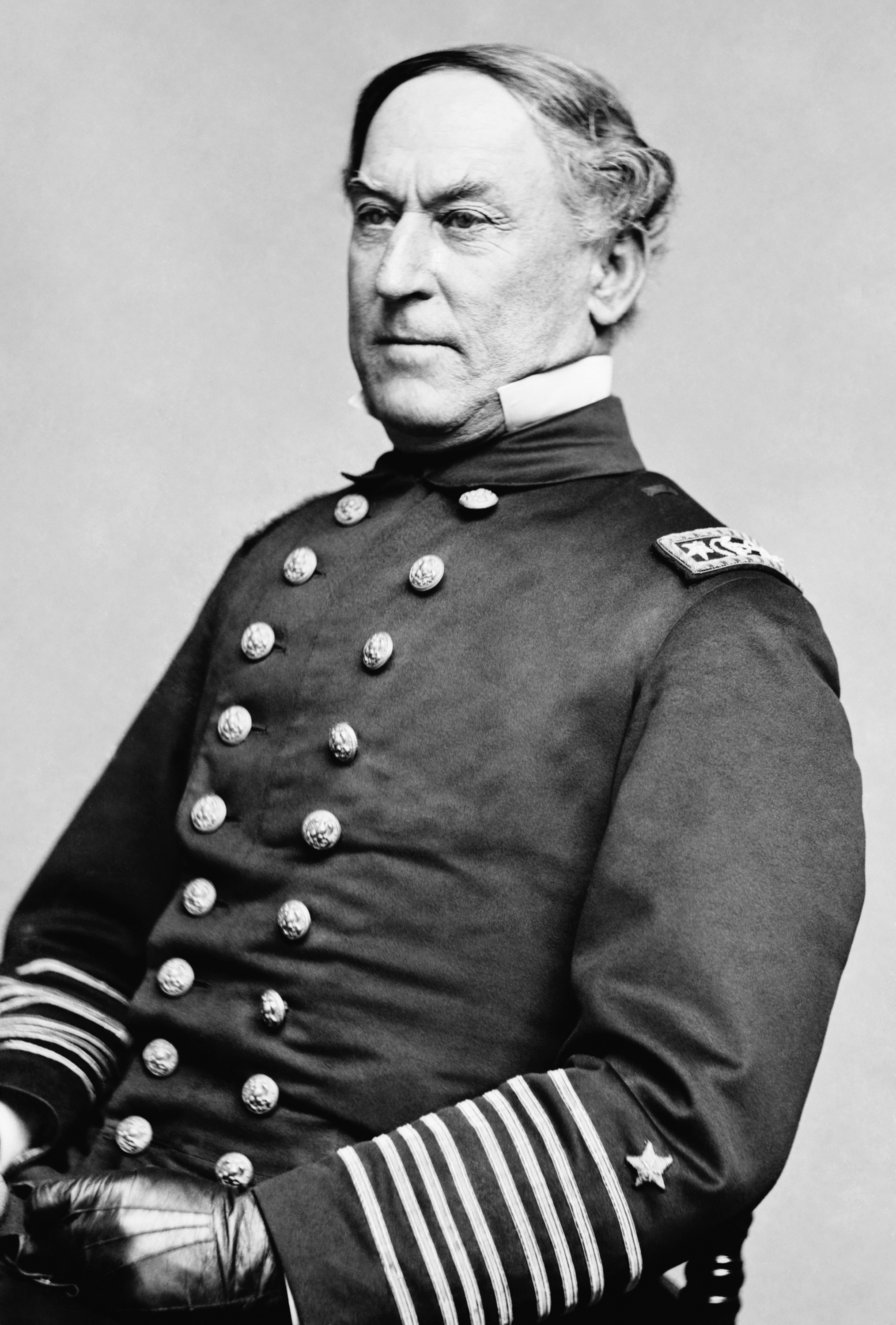
David G. Farragut
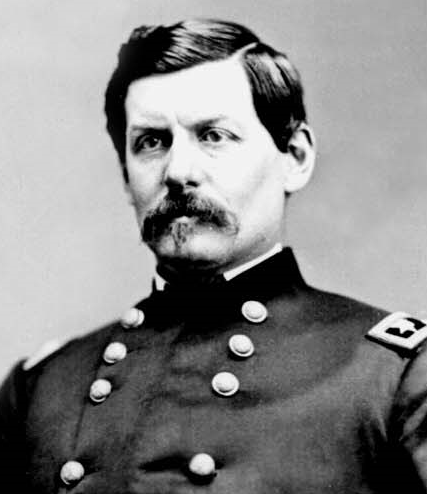
George McClellan
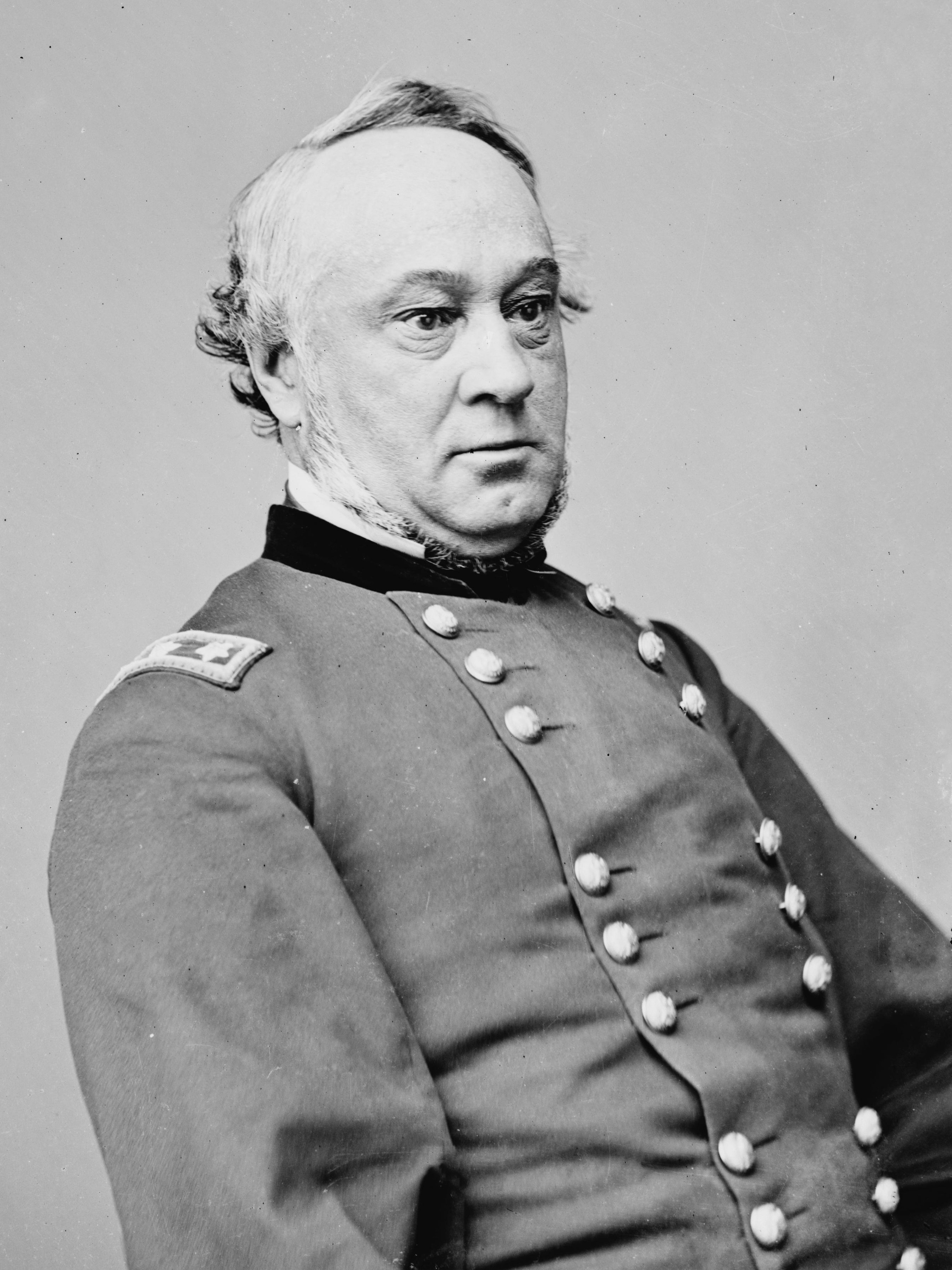
Henry Halleck
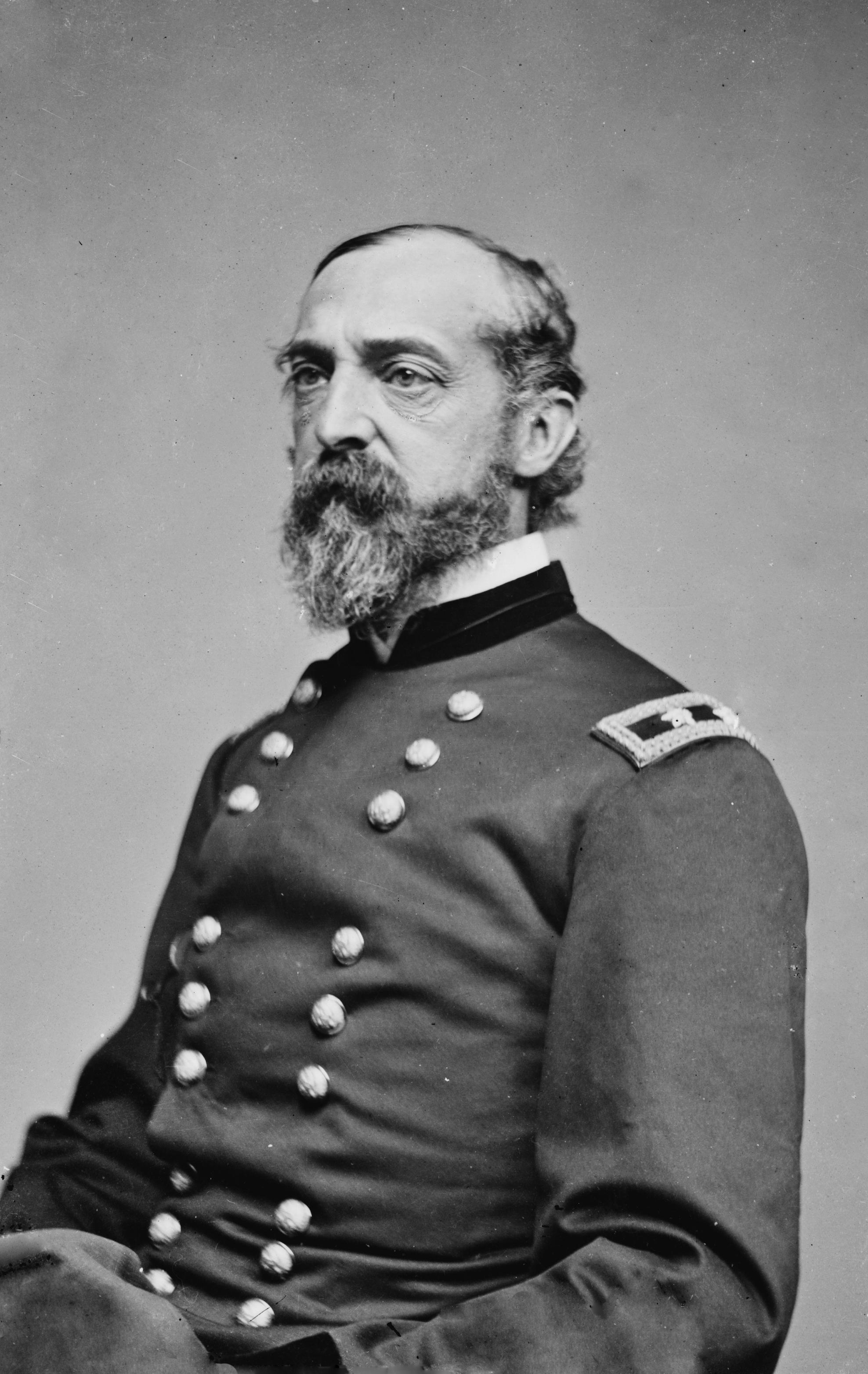
George G. Meade

### Confederazione

La Bandiera degli Stati Confederati d'America.

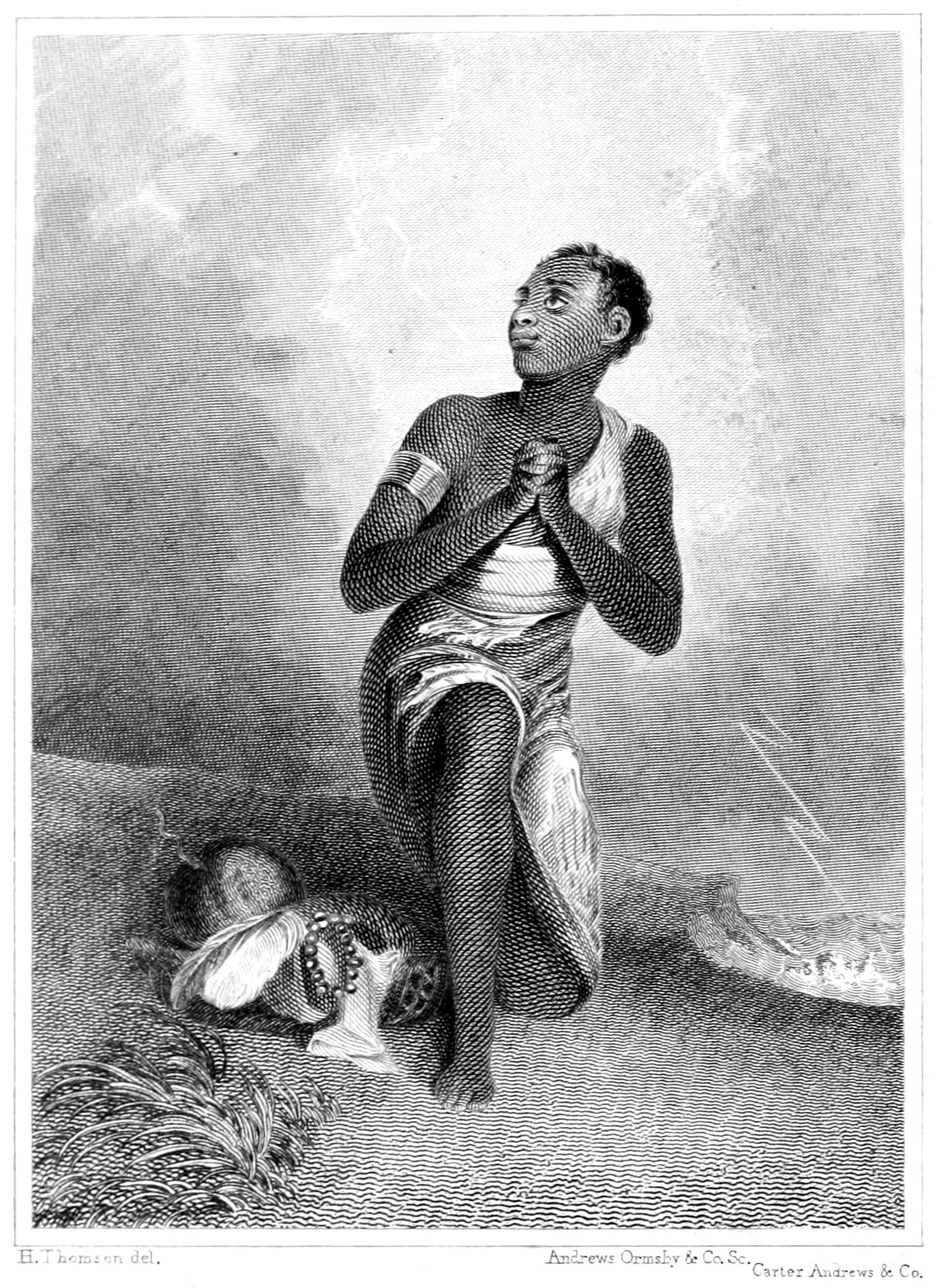
Il frontespizio di An Appeal in Favor of that Class of Americans Called Africans di Lydia Child (1833).

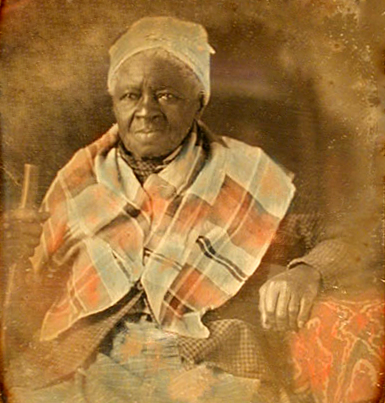
Ritratto di Mauma Mollie - "Mammy - nel 1850.

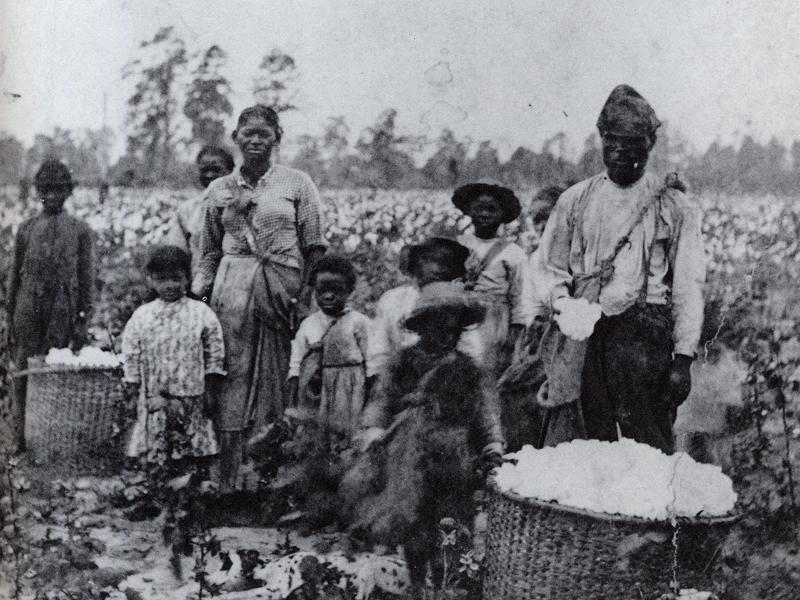
Una famiglia di schiavi nelle piantagioni cotonifere della Georgia (anni 1850).

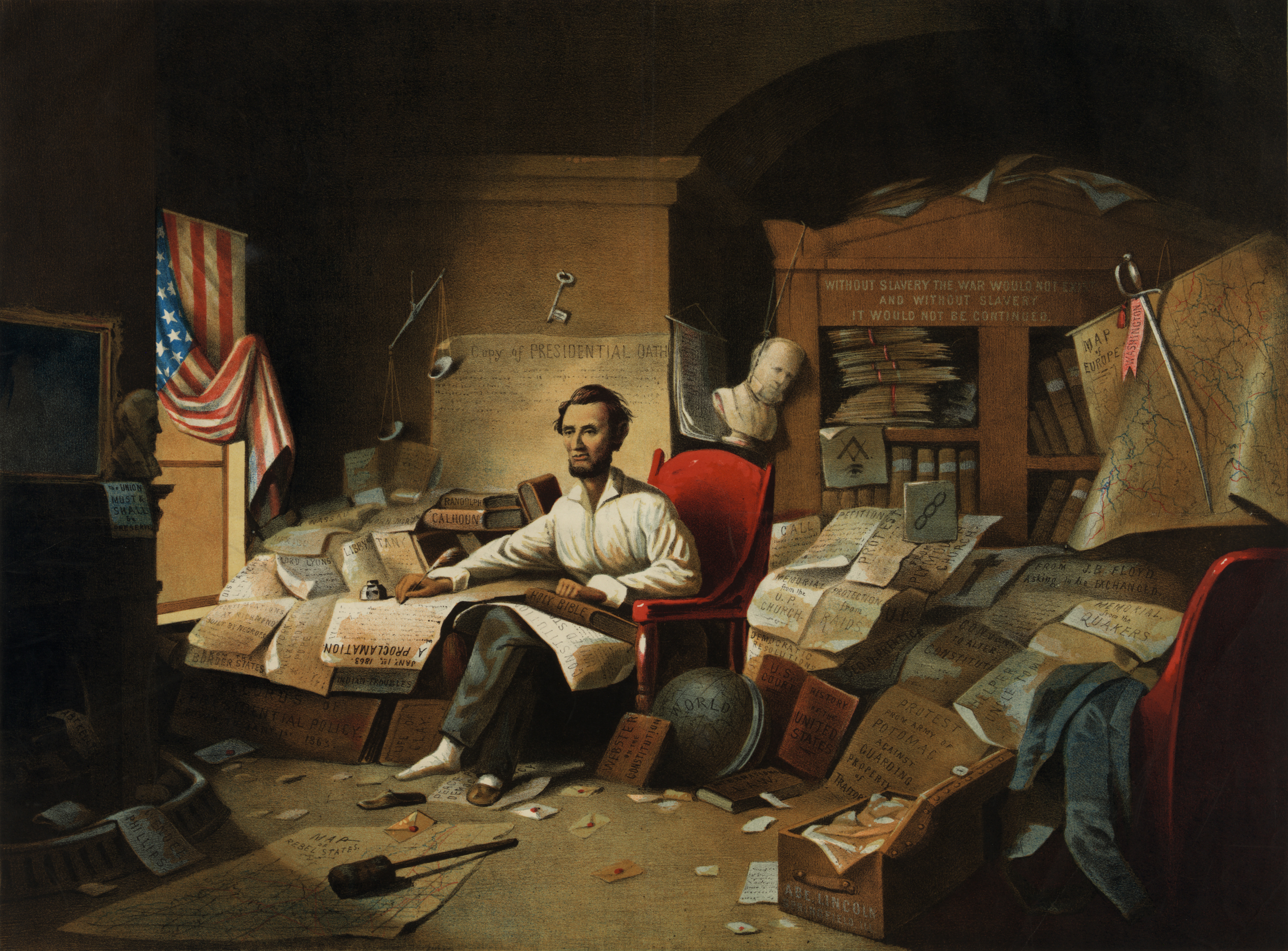
Il presidente Lincoln mentre scrive il "Proclama di emancipazione" in un dipinto di David Gilmour Blythe.

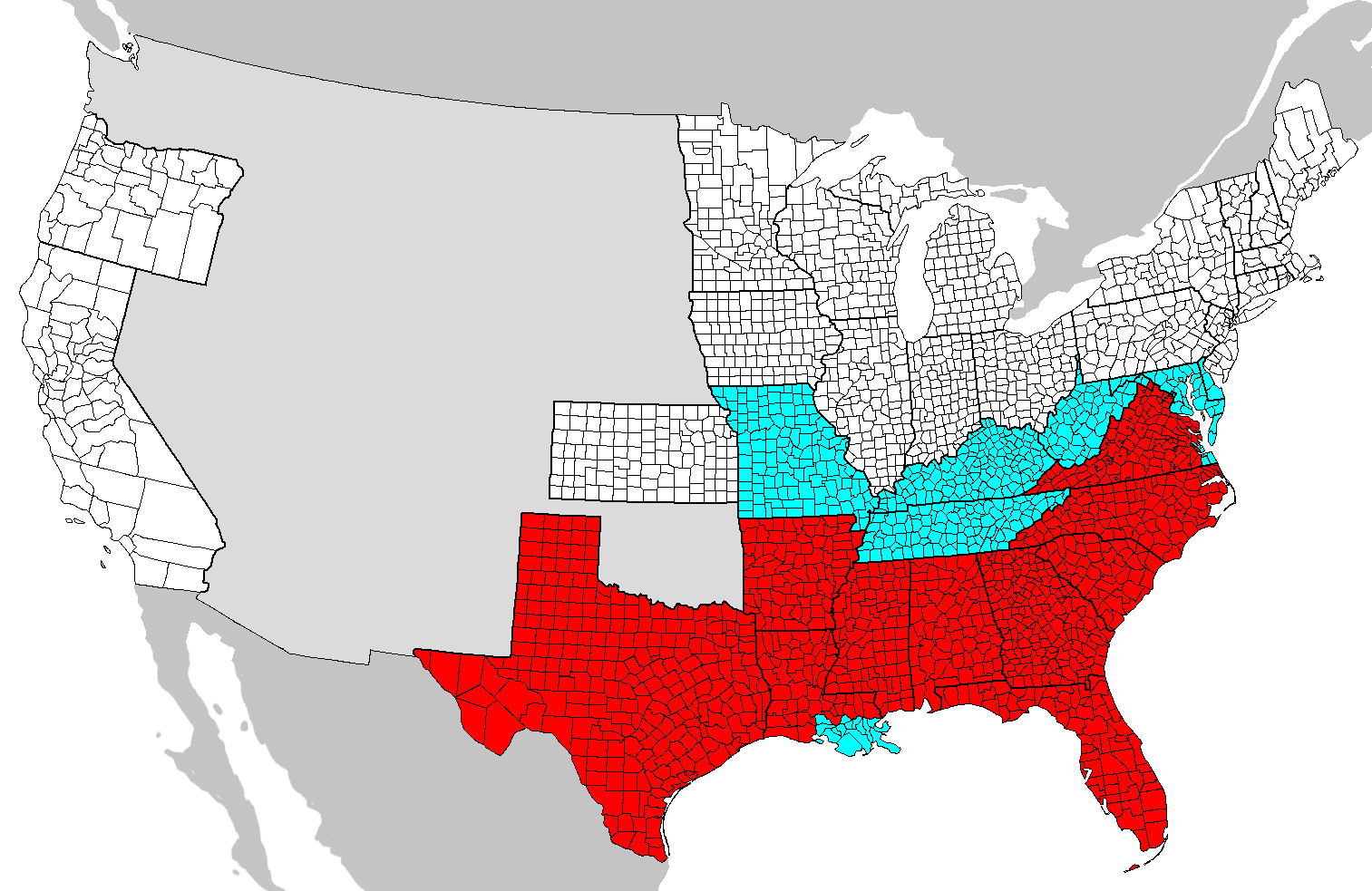
Le contee interessate dal Proclama di emancipazione (in rosso), le zone in cui si mantenne provvisoriamente la schiavitù (in azzurro).

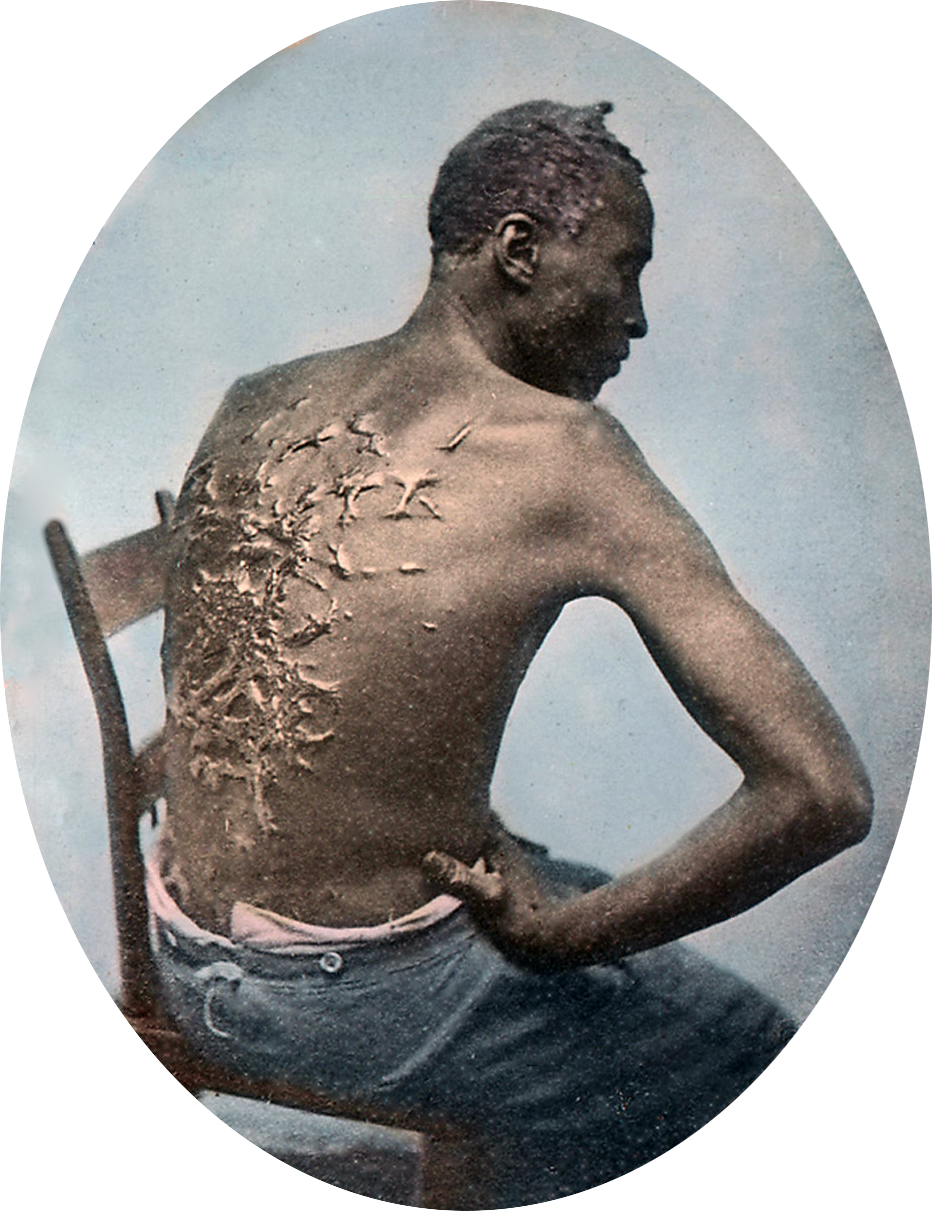
Gordon dopo essere scappato nel corso della Campagna di Vicksburg guidata da Ulysses S. Grant; la schiena è completamente ricoperta da cicatrici, frutto delle frustate che aveva ricevuto. Verrà arruolato e si distinguerà in battaglia.

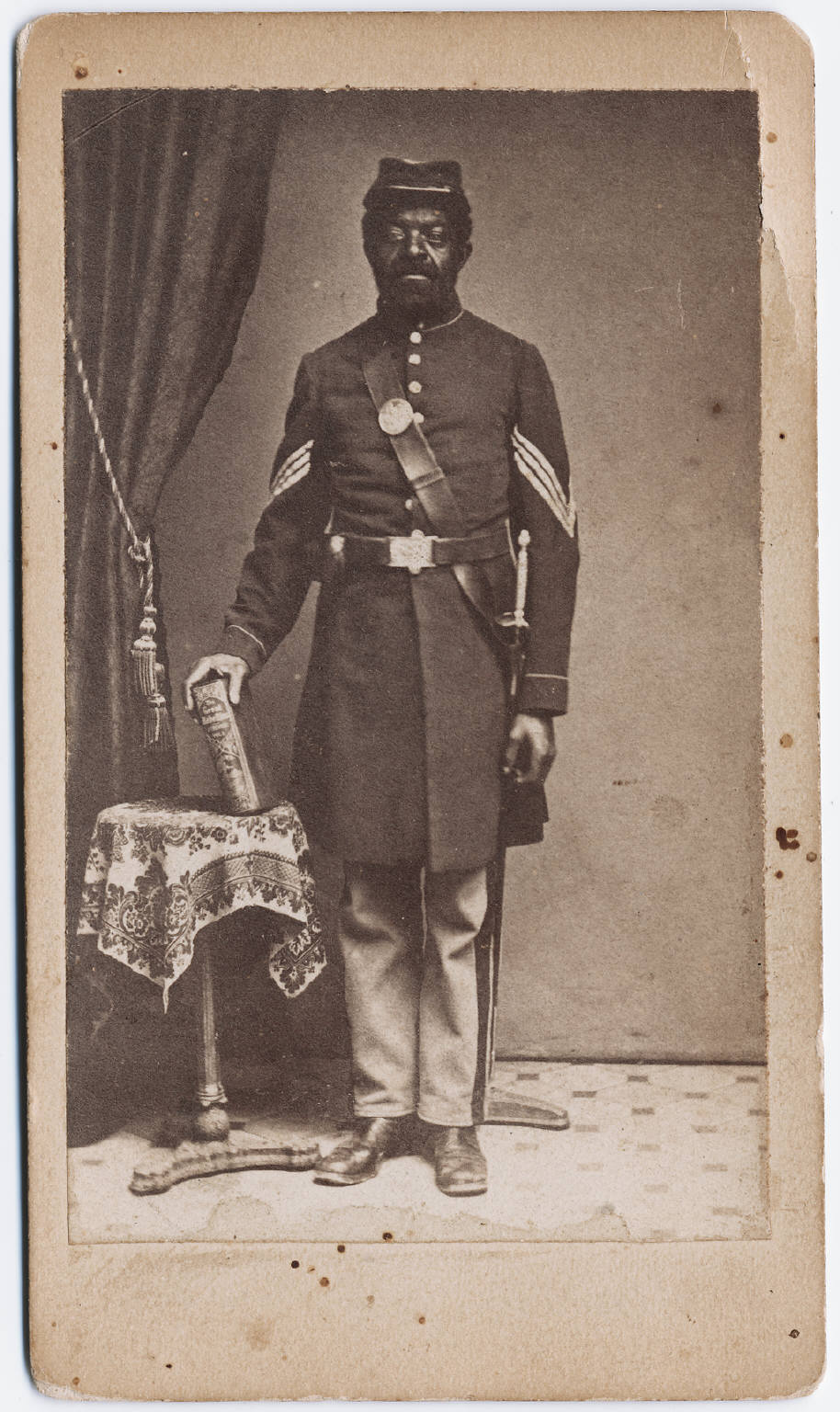
Un sergente unionista afroamericano in uniforme nel 1864.

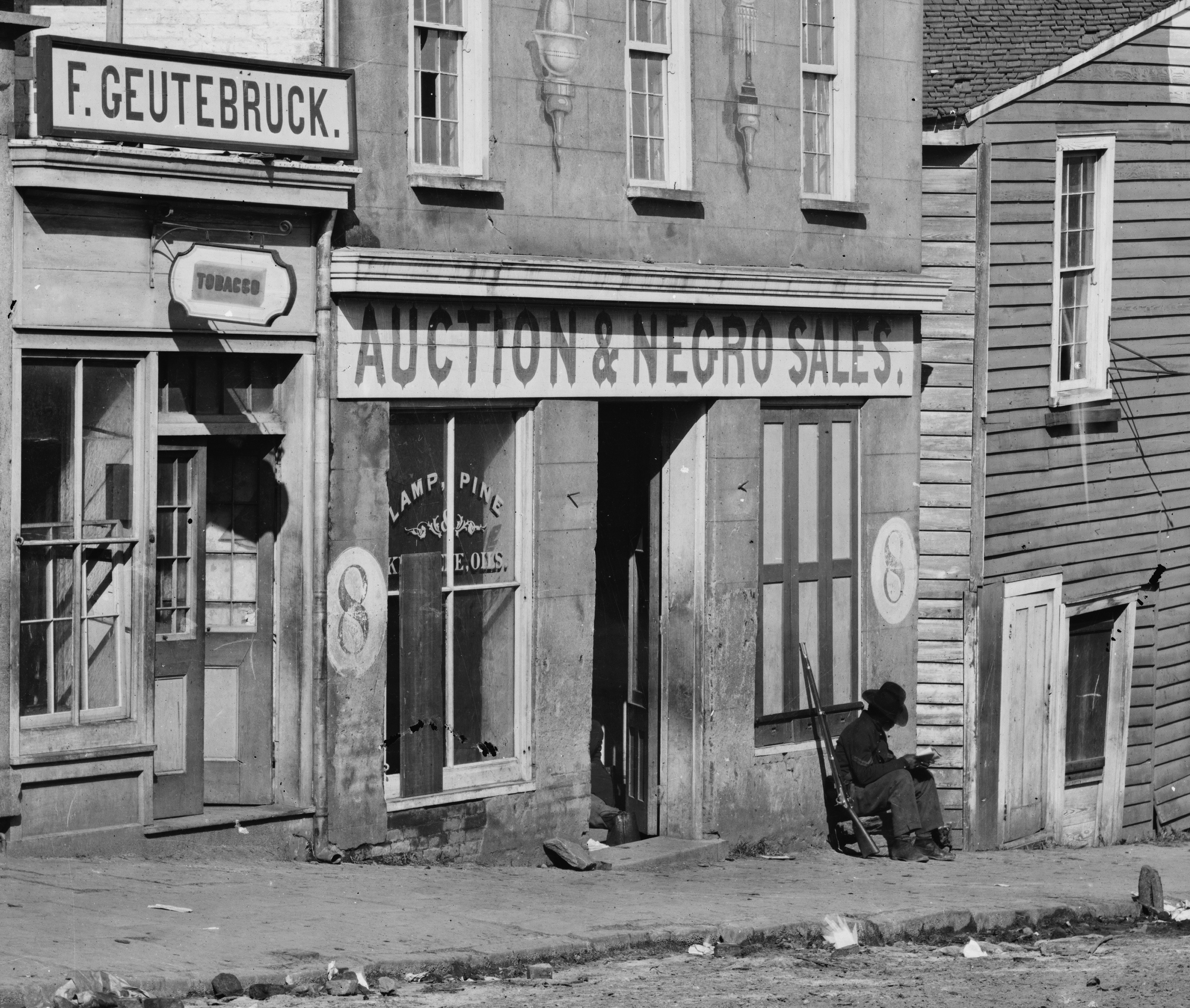
Un "mercato degli schiavi" ad Atlanta nel 1864 in una foto di George Norman Barnard.

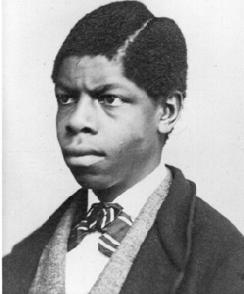
Theophilus Thompson, nato schiavo, fu il più antico esperto di scacchi afroamericano riconosciuto. Oltre a competere in diversi tornei scrisse un libro sul tema pubblicato nel 1873; morì ventenne, vittima del linciaggio negli Stati Uniti d'America.

Alabama
 Arkansas
 Carolina del Nord
 Carolina del Sud
 Florida
 Georgia
 Louisiana
 Mississippi
 Tennessee
 Texas
 Virginia

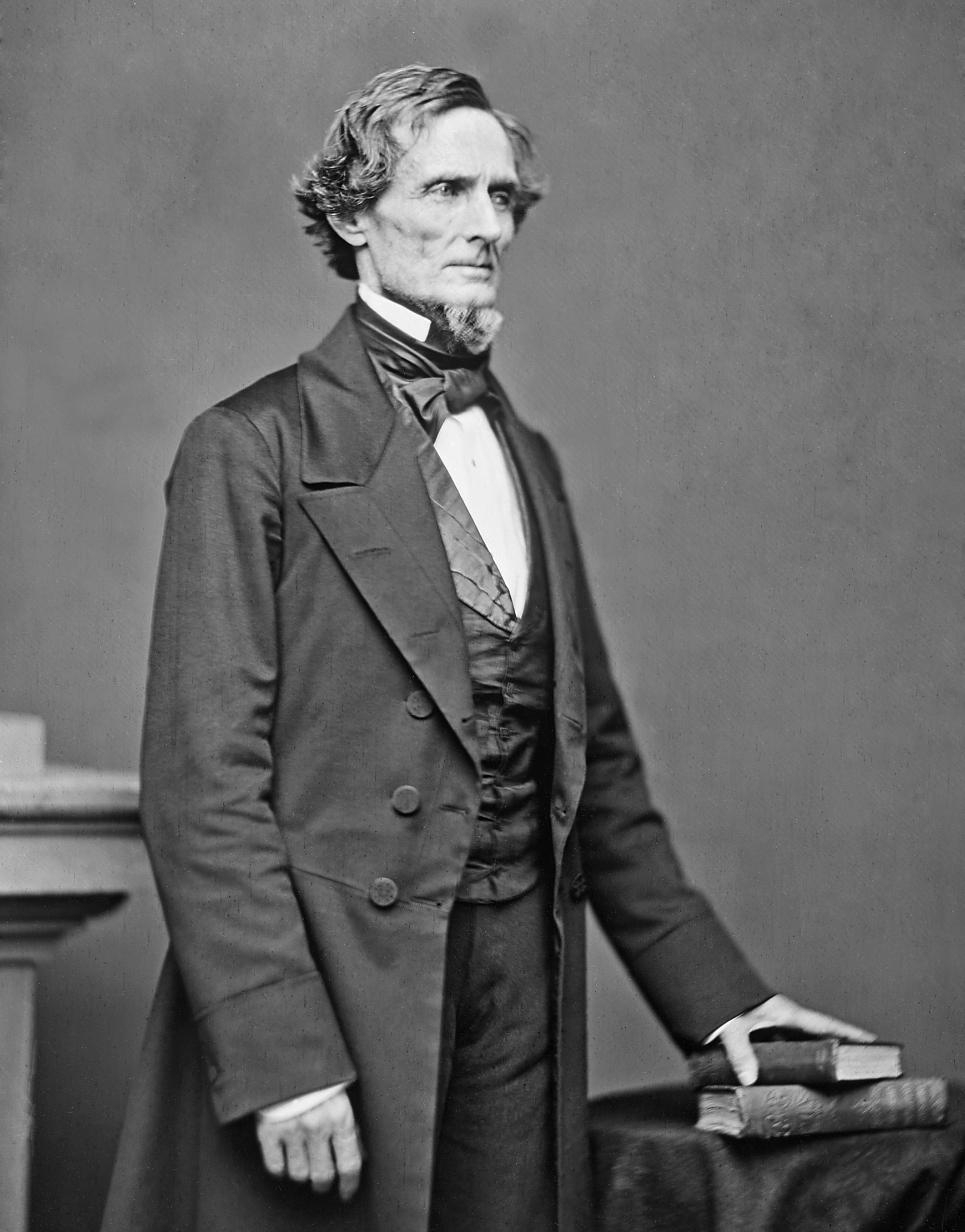
Jefferson Davis
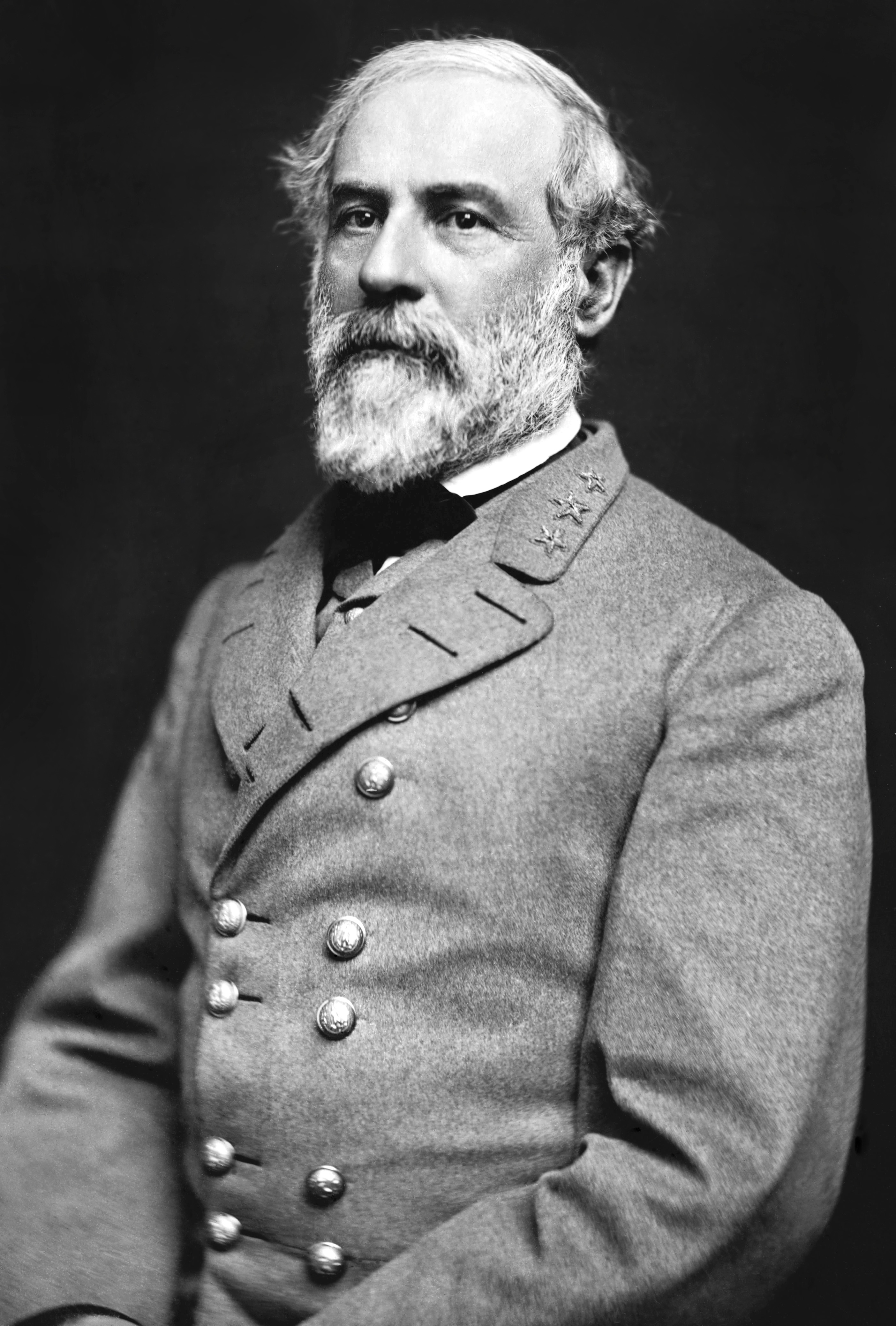
Robert Edward Lee
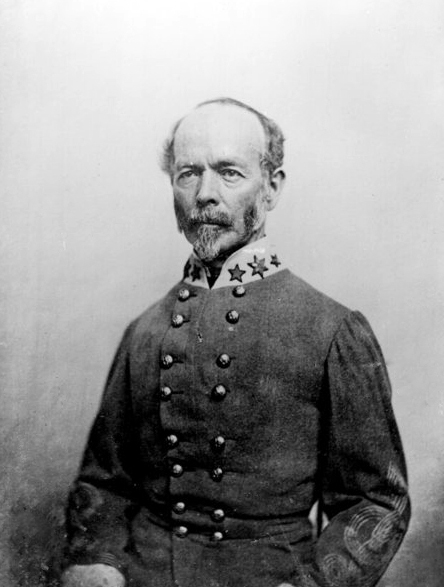
Joseph Eggleston Johnston
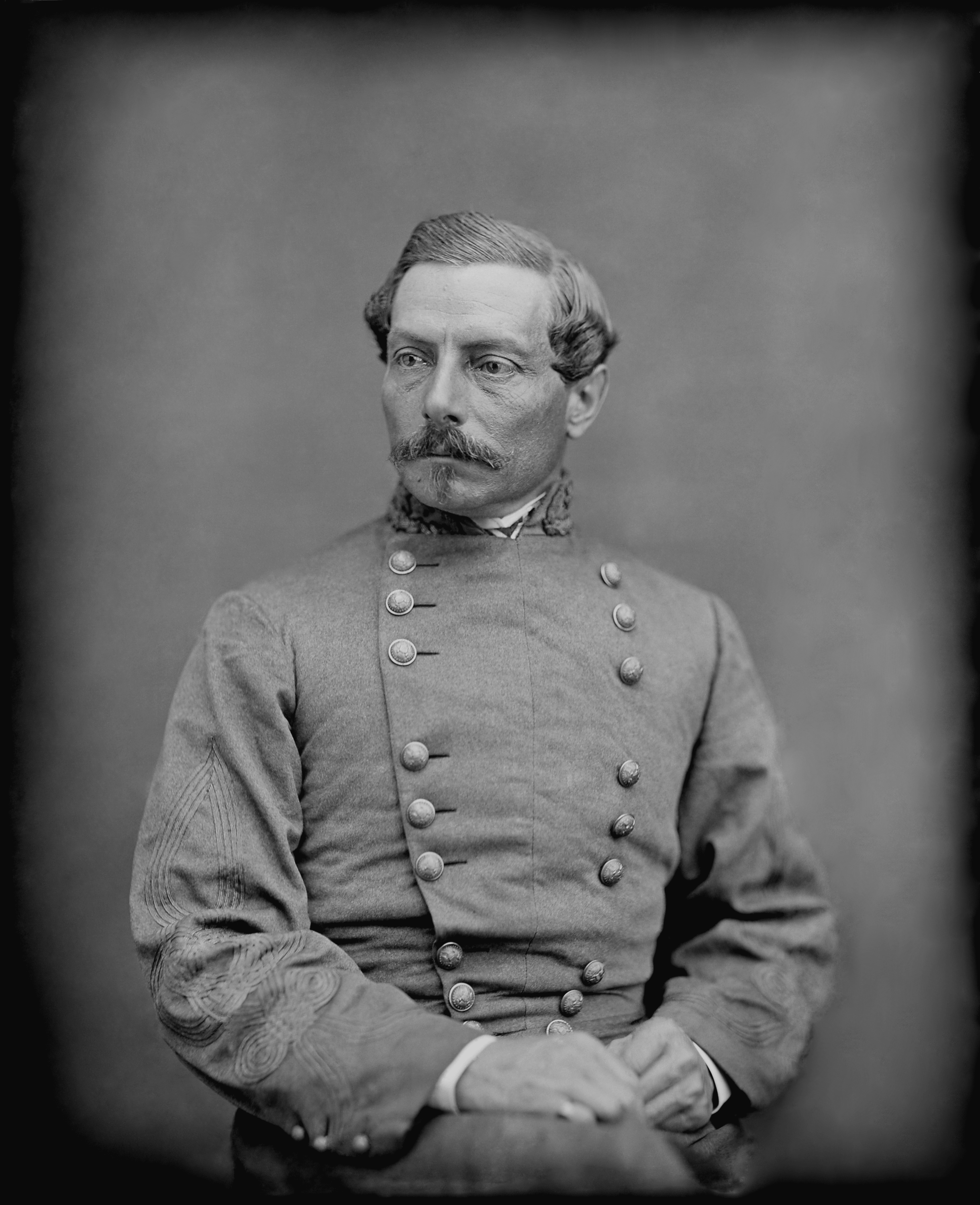
Pierre Gustave Toutant de Beauregard
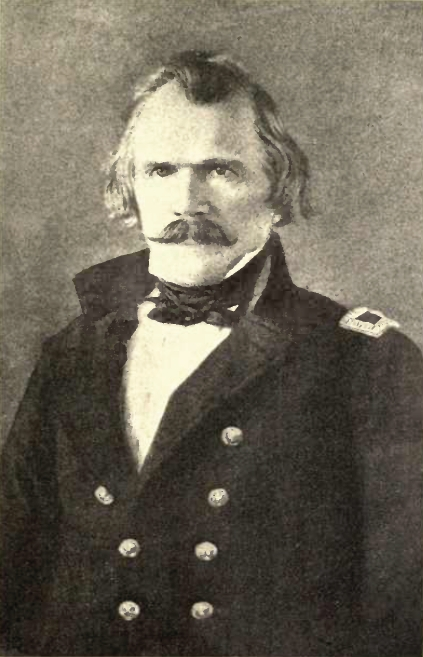
Albert Sidney Johnston
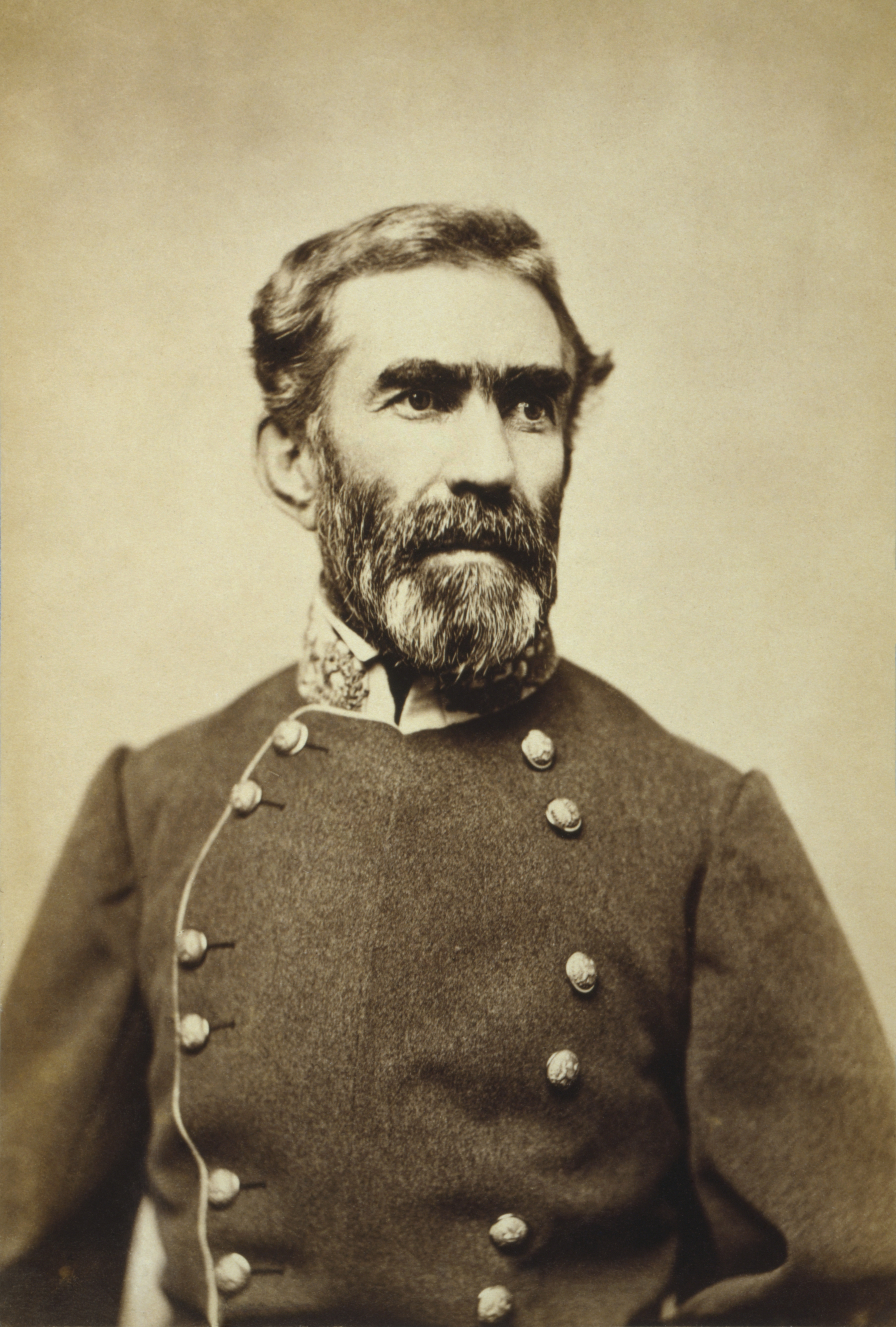
Braxton Bragg

## Riepilogo

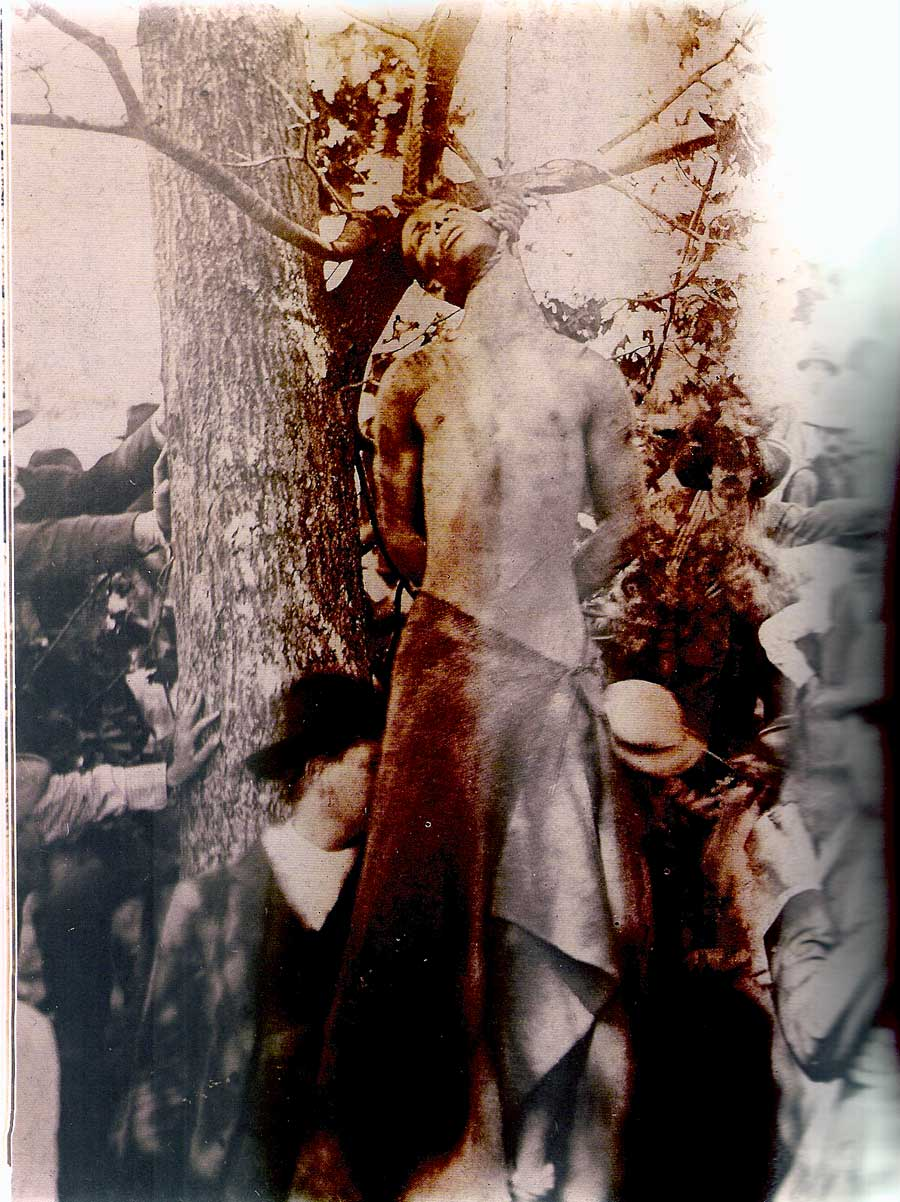
Il Linciaggio di Frank Embree a Fayette, Missouri (1899).

La schiavitù negli Stati Uniti d'America fu legale fin dal momento della nascita della nuova nazione, essendo lo schiavismo e la Tratta atlantica degli schiavi africani stati praticati nel Nord America Britannico già a partire dalla prima metà del XVII secolo. Il XIII emendamento abolì formalmente la schiavitù. Sebbene la pratica si concluse effettivamente con la vittoria dell'Unione sugli Stati Confederati d'America nella guerra di secessione americana.
In totale 12 presidenti degli Stati Uniti d'America possedettero degli schiavi in un certo periodo della loro vita, 8 dei quali mentre prestavano servizio in carica. Il generale George Washington fu il primo presidente ad essere padrone di schiavi, anche mentre svolgeva le sue funzioni presidenziali; il generale Zachary Taylor fu invece l'ultimo ad avere degli schiavi nel corso del proprio mandato. Ulysses S. Grant sarà l'ultimo presidente ad aver posseduto uno schiavo ad un certo punto della sua vita.
Il possesso di schiavi fu una pratica corrente tra i primi presidenti; dei primi 12 solamente John Adams (secondo presidente) e suo figlio John Quincy Adams (sesto) non possedettero mai alcuno schiavo, e altri due (Martin Van Buren e William Henry Harrison) non ne ebbero nessuno mentre erano in carica come presidenti. Fonti:
| No. | Presidente             | Numero approssimativo di schiavi posseduti | Nel corso della presidenza | Note |
| --- | ---------------------- | ------------------------------------------ | -------------------------- | --- |
| 1   | George Washington      | 317                                        | Si (1789 – 1797)           | Washington è stato uno schiavista importante prima, durante e dopo la sua presidenza. Lasciò scritte le proprie volontà nel testamento, che precedevano la Manomissione al momento della morte della moglie Martha Washington, sebbene questa abbia poi liberato tutti gli schiavi entro il 1801. |
| 3   | Thomas Jefferson       | 600 +                                      | Si (1801 – 1809)           | Jefferson era uno dei principali schiavisti, ma si oppose all'istituzione per tutta la vita e promosse la legge che ne mise al bando il commercio internazionale; sotto la sua presidenza si promulgò l'abolizione della tratta degli schiavi. A causa dei debiti che lo opprimevano liberò solo alcuni dei suoi schiavi di propria spontanea volontà. La maggioranza degli storici ritiene che il presidente abbia generato più figli con la sua schiava Sally Hemings (Harriet Hemings, Madison Hemings e Eston Hemings Jefferson - quest'ultimo a sua volta padre di John Wayles Jefferson, futuro colonnello Unionista), mentre dalla moglie Martha Wayles Skelton Jefferson morta nel 1782 ne aveva avuti altri 7. |
| 4   | James Madison          | 100 +                                      | Si (1809 – 1817)           | Madison propose il "Compromesso dei tre-quinti", che contava gli schiavi come 3/5 di una persona libera ai fini della tassazione e della rappresentanza legislativa. Non liberò mai gli schiavi di propria spontanea volontà. Uno di questi, Paul Jennings, lo servì durante la presidenza e in seguito pubblicò il primo libro di memorie sulla vita alla Casa Bianca. |
| 5   | James Monroe           | 75                                         | Si (1817 – 1825)           | Monroe fu critico nei confronti dello schiavismo nonostante fosse egli stesso un proprietario di schiavi. Sostenne l'invio degli schiavi liberati nel nuovo paese africano della Liberia; la sua capitale, Monrovia, prende il nome da lui. |
| 7   | Andrew Jackson         | 199 <200                                   | Si (1829 – 1837)           | Jackson possedette molti schiavi e affrontò diverse polemiche legate alla schiavitù nel corso della sua presidenza. Durante la campagna elettorale delle elezioni presidenziali del 1828 dovette subire diverse critiche per il suo essere un mercante di schiavi. Non liberò mai gli schiavi di propria spontanea volontà. |
| 8   | Martin Van Buren       | 1                                          | No                         | Il padre Abraham possedeva 6 schiavi. L'unico schiavo che possedette personalmente, Tom, scappò nel 1814; quando sarà ritrovato nel Massachusetts, Van Buren acconsentirà provvisoriamente a venderlo a colui che lo aveva fatto catturare, ma i termini non furono mai concordati e pertanto Tom rimase libero. Dopo la sua presidenza Van Buren fece parte del Free Soil Party che si opponeva con decisione a qualsiasi forma di espansione della pratica schiavista nei territori del West, senza mai sostenere apertamente l'abolizionismo. |
| 9   | William Henry Harrison | 11                                         | No                         | Harrison ereditò diversi schiavi. Nella sua qualità di 1º Governatore dell'Indiana, fece pressioni - senza però ottenere alcun successo - sul Congresso per legalizzare la schiavitù nel Territorio dell'Indiana. L'allora presidente Jefferson si oppose a tali tentativi nonostante fosse egli stesso proprietario di schiavi. |
| 10  | John Tyler             | 70                                         | Si (1841 - 1845)           | Tyler considerò personalmente la schiavitù una cosa "malvagia", ma nonostante ciò non liberò mai nessuno dei propri schiavi ed anzi sostenne costantemente l'istituto del potere schiavista e la sua rapida espansione durante il periodo in cui rimase in carica. |
| 11  | James Knox Polk        | 25                                         | Si (1845 – 1849)           | Polk divenne il candidato del Partito Democratic alle Elezioni presidenziali del 1844 in parte proprio grazie all'ampia dimostrazione di tolleranza nei riguardi dello schiavismo, in aperto contrasto con Van Buren. Come presidente nella generalità dei casi supportò sempre l'istituto. Le sue ultime volontà prevedevano la liberazione degli schiavi dopo la morte della moglie Sarah Polk, ma il Proclama di emancipazione emanato da Abraham Lincoln e la successiva approvazione del XIII emendamento finiranno col liberarli molto prima della sua scomparsa avvenuta nel 1891. |
| 12  | Zachary Taylor         | 149 <150                                   | Si (1849 – 1850)           | Sebbene Taylor rimase un proprietario di schiavi per tutta la vita, in genere resistette ai tentativi volti a far espandere la schiavitù anche nei territori dell'Ovest. Subito dopo la sua morte prematura cominciarono a circolare delle voci secondo cui i sostenitori della schiavitù Sudisti lo avrebbero fatto avvelenare; i test effettuati sui resti oltre un secolo più tardi sono risultati inconcludenti. |
| 17  | Andrew Johnson         | 8                                          | No                         | Johnson possedeva alcuni schiavi e sostenne sempre le politiche schiaviste della presidenza di James Knox Polk. In qualità di Governatore del Tennessee durante l'occupazione militare dell'Union Army riuscirà a convincere il presidente Abraham Lincoln ad esentare l'area dal Proclama di emancipazione. |
| 18  | Ulysses S. Grant       | 5                                          | No                         | Sebbene in seguito abbia servito come generale nell'esercito dell'Unione, Grant ebbe per un certo periodo il diretto controllo degli schiavi posseduti dalla moglie Julia Grant. Egli è noto per aver posseduto personalmente un solo schiavo, William Jones, dal 1857 al 1859. Grant preferirà liberare Jones piuttosto che rivenderlo, nonostante le forti necessità finanziarie. |

## Conseguenze
- 1863: il Proclama di emancipazione viene reso effettivo.
- 1865: la guerra di secessione americana termina con la completa disfatta degli Stati Confederati d'America.

1. L'integrità territoriale degli Stati Uniti d'America è preservata.
2. L'assassinio di Abraham Lincoln.
3. L'avvio della Presidenza di Andrew Johnson.
4. La schiavitù negli Stati Uniti d'America viene definitivamente abolita attraverso la ratifica del XIII emendamento.
5. Ha inizio l'Era della Ricostruzione.
6. Il Movimento per i diritti civili degli afroamericani (1865-1896).
7. Storia del Ku Klux Klan.

- 1866: il XIV emendamento della Costituzione degli Stati Uniti d'America.

1. Civil Rights Act (1866).

- Linciaggio negli Stati Uniti d'America.
- 1869: il XV emendamento della Costituzione degli Stati Uniti d'America.

1. La Presidenza di Ulysses S. Grant.
2. Civil Rights Act (1871).
3. Civil Rights Act (1875).

- Segregazione razziale negli Stati Uniti d'America.